# قائمة الطائرات المدنية
قائمة الطائرات المدنية مع وصف مختصر، ولا تشمل القائمة أنواع الطائرات (المماثلة للمدنية) والتي تستخدم وتشغل من قبل المنظمات والهيئات العسكرية أو التي تستخدم للسباقات أو طائرات البحوث والتجارب.

## أ

### إيه إيه إس آي
طائرات مدنية من إنتاج شركة الديناميكا الهوائية المتقدمة والهياكل (بالإنجليزية: AASI or Advanced Aerodynamics and Structures Inc) الأمريكية:
- إيه إيه إس آي جيت كروزر - طائرة نقل تنفيذية بمحرك دافع ذو مرواح تربينية).

### إيه بي سي موتورز
طائرات مدنية من إنتاج إيه بي سي موتورز المحدودة (بالإنجليزية: ABC Motors):
- إيه بي سي روبن - طائرة أحادية السطح ومقصورة بمقعد واحد.

### إبراهام
طائرات مدنية من إنتاج أبراهام (بالإنجليزية: Abraham):
- إبراهام إيريس الأولى والثانية - طائرة مظلية، أحادية السطح، بمقعدين.

### أبرامز
طائرات مدنية من إنتاج شركة الطائرات أبرامز (بالإنجليزية: Abrams Air Craft Corporation) الأمريكية:
- أبرامز بيه-1 اكسبلورر - طائرة مسح تصويري جوي، أحادية السطح.

### إيه سي إيه سي
طائرات مدنية من إنتاج إيه سي إيه سي (بالإنجليزية: ACAC) الصينية:
- إيه سي إيه سي/كوماك إيه آر جيه 21 طائرة رحلات جوية إقليمية بسعة 70–100 مقعد.

### إيه سي بي إيه
طائرات مدنية من إنتاج إيه سي بي إيه (بالإنجليزية: ACBA (Aéro Club du Bas Armagnac)):
- ACBA Midour 1, 2 & 3 - القاطرات طائرة شراعية مقطورة (glider tugs)، أحادية السطح.

### إيس
طائرات مدنية من إنتاج إيس (بالإنجليزية: Ace Aircraft):
- ايس بيبي ايس - مقعد واحد، أحادية السطح بمظلة، بُنيت في المنزل.
- ايس جونيور ايس - مقعد واحد، أحادية السطح بمظلة، بُنيت في المنزل.
- إيس سكوتر - مقعد واحد، أحادية السطح بمظلة، بُنيت في المنزل.

### اكرو سبورت
طائرات مدنية من إنتاج اكرو سبورت (بالإنجليزية: Acro Sport):
- Acro Sport II طائرة استعراضات جوية، ذات سطحين. بمقعد واحد أو أثنين.

### آدم
طائرات مدنية من إنتاج آدم لصناعة الطائرات (بالإنجليزية: Adam Aircraft Industries):
- آدم إيه500 - طائرة تنفيذين محركين ذو مرواح توربينية.
- آدم إيه700 - طائرة نفاثة تنفيذين.

### إيه دي آي
طائرات مدنية من إنتاج شركة تصاميم الطائرات (إيه دي آي) (بالإنجليزية: ADI (Aircraft Designs Inc.)):
- ADI Bumble Bee - طائرة أوتوجايرو، خفيفة جدا، تركب وتُجمع في المنزل.
- ADI Condor - طائرة شراعية، تركب وتُجمع في المنزل.
- ADI Sportster - طائرة أوتوجايرو (autogyro)، بمقعدين.
- ADI Stallion - طائرة أحادية السطح، ذات أجنحة علوية، تتسع لستة ركاب، وتركب وتُجمع في المنزل.

### إيه إي جي
طائرات مدنية من إنتاج إيه إي جي (بالإنجليزية: A.E.G.):
- إيه إي جي - جيه الأولى - طائرة ركاب، ذات سطحين، مع مقصورة بسعة راكبين، معدلة من طائرة هجوم بري.
- إيه إي جي - إن الأولى - طائرة ركاب، مع مقصورة بسعة راكاب، معدلة من طائرة قاذفة.

### ايرو انجينيرينغ أستراليا
طائرات مدنية من إنتاج ايرو انجينيرينغ أستراليا (بالإنجليزية: Aero Engineers Australia):
- AEA Explorer : طائرة متعددة المهام للنقل المنفعي.

### إرماتشي
طائرات مدنية من إنتاج إرماتشي (بالإنجليزية: Aermacchi):
(للأنواع التي صنعت في وقت سابق، انظر: ماكي)
- إرماتشي إيه إل-60 - طائرة متعددة الأغراض.
- إرماتشي إس إف 260 - طائرة تدريب وطائرة استعراضات جوية، بمقعدين.

### إيريون
طائرات مدنية من إنتاج شركة إيريون (بالإنجليزية: Aerion):
- إيريون أس بي جيه - طائرة أعمال أسرع من الصوت، تحت التطوير.

### ايرو فودوتشودي
طائرات مدنية من إنتاج ايرو فودوتشودي (بالإنجليزية: Aero Vodochody):
- ايرو إيه 10 - طائرة ركاب، ذات سطحين، تتسع لخمسة ركاب.
- ايرو إيه 22 - طائرة ركاب، ذات سطحين، تتسع لراكبين.
- ايرو إيه 23 - طائرة ركاب، ذات سطحين، تتسع لسبعة ركاب.
- ايرو إيه 34 - طائرة خفيفة بمقعدين.
- ايرو إيه 35 - طائرة ركاب، تتسع لخمسة ركاب.
- ايرو إيه 38 - طائرة ركاب، تتسع لثمانية ركاب.
- ايرو إيه 200 - طائرة خفيفة.
- ايرو إيه 204 - نموذج لطائرة ركاب، تتسع لثمانية ركاب.
- ايرو إيه إي-45 & إيه إي-145 - طائرة خفيفة، بمحركين.

### ايرو بويرو
طائرات مدنية من إنتاج ايرو بويرو (بالإنجليزية: Aero Boero) الأرجنتينية:
- ايرو بويرو إيه بي-95/115- طائرة خفيفة، متعددة الأغراض.
- ايرو بويرو إيه بي-150 - طائرة منافع خفيفة متعددة الأغراض.
- ايرو بويرو إيه بي-180 - طائرة منافع خفيفةمتعددة الأغراض.
- ايرو بويرو إيه بي-210 - نموذج لطائرةلطائرة منافع متعددة الأغراض.
- ايرو بويرو 260 إيه جي - طائرة زراعية

### ايرو-كام
طائرات مدنية من إنتاج ايرو-كام (بالإنجليزية: Aero-Cam):
- Aero-Cam Slick 360- طائرة استعراضات جوية، بمقعد واحد.

### ايرو كوماندر
طائرات مدنية من إنتاج ايرو كوماندر (بالإنجليزية: Aero Commander):
- ايرو كوماندر 100 - طائرة خفيفة، بمحرك واحد، وبأربعة مقاعد.
- ايرو كوماندر 500/600 (العائلة) - طائرة أعمال بمحركين.
- ايرو كوماندر جت كوماندر - نفاثة أعمال.

### ايرولتد
طائرات مدنية من إنتاج ايرولتد (بالإنجليزية: Aero Ltd):
- Aero AT1, 2, 3 & 4  [لغات أخرى]‏ - طائرة خفيفة جدا، بأجنحة منخفضة، بمحرك واحد ومقعد واحد.

### ايروكوبتر
طائرات مدنية من إنتاج ايروكوبتر (بالإنجليزية: Aerokopter):
- Aerokopter AK1-3 Sanka - طائرة هيليكوبتر بمقعدين.

### ايرومارين
طائرات مدنية من إنتاج ايرو ايرومارين/ايرومارين-كلييم، (بالإنجليزية: Aeromarine/Aeromarine-Klemm):
- Aeromarine 50 - طائرة قارب للركاب، ذات سطحين، وبمحرك واحد، طورت من طائرة دورية وقذف قنابل.
- Aeromarine 75 - طائرة قارب للركاب، ذات سطحين، بمحركان، طورت من طائرة دورية وقذف قنابل.
- Aeromarine AM-1 & 2 - طائرة بريد، ذات سطحين، بمحرك واحد، ومقعد واحد.
- Aeromarine-Klemm Model 70 Trainer - طائرة خفيفة جدا، أحادية السطح، بمقعدين

### ايروموت
طائرات مدنية من إنتاج ايروموت (بالإنجليزية: Aeromot):
- Aeromot AMT-100 Ximango - طائرة شراعية، بمحرك ومقعدين.
- Aeromot AMT-200 Super Ximango - طائرة شراعية، بمحرك ومقعدين.

### ايرونكا
طائرات مدنية من إنتاج ايرونكا (بالإنجليزية: Aeronca):
- ايرونكا 50 تشيف[1]
- ايرونكا 7 تشامبيون - طائرة أحادية السطح وعالية الأجنحة وذات مقعدين.
- Aeronca 9 Arrow - طائرة أحادية السطح بأجنحة منخفضة وذات مقعدين.
- ايرونكا 11 تشيف - طائرة أحادية السطح وعالية الأجنحة وذات مقعدين.
- Aeronca 12 Chum - طائرة أحادية السطح بأجنحة منخفضة وذات مقعدين. (بنيت برخصة من Ercoupe)
- ايرونكا 15 سيدان - طائرة أحادية السطح وعالية الأجنحة بأربعة مقاعد.
- ايرونكا 50 تشيف - طائرة أحادية السطح وعالية الأجنحة وذات مقعدين.
- ايرونكا 65 سوبر تشيف - طائرة أحادية السطح وعالية الأجنحة وذات مقعدين.
- ايرونكا سي-1 كاديت - طائرة أحادية السطح ذات مقعد واحد.
- ايرونكا سي-2 - طائرة أحادية السطح ذات مقعد واحد.
- ايرونكا سي-3 - طائرة أحادية السطح ذات مقعد واحد.
- ايرونكا كيه - طائرة أحادية السطح وعالية الأجنحة وذات مقعدين.
- ايرونكا إل - طائرة أحادية السطح بأجنحة منخفضة.
- Aeronca Monowheel Racer[1]

### آيرو سبيسلاينز
طائرات مدنية من إنتاج آيرو سبيسلاينز، (بالإنجليزية: Aero Spacelines):
- آيرو سبيسلاينز بريجنانت جابي - طائرة شحن، ذات أربعة محركات مكبسية لنقل الحمولات الهائلة الحجم.
- آيرو سبيسلاينز سوبر جابى - طائرة شحن، ذات أربعة محركات مرواح تربينية لنقل الحمولات الهائلة الحجم.
- آيرو سبيسلاينز مينى جابى - طائرة شحن، ذات أربعة محركات مكبسية لنقل الحمولات الهائلة الحجم.
- آيرو سبيسلاينز مينى جابى تورباين - طائرة شحن، ذات أربعة محركات مرواح تربينية لنقل الحمولات الهائلة الحجم.

### إيروسباسيال
طائرات مدنية من إنتاج إيروسباسيال، (بالإنجليزية: Aérospatiale):
(انظر أيضا يوروكوبتر & SOCATA)
- إيروسباسيال ألويت 2 - مروحية خفيفة متعددة الأغراض
- إيروسباسيال ألويت الثالثة - مروحية خفيفة متعددة الأغراض
- إيروسباسيال إن 262 & موهوك 298 - طائرة ركاب، محرك ذو مرواح تربينية
- إيروسباسيال أس إيه 330 بوما مروحية نقل متوسط، ذات محركين
- إيروسباسيال غازيل - مروحية متعددة الأغراض
- يوروكوبتر إيه إس 350 & يوروكوبتر إيه إس 355 - مروحية خفيفة متعددة الأغراض
- يوروكوبتر إيه إس365 دوفين - مروحية متعددة الأغراض، متوسطة الحجم
- إيروسباسيال كورفيت - نفاثة أعمال
- إيروسباسيال-بريتش إيرو سبيس كونكورد - طائرة ركاب، أسرع من الصوت.

### ايروستار
طائرات مدنية من إنتاج ايروستار (بالإنجليزية: Aerostar):
- ايروستار فيستفال - طائرة رياضية خفيفة.

### أغستا
طائرات مدنية من إنتاج أغستا (بالإنجليزية: Agusta):
- أغستا إيه 109 - مروحية رجال الأعمال وللأغراض العامة.
- أغستاوستلاند إيه دبليو 119 كوالا - مروحية للأغراض العامة.

### أغستاوستلاند
طائرات مدنية من إنتاج أغستاوستلاند (بالإنجليزية: AgustaWestland):
- أغستاوستلاند إيه دبليو 139 - مروحية رفع متوسط، للأغراض العامة.
- أغستاوستلاند إيه دبليو 169 - مروحية، بعشرة مقاعد.
- أغستاوستلاند إيه دبليو 189 - مروحية، للرفع المتوسط.

### أهرينس
طائرات مدنية من إنتاج أهرينس (بالإنجليزية: Ahrens):
- Ahrens AR 404 - طائرة متعددة الأغراض، بأربعة محركات مروحية.

### إيرتراكتور
طائرات مدنية من إنتاج إيرتراكتور (بالإنجليزية: Air Tractor):
- أير تراكتور - طائرة زراعية، تدفع بمحرك مروحة توربينية ومحرك ترددي.

### إيرباص
طائرات مدنية من إنتاج إيرباص (بالإنجليزية: Airbus):
- إيرباص إيه 300 - طائرة رحلات جوية، متوسطة المدى، وذات بدن عريض.
- إيرباص إيه 310 - طائرة رحلات جوية، ذات بدن عريض.
- إيرباص إيه 318 - طائرة رحلات جوية، ذات بدن ضيق، بسعة 100 مقعد.
- إيرباص إيه 319 - طائرة رحلات جوية ونفاثة أعمال كبيرة.
- إيرباص إيه 320 - طائرة رحلات جوية، ذات بدن ضيق.
- إيرباص إيه 321 - طائرة رحلات جوية، ذات بدن ضيق.
- إيرباص إيه 330 - طائرة رحلات جوية، ذات بدن عريض.
- إيرباص إيه 340 - طائرة رحلات جوية، ذات بدن عريض.
- إيرباص إيه 350 - طائرة رحلات جوية، ذات بدن عريض.
- إيرباص إيه 380 - طائرة رحلات جوية، ذات بدن عريض وذات سعه كبيرة.
- إيرباص بولقا - طائرة شحن للحمولات الضخمة.

### إيركو
طائرات مدنية من إنتاج إيركو (بالإنجليزية: Airco):
(للتصاميم التي أجريت في وقت لاحق، أنظر دي هافيلاند)
- Airco DH.9C - طائرة ركاب، ذات سطحين، تم تحويلها من قاذفة قنابل.
- إيركو دي إتش 16 - طائرة ركاب، ذات سطحين.

### إيرسبيد
طائرات مدنية من إنتاج ايرسبيد المحدودة (بالإنجليزية: Airspeed):
- ايرسبيد فيري - طائرة ركاب، ثلاثية المحركات وذات سطحين.
- ايرسبيد كويورير - طائرة أحادية السطح، بمحرك واحد، وست مقاعد.
- ايرسبيد إينفوي - طائرة ركاب، أحادية السطح، بمحركان.
- ايرسبيد فايسروي - طائرة سباق، أحادية السطح، بمحركان.
- اير امباسدور - طائرة ركاب ثنائية المحرك.
- ايرسبيد كونصل - طائرة ركاب، أحادية السطح، بمحركين.

### إير كرييشين
طائرات مدنية من إنتاج إير كرييشين (بالإنجليزية: Air Creation):
- Air Creation Racer - طائرة خفيفة جدا.
- Air Creation GT - طائرة خفيفة جدا.
- Air Creation Clipper - طائرة خفيفة جدا.
- Air Creation Tanarg - طائرة خفيفة جدا.
- Air Creation Trek - طائرة خفيفة جدا.
- Air Creation Twin - طائرة خفيفة جدا.
- Air Creation Skypper - طائرة خفيفة جدا.

### ألباتروس
طائرات مدنية من إنتاج: الباتروس للطائرات، (بالإنجليزية: Albatros) الألمانية:
- الباتروس- إل 58 - طائرة ركاب، أحادية السطح وبمحرك واحد.
- الباتروس- إل 59 - طائرة رياضية أحادية السطح ذات مقعد واحد.
- الباتروس- إل 60 - طائرة أحادية السطح بمقعدين، متعددة الأغراض/رياضية
- الباتروس- إل 72 - طائرة نقل وتوزيع صحف، ذات سطحين، وبمحرك واحد.
- الباتروس- إل 73 - طائرة ركاب، ذات سطحين وبمحركين.
- الباتروس- إل 79 - طائرة استعراضات جوية، ذات سطحين وبمقعد واحد.

### الكسندروف-كالينين
طائرات مدنية من إنتاج الكسندروف-كالينين (بالإنجليزية: Aleksandrov-Kalinin):
- Aleksandrov-Kalinin AK-1 - طائرة ركاب، أحادية السطح وبمحرك واحد.

### ألفا
طائرات مدنية من إنتاج ألفا (بالإنجليزية: Alpha):
- Alpha 2000 - يتم الآن تصنيع روبن آر2000 في نيوزيلندا.

### أمريكان أفياشين
طائرات مدنية من إنتاج أمريكان أفياشين (بالإنجليزية: American Aviation):
- غرومان أمريكان إيه إيه-1 - طائرة خفيفة بمقعدين.
- غرومان أمريكان إيه إيه-2 باتريوت - نموج طائرة خفيفة، بأربعة مقاعد.

### أمريكان تشامبيون
طائرات مدنية من إنتاج أمريكان تشامبيون (بالإنجليزية: American Champion):
- أمريكان تشامبيون - سلسلة من طائرات الاستعراضات الجوية الخفيفة، بمقعدين.

### أمريكان إيغل
طائرات مدنية من إنتاج أمريكان إيغل (بالإنجليزية: American Eagle):
- أمريكان إيغل إيه-101 - طائرة رياضية ومرافق عامة، ذات سطحين، بقمرة قيادة مفتوحة وثلاثة مقاعد.
- أمريكان إيغل إيه-129 - طائرة رياضية ومرافق عامة، ذات سطحين، بقمرة قيادة مفتوحة وثلاثة مقاعد.
- أمريكان إيغل إيغلت - طائرة خفيفة جدا، ذات أجنحة مرتفعة وبمقعدين. (من عقد الثلاثينات)

### أمريكان جايرو
طائرات مدنية من إنتاج أمريكان جايرو (بالإنجليزية: American Gyro):
- American Gyro AG-4 Crusader

### أندرسون غرينوود
طائرات مدنية من إنتاج أندرسون غرينوود (بالإنجليزية: Anderson Greenwood):
- أندرسون غرينوود أيه جي 14 - طائرة منافع، أحادية السطح، بمقعدين.

### إيه إن إي سي
طائرات مدنية من إنتاج إيه إن إي سي (بالإنجليزية: ANEC):
- ANEC I - طائرة خفيفة جدا، أحادية السطح، بمقعد واحد.

### إيه إيه سي
طائرات مدنية من إنتاج شركة إنجيل للطائرات (بالإنجليزية: Angel Aircraft Corporation):
- AAC Angel

### أنسالدو
طائرات مدنية من إنتاج أنسالدو (بالإنجليزية: Ansaldo):
- أنسالدو إيه 300 - طائرة ركاب، ذات سطحين وبمحرك واحد.

### أنتونوف
طائرات مدنية من إنتاج أنتونوف (بالإنجليزية: Antonov):
- أنتونوف أن-2 - طائرة ذات سطحين، للنقل المنفعي.
- أنتونوف أن-10 - طائرة بمحركات مرواح توربنيه، بسعة 110 راكب.
- أنتونوف أن-12 - طائرة شحن، بمحركات مرواح توربنيه
- انتونوف إيه إن - 22 - طائرة شحن، للحملات الكبيرة، بمحركات مرواح توربنيه
- أنتونوف أن-24 - طائرة رحلات جوية بسعة 44-50 مقعد، وطائرة متعددة الأغراض.
- أنتونوف أن-28 - طائرة رحلات جوية إقليمية ونقل منفعي.
- أنتونوف أن-30 - طائرة مسح جوي
- أنتونوف أن-38 - طائرة رحلات جوية إقليمية ونقل منفعي.
- أنتونوف أن-70 - طائرة شحن، بمحركات مروحية، للاوزان الثقيلة جداً.
- أنتونوف أن-72 / أنتونوف أن-72 - إقلاع وهبوط قصير (STOL) ونقل منفعي.
- أن 124 - طائرة شحن للحمولات الثقيلة.
- أنتونوف أن-140 - طائرة ركاب، بمحركات مرواح توربنيه، بسعة 50 راكب.
- أنتونوف أن-148 - طائرة رحلات جوية إقليمية، بسعة 75 راكب.
- أنتونوف أن-225 - طائرة شحن، للحملات الضخمة جداً.

### انطوانيت
طائرات مدنية من إنتاج انطوانيت (بالإنجليزية: Antoinette):
- انطوانيت السابعة - من أوائل الطائرات الرياضية أحادية السطح.

### إيه بيه إم
طائرات مدنية من إنتاج إيه بيه إم (بالإنجليزية: APM):
- APM 20 Lionceau - طائرة خفيفة متعددة الأغراض.
- APM 30 Lion - طائرة خفيفة متعددة الأغراض.

### أرادو
طائرات مدنية من إنتاج أرادو للطائرات (بالإنجليزية: Arado) ألمانية:
- أرادو إس الأولى & إس الثالثة - طائرة تدريب، بمقعدين.
- أرادو إس سي الأولى - طائرة تدريب، بمقعدين.
- أرادو إس سي الثانية - طائرة تدريب، بمقعدين.
- أرادو إل الأولى - طائرة خفيفة، بمقعدين.
- أرادو إل الثانية - طائرة خفيفة، بمقعدين.
- أرادو في الأولى - نموذج طائرة ركاب ونقل بريد، تتسع لأربعة ركاب.
- أرادو دبليو 2 - طائرة مائية للتدريب، بمقعدين.
- أرادو إيه آر 79 - طائرة استعراضات جوية وتدريب ورحلات سياحية، أحادية السطح، بمقعدين.

### ارمسترونغ ويتوورث
طائرات مدنية من إنتاج ارمسترونغ ويتوورث للطائرات (بالإنجليزية: Armstrong Whitworth) البريطانية:
- ارمسترونغ ويتوورث أرغوسي - طائرة ركاب، ذات سطحين، وبثلاثة محركات.
- ارمسترونغ ويتوورث أتالانتا - طائرة ركاب، بأربعة محركات، وبسعة تسعة ركاب.
- ارمسترونغ ويتوورث إنساين - طائرة ركاب، بأربعة محركات، وبسعة 40 راكب.
- ارمسترونغ ويتوورث أبولو - نموذج طائرة ركاب، بأربعة محركات مرواح توربنيه
- آرمسترونغ ويتوورث إيه دبليو.660 أرغوسي - طائرة شحن، بأربعة محركات مرواح توربنيه

### أرو
طائرات مدنية من إنتاج أرو (بالإنجليزية: Arrow):
- طائرة أرو الرياضية - طائرة خفيفة بمقعدين.
- Arrow Model F - طائرة خفيفة بمقعدين.

### اتلانتيك إيركرافت
طائرات مدنية من إنتاج اتلانتيك إيركرافت (بالإنجليزية: Atlantic Aircraft):
(فوكر أمريكا، لطائرات فوكر الهولندية انظر:فوكر)
- Fokker Universal - طائرة نقل، أحادية السطح وبمحرك واحد.
- Fokker Super Universal - طائرة نقل، أحادية السطح وبمحرك واحد.
- Fokker F.11 - طائرة قارب للأغراض العامة.
- Fokker F.14 - طائرة نقل، أحادية السطح بمظلة، وبمحرك واحد.
- Fokker F.32 - طائرة ركاب بأربعة محركات.

### إيه تي آر
طائرات مدنية من إنتاج إيه تي آر (بالإنجليزية: ATR):
- إيه تي آر 42 - طائرة رحلات جوية إقليمية، بمحركان مروحيان توربينيان، وبسعة 42 مقعد.
- إيه تي آر 72 - طائرة رحلات جوية إقليمية، بمحركان مروحيان توربينيان، وبسعة 70 مقعد.

### أوستر
طائرات مدنية من إنتاج أوستر للطائرات (بالإنجليزية: Auster):
- أوستر جيه-1 اوتوكرات - طائرة خفيفة بثلاثة مقاعد.
- أوستر جيه-1 يو وورك ماستر - طائرة زراعية.
- Auster J-2 Arrow  [لغات أخرى]‏ - طائرة خفيفة بمقعدين.
- Auster J-3 Atom  [لغات أخرى]‏ - طائرة خفيفة بمقعدين.
- Auster J-4 - طائرة خفيفة بمقعدين.
- Auster Avis - نموذج لطائرة خفيفة متعددة الأغراض.
- أوستر أوتوكار - طائرة خفيفة، بأربعة مقاعد.
- أوستر أيجليت ترينر - طائرة خفيفة، للالعاب البهلوانية، بأربعة مقاعد.
- Auster Alpine - طائرة خفيفة، بأربعة مقاعد.
- Auster B.4 - نموذج لطائرة شحن خفيف.
- Auster Agricola - طائرة زراعية.
- Auster D.4 - طائرة خفيفة بمقعدين.

### أوستن
طائرات مدنية من إنتاج أوستن (بالإنجليزية: Austin):
- Austin Whippet - طائرة رياضية، ذات السطحين وبمقعد واحد.

### افيا
طائرات مدنية من إنتاج أفيا (بالإنجليزية: Avia):
- Avia BH-1 - طائرة خفيفة بمقعدين.
- Avia BH-5 - طائرة خفيفة بمقعدين.
- Avia BH-9 - طائرة خفيفة بمقعدين.
- Avia BH-10 - طائرة اكروبات، بمقعد واحد.
- Avia BH-12 - طائرة خفيفة بمقعدين.
- Avia BH-16 - طائرة خفيفة بمقعد واحد.
- Avia BH-20 - طائرة تدريب، بمقعدين.
- Avia BH-25 - طائرة ركاب، ذات سطحين.
- افيا 14 - طائرة ركاب، بسعة 28 راكب.

### افياميلانو
طائرات مدنية من إنتاج افياميلانو (بالإنجليزية: Aviamilano):
- Aviamilano Falco - طائرة استعراضات جوية، أحادية السطح، بمقعدين.
- Aviamilano Nibbio - طائرة أحادية السطحن بمقصورة بسعة أربعة مقاعد.
- Aviamilano Scricciolo - طائرة تدريب، أحادية السطح، بمقعدين.

### افيات
طائرات مدنية من إنتاج افيات (بالإنجليزية: Aviat):
- أفيات هوسكاي - طائرة خفيفة للأغراض العامة، بمقعدين.
- افيات بيتس سبيشل - طائرة سباق واستعراضات جوية، ذات سطحين.

### افياشين تريدرز
طائرات مدنية من إنتاج افياشين تريدرز (بالإنجليزية: Aviation Traders):
- Aviation Traders Accountant - نموذج لطائرة ركاب، بسعة 28 راكب، وتدفع بمحركات مرواح توربنيه.
- Aviation Traders Carvair - طائرة شحن

### افيميتا
طائرات مدنية من إنتاج افيميتا (بالإنجليزية: Aviméta):
- Aviméta 132 - طائرة ركاب، ثلاثية المحركات، وبسعة 8 ركاب.

### أفرو
طائرات مدنية من إنتاج أفرو (بالإنجليزية: Avro):
- أفرو جي - طائرة ذات السطحين بمحرك واحد ومقصورة.
- أفرو 534 بيبي - طائرة خفيفة بمقعد واحد.
- أفرو أفيان - طائرة خفيفة بمقعدين.
- أفرو 547 - طائرة ركاب ورحلات بمحرك واحد.
- أفرو 560 - طائرة خفيفة جدا، بمقعد واحد.
- أفرو 618 عشرة - طائرة ركاب، ثلاثية المحركات، وبسعة عشرة ركاب. (فوكر أف السابعة بنيت بموجب ترخيص)
- أفرو 619 فايف - طائرة ركاب، ثلاثية المحركات، وبسعة خمسة ركاب.
- أفرو 627 طائرة بريد - طائرة بريد ذات سطحين وبمحرك واحد.
- أفرو 643 كاديت - طائرة رياضية وللتدريب، ذات سطحين، مع مقعدين في مقصورة مكشوفة.
- أفرو 638 كلوب كاديت - طائرة رياضية وللتدريب، ذات سطحين، مع مقعدين في مقصورة مكشوفة.
- أفرو 641 كومودور - طائرة ذات السطحين بمحرك واحد ومقصورة.
- أفرو 642 ثمانية عشر - طائرة ركاب، أحادية السطح، بمحركان أو أربعة محركات.
- أفرو 652 - طائرة ركاب ثنائية المحرك. طورت لآحقا إلى قاذفة القنابل أفرو أنسون.
- أفرو لانكسترين - طائرة ركاب وشحن، بأربعة محركات. حولت من قاذفة القنابل لانكاستر.
- أفرو يورك - طائرة ركاب ونقل، بأربعة محركات.
- أفرو تيودور - طائرة ركاب، بأربعة محركات.
- أفرو 748 (تعرف أيضا باسم: HS 748 & BAe 748) - طائرة ركاب، بسعة 50 مقعد، وتدفع بمحركات مرواح توربنيه.
- أفرو آر جيه سيريس انظر: بريتش ايروسبيس 146

### أفرو كندا
طائرات مدنية من إنتاج أفرو كندا (بالإنجليزية: Avro Canada):
- أفرو كندا سي102 جيتلاينر - نموذج لطائرة نفاثة.

### ايريس
طائرات مدنية من إنتاج ايريس (بالإنجليزية: Ayres):
- Ayres Let L 610  [لغات أخرى]‏ - طائرة رحلات جوية إقليميةن بسعة 40 مقعد.
- أيرس ثراش وأيرس ثراش - طائرة زراعية

## ب

### باك
طائرات مدنية من إنتاج باك - شركة الطائرات البريطانية (بالإنجليزية: British Aircraft Company):
- British Aircraft Company Drone طائرة خفيفة جدا، بمقعد واحد. من عقد الثلاثينات من القرن العشرين

طائرات مدنية من إنتاج شركة الطائرات البريطانية (بالإنجليزية: British Aircraft Corporation):
- كونكورد - طائرة ركاب أسرع من الصوت
- باك ون-اليفن - طائرة ركاب نفاثة

### باخ
طائرات مدنية من إنتاج باخ (بالإنجليزية: Bach):
- Bach Air Yacht -طائرة ركاب، أحادية السطح، وثلاثية المحركات، وذات أجنحة عالية .

### بي إيه إي
طائرات مدنية من إنتاج بي إيه إي (بالإنجليزية: BAe) البريطانية:
- بي إيه إي 125 - نفاثة أعمال.
- بريتش ايروسبيس 146 - طائرة رحلات جوية إقليمية، باربعة محركات.
- بريتش ايروسبيس إيه تي بي - طائرة ركاب، تدفع بمحركين ذو مرواح تربينية.
- بي إيه إي جت ستريم 31 - طائرة ركاب، تدفع بمحركين ذو مرواح تربينية.
- بي إيه إي جت ستريم 41 - طائرة ركاب، تدفع بمحركين ذو مرواح تربينية.

### باركلي-قرو
طائرات مدنية من إنتاج باركلي-قرو (بالإنجليزية: Barkley-Grow):
- Barkley-Grow T8P-1 : طائرة ركاب ثنائية المحرك.

### بات
طائرات مدنية من إنتاج بات (بالإنجليزية: BAT):
- BAT F.K.26 - طائرة ركاب، ذات سطحين وبمحرك واحد.

### بومر
طائرات مدنية من إنتاج بومر (بالإنجليزية: Bäumer):
- Bäumer Sausewind - طائرة رياضية، أحادية السطح، بمقصورة مفتوحة وبسعة راكبين.

### بيغل
طائرات مدنية من إنتاج بيغل للطائرات (بالإنجليزية: Beagle Aircraft) البريطانية:
- بيغل أرديل - طائرة خفيفة مدنية، بأربعة مقاعد.
- بيغل هوسكي - طائرة خفيفة.
- بيغل بوب - طائرة خفيفة وبهلوانية وجولات سياحية. صنعت بكاملها من المعادن، ذات محرك واحد، وبمقعدين أو بأربعة مقاعد.
- بيغل تيراير - طائرة خفيفة بثلاثة مقاعد.
- بيغل باسييت - طائرة بمحركين، ومقصورة بستة / ثمانية مقاعد.

### بيدمور
طائرات مدنية من إنتاج بيدمور (بالإنجليزية: Beardmore):
- Beardmore Wee Bee - طائرة خفيفة جدا. من حقبة العشرينيات من القرن العشرين.

### بي دي
طائرات مدنية من إنتاج بي دي (بالإنجليزية: Bede):
- Bede BD-1 - نموذج تصميم طائرة بمقعدين.
- Bede BD-4 - طائرة، أحادية السطح، تُجمع في المنزل، بأربعة مقاعد.
- Bede BD-5 - طائرة رياضية، بمقعد واحد.

### بيتشكرافت
طائرات مدنية من إنتاج بيتشكرافت (بالإنجليزية: Beechcraft):
- بيتشكرافت موديل 17 - طائرة ركاب، ذات سطحين.
- بيتشكرافت موديل 18 - طائرة نقل منفعي، بمحركين.
- بيتشكرافت موديل 19 ميسكيتر - طائرة خفيفة، بأربعة مقاعد.
- بيتشكرافت موديل 23 صنداونر - طائرة خفيفة، بأربعة مقاعد.
- بيتشكرافت موديل 24 سييرا - طائرة خفيفة، بأربعة مقاعد.
- بيتشكرافت موديل 33, 35 & 36 بونانزا - طائرة خفيفة، بأربعة أو ستة مقاعد.
- بيتشكرافت موديل 50 توين بونانزا - طائرة أعمال خفيفة، بمحركين وستة مقاعد.
- بيتشكرافت موديل 55, 56 & 58 بارون - طائرة أعمال خفيفة، بمحركين، وبأربعة أو ستة مقاعد.
- Beechcraft Model 60 Duke  [لغات أخرى]‏ - طائرة عالية الأداء، بمحركين، وبأربعة أو ستة مقاعد.
- بيتشكرافت موديل 65, 70, 80, 85 & 88 كوين إير - طائرة نقل منفعي.
- Beechcraft Model 76 Duchess  [لغات أخرى]‏ - طائرة خفيفة، بمحركين وأربعة مقاعد.
- Beechcraft Model 77 Skipper  [لغات أخرى]‏ - طائرة تدريب طيارين، بمقعدين.
- بيتشكرافت موديل 90 كينغ إير - طائرة نقل ركاب وشحن.
- Beechcraft Model 95 Travel Air  [لغات أخرى]‏ - طائرة خفيفة، بمحركين وأربعة مقاعد.
- بيتشكرافت موديل 99 - طائرة نقل ركاب (مسافر يومي)، بسعة 19 مقعد.
- بيتشكرافت موديل 100 كينغ إير - طائرة نقل ركاب وشحن، بسعة 8–12 مقعد.
- بيتشكرافت موديل 200 (سوبر) كينغ إير - طائرة نقل ركاب وشحن، بسعة 8–12 مقعد.
- بيتشكرافت موديل 300 (سوبر) كينغ إير - طائرة نقل ركاب وشحن، بسعة 8–14 مقعد.
- بيتشكرافت موديل 1300 (سوبر) كينغ إير - طائرة نقل ركاب (مسافر يومي)، بسعة 13 مقعد.
- بيتشكرافت موديل 1900 - طائرة رحلات جوية إقليمية/تنفيذية، بسعة 19 مقعد.
- بيتشكرافت موديل 400 بيتش جت - نفاثة أعمال خفيفة.
- Beechcraft Starship 2000 - طائرة نقل للشركات.

### بيل للمروحيات
طائرات مدنية من إنتاج بيل للمروحيات (بالإنجليزية: Bell Helicopter):
- بيل 47 - مروحية للأغراض العامة بثلاثة مقاعد.
- بيل 204 & 205 - مروحية للأغراض العامة.
- بيل 206 جت رانجر, لونق رانجر ، توين رانجر - مروحية خفيفة للأغراض العامة.
- بيل 212 - مروحية للرفع المتوسط وللأغراض العامة.
- بيل 214 - مروحية نقل متوسطة
- بيل 222 & 230 - مروحية للأغراض العامة.
- بيل 407 - مروحية للأغراض العامة بسبعة مقاعد.
- بيل 412 - مروحية للرفع المتوسط وللأغراض العامة.
- بيل 427 - مروحية خفيفة للأغراض العامة.
- بيل 429 - مروحية للأغراض العامة.
- بيل 430 - مروحية.
- بيل بي إيه 609 - مروحية تيلت روتور (tiltrotor)، للشركات وللأغراض العامة، وبسعة من 6 إلى 9 مقاعد.

### بيلانكا
طائرات مدنية من إنتاج بيلانكا (بالإنجليزية: Bellanca): الأمريكية
- بيلانكا سي إف - طائرة أحادية السطح، بمحرك واحد وبمقصورة بسعة أربعة مقاعد.
- Wright-Bellanca WB-2 - طائرة نقل بمقصورة، وبمحرك واحد. سجلت أرقام قياسية في المسافات.
- بيلانكا سي إتش-300 - طائرة نقل بمقصورة، وبمحرك واحد.
- بيلانكا سي إتش-400 - طائرة نقل بمقصورة، وبمحرك واحد.
- Bellanca Aircruiser - طائرة نقل بمقصورة، وبمحرك واحد كبير.
- Bellanca 28-70 - طائرة سباق، أحادية السطح، وبمحرك واحد.
- Bellanca 28-92 - طائرة سباق، أحادية السطح، وثلاث محركات.
- Bellanca 31-40 Senior Pacemaker - طائرة نقل بمقصورة، أحادية السطح، وبمحرك واحد.
- Bellanca 31-50 Senior Skyrocket - طائرة نقل بمقصورة، أحادية السطح، وبمحرك واحد.
- Bellanca 14-7 - طائرة أحادية السطح، بمحرك واحد، ومقصورة رياضية.
- Bellanca 14-13 - طائرة أحادية السطح، بمحرك واحد، ومقصورة رياضية.
- بيلانكا فايكنغ - طائرة أحادية السطح، بمحرك واحد، ومقصورة رياضية.
- Bellanca Skyrocket II - طائرة أحادية السطح، بمحرك واحد، وستة مقاعد.

### بينيس-مراز
طائرات مدنية من إنتاج بينيس-مراز (بالإنجليزية: Beneš-Mráz):
- Beneš-Mráz Be-50 Beta-Minor - طائرة رياضية، أحادية السطح، ومقصورة قيادة مكشوفة بسعة مقعدين.
- Beneš-Mráz Be-60 Bestiola - طائرة رياضية، أحادية السطح، وأجنحة علوية، ومقصورة بسعة مقعدين.
- Beneš-Mráz Be-550 Bibi - طائرة رياضية، أحادية السطح، أجنحة منخفضة، ومقصورة بسعة مقعدين.

### بيريف
طائرات مدنية من إنتاج بيريف (بالإنجليزية: Beriev):
- بيريف ام بي ار -2 - طائرة قارب للركاب.
- بيريف بي إي -30/بي إي -32 - طائرة رحلات جوية إقليمية/نقل منفعي.
- بيريف بي إي -103 - طائرة برمائية لمكافحة الحرائق ومتعددة المهام.
- بيريف بي إي -112 - طائرة برمائية (تحت التطوير) لنقل الركاب ولمكافحة الحرائق ومتعددة المهام، تتسع لنقل 27 راكبا.
- بيريف بي إي -200 - طائرة برمائية لمكافحة الحرائق ومتعددة المهام.
- إيكرانوبلاين - طائرة برمائية للشحن (مقترحة).

### برنارد
طائرات مدنية من إنتاج برنارد (بالإنجليزية: Bernard):
- Bernard 18 - طائرة ركاب، أحادية السطح وبمحرك واحد وسعة 8 ركاب.
- Bernard 190 - طائرة ركاب، أحادية السطح وبمحرك واحد وسعة 8 ركاب.
- Bernard 60 - طائرة ركاب، أحادية السطح وبثلاثة محركات وسعة 12 راكب.
- Bernard 200 - طائرة جولات، أحادية السطح، بثلاثة أو أربعة مقاعد.

### بي إف دبليو
طائرات مدنية من إنتاج بي إف دبليو (بالإنجليزية: BFW):
(للتصاميم التي أجريت في وقت لاحق، أنظر: ماسرشميت)
- BFW M.17 - طائرة رياضية خفيفة جدا، بمقعدين.
- BFW M.18 - طائرة ركاب، أحادية السطح، وذات أجنحة علوية، وبمحرك واحد.
- BFW M.19 - طائرة رياضية، بأجنحة منخفضة، ومقعد واحد.
- BFW M.20 - طائرة ركاب أحادية السطح، بمحرك واحد وأجنحة عالية.
- BFW M.23 - طائرة رياضية، أحادية السطح، بمقعدان.
- BFW M.24 - طائرة ركاب أحادية السطح، بمحرك واحد وأجنحة عالية.
- BFW M.27 - طائرة رياضية، أحادية السطح، بمقعدان.
- BFW M.29 - طائرة سباق / رياضية أحادية السطح، بمقعدين.
- BFW M.35 - طائرة رياضية، أحادية السطح، بمقعدان.

### بلاكبيرن
طائرات مدنية من إنتاج بلاكبيرن للطائرات (بالإنجليزية: Blackburn):
- Blackburn Bluebird - طائرة رياضية ومرافق، ذات السطحين، بمقصورة مفتوحة ومقعدين.
- Blackburn Kangaroo - طائرة ذات سطحين، وبمحركين، تم تحويلها لطائرة ركاب.
- Blackburn Segrave - طائرة أحادية السطح، بمقصورة ومحركين واربعة مقاعد.
- Blackburn Sidecar - طائرة خفيفة جدا، بمقعدين. من عقد العشرينيات من القرن العشرين.

### بلايرويت
طائرات مدنية من إنتاج بلايريو ايروناتيك (بالإنجليزية: Blériot):
- بلايريو الحادية عشر - طائرة سباق، أحادية السطح.
- Blériot XXIII - طائرة سباق / رياضية أحادية السطح.
- بلايريو 110 - طائرة بمحرك واحد، لها سجل في قطع المسافات.
- بلايريو 111 - طائرة ركاب أحادية السطح، بمحرك واحد وبسعة أربعة مقاعد.
- بلايريو 115 - طائرة ركاب، ذات سطحين، بأربعة محركات.
- بلايريو 125 - طائرة بمحركان وذات جسمان (twin fuselage).
- بلايريو 155 - طائرة ركاب، ذات سطحين، بأربعة محركات.
- بلايريو 5190 - طائرة قارب للبريد، أحادية السطح.

طائرات مدنية من إنتاج بلايرويت-إٍس بي إيه دي إس (بالإنجليزية: Blériot-SPAD):
- بلايريو-إٍس بيه إيه دي إس 27 - طائرة نقل ركاب، بمحرك واحد وثلاثة مقاعد.
- بلايريو-إس بيه إيه دي إس 29 - طائرة رياضة وتدريب، ذات سطحين وبمحرك واحد.
- بلايريو-إس بيه إيه دي إس 33 - طائرة ركاب، ذات سطحين وبمحرك واحد.
- بلايريو-إس بيه إيه دي إس 45 - طائرة ركاب، ذات سطحين وبمحركين.
- بلايريو-إس بيه إيه دي إس 46 - طائرة ركاب، ذات سطحين وبمحرك واحد.
- بلايريو-إس بيه إيه دي إس 50 - طائرة ركاب، ذات سطحين وبمحرك واحد.
- بلايريو-إس بيه إيه دي إس 56 - طائرة ركاب، ذات سطحين وبمحرك واحد.

### بلوخ
طائرات مدنية من إنتاج بلوخ (بالإنجليزية: Bloch):
- Bloch MB.120 - طائرة نقل، أحادية السطح، بثلاث محركات.
- Bloch MB.160 - طائرة ركاب بأربعة محركات. طورت إلى أس اي 161 لانغدوك
- Bloch MB.220 - طائرة ركاب، أحادية السطح وبمحركين.

### بلوم + فوس
طائرات مدنية من إنتاج بلوم + فوس (بالإنجليزية: Blohm + Voss):
- Blohm & Voss Ha 139 - طائرة عائمة لنقل البريد، أحادية السطح، بأربعة محركات.
- Blohm & Voss BV 142 - طائرة بريد أحادية السطح، بأربعة محركات، عابرة للأطلسي.

### بوينغ
طائرات مدنية من إنتاج:
- بوينغ بي-1 - طائرة قارب ذات سطحين، لنقل البريد.
- بوينغ موديل 40 - طائرة ركاب ونقل بريد، ذات سطحين
- بوينغ موديل 80 - طائرة ركاب، ذات سطحين.
- بوينغ موديل 221 - طائرة حاملة للبريد.
- بوينغ 247 - طائرة ركاب بمحركات مروحية.
- بوينغ 307 ستراتولاينر - طائرة ركاب بمحركات مروحية.
- بوينغ 314 كليبر - طائرة قارب للركاب.
- بوينغ 367-80 - طائرة تطوير النقل النفاث.
- بوينغ 377 - طائرة ركاب بمحركات مروحية.
- بوينغ 707 - طائرة ركاب وشحن، متوسطة/طويلة المدى.
- بوينغ 717 - طائرة ركاب، قصيرة إلي متوسطة المدى.
- بوينغ 720 - طائرة رحلات جوية ذات بدن ضيق متوسطة المدى.
- بوينغ 727 - طائرة رحلات جوية ذات بدن ضيق، قصيرة إلي متوسطة المدى.
- بوينغ 737 - طائرة رحلات جوية ذات بدن ضيق، قصيرة إلي متوسطة المدى.
- بوينغ 747 - طائرة رحلات جوية ذات بدن عريض، طويلة المدى وذات سعه كبيرة.
- بوينغ 757 - طائرة رحلات جوية ذات بدن ضيق متوسطة المدى إلى طويلة المدى.
- بوينغ 767 - طائرة رحلات جوية ذات بدن عريض متوسطة المدى إلى طويلة المدى.
- بوينغ 777 - طائرة رحلات جوية ذات بدن عريض، طويلة المدى.
- بوينغ 787 - طائرة رحلات جوية ذات بدن عريض وذات سعه كبيرة.
- بوينغ نفاثة أعمال - طائرة نفاثة أعمال طويلة المدى وذات سعة كبيرة.
- بوينغ 2707 - مشروع طائرة نقل أسرع من الصوت.
- بوينغ فيرتول (كواساكي) كيه في 107 - مروحية للرفع الثقيل وللأغراض العامة.
- بوينغ شينوك التجارية - مروحية لنقل الركاب، والخدمات العامة، ورافعة للحمولات الثقيلة.
- بوينغ ستيرمان نموذج 75 - طائرة زراعية ورياضية وخدمات عامة ذات سطحين وبمقعدين.

### بوينغ كندا
طائرات مدنية من إنتاج بوينغ كندا (بالإنجليزية: Boeing Canada):
- بوينغ طراز 204 - طائرة قارب للمنافع، ذات سطحين وبأربعة مقاعد.

### بويسافيا
طائرات مدنية من إنتاج بويسافيا (بالإنجليزية: Boisavia):
- Boisavia Mercurey - طائرة أحادية السطح، ومقصورة بأربعة مقاعد.
- Boisavia Chablis - طائرة أحادية السطح، بمقصورة مفتوحة ومقعدين (تجميع منزلي).

### بومباردييه
طائرات مدنية من إنتاج بومباردييه (بالإنجليزية: Bombardier):
- بومباردييه تشالنجر 300 - نفاثة أعمال
- بومباردييه تشالنجر 600/601/604/605 - نفاثة أعمال طويلة المدى.
- بومباردييه تشالنجر 850 - نفاثة أعمال كبيرة وطويلة المدى.
- بومباردييه سي سيريس - طائرة رحلات جوية ذات بدن ضيق.
- بومباردييه غلوبال أكسبريس - نفاثة أعمال طويلة المدى ذات سعة عالية.
- بومباردييه غلوبال أكسبريس - نفاثة أعمال طويلة المدى ذات سعة عالية.
- بومباردييه ليرجيت 40 - نفاثة أعمال.
- بومباردييه ليرجيت 45 - نفاثة أعمال.
- بومباردييه ليرجيت 55 & 60 - نفاثة أعمال.
- بومباردييه ليرجيت 70/75 - نفاثة أعمال.
- بومباردييه ليرجيت 85 - نفاثة أعمال.

### بونومي
طائرات مدنية من إنتاج بونومي (بالإنجليزية: Bonomi):
- Bonomi BS.19 Alca - طائرة شراعية بمحرك واحد ومقعد واحد.
- Bonomi BS.22 Alzavola - طائرة شراعية بمحرك واحد ومقعد واحد.

### بولتون وبول
طائرات مدنية من إنتاج بولتون وبول (بالإنجليزية: Boulton & Paul):
- Boulton Paul P.6 - طائرة ذات سطحين، بمقعدين مكشوفة.
- Boulton & Paul P.64 Mailplane - طائرة بريد، ذات سطحين ومحركين.
- Boulton & Paul P.71A - طائرة بريد، ذات سطحين ومحركين.
- Boulton Paul Phoenix - طائرة خفيفة جدا، أحادية السطح بمظلة، بمحرك واحد ومقعدين.

### برانتلي
طائرات مدنية من إنتاج برانتلي (بالإنجليزية: Brantly):
- Brantly B-2 & 305  [لغات أخرى]‏ - مروحية خفيفة للأغراض العامة بمحرك ترددي.

### بريس
طائرات مدنية من إنتاج بريس (بالإنجليزية: Breese):
- Breese-Dallas Model 1 - طائرة ركاب، أحادية السطح وبمحرك واحد.
- Breese-Wilde Model 5 - طائرة سباق، أحادية السطح، بمحرك واحد.

### بريدا
طائرات مدنية من إنتاج بريدا (بالإنجليزية: Breda):
- Breda Ba.15 - طائرة رياضية خفيفة بمقعدين.
- Breda Ba.32 - طائرة ركاب، ثلاثية المحركات.
- Breda Ba.33 - طائرة رياضية خفيفة بمقعدين.
- Breda Ba.39 - طائرة رحلات، أحادية السطح، بمقعدين.
- Breda Ba.44 - طائرة ركاب، ذات سطحين وبمحركين.
- Breda-Zappata BZ.308 - طائرة ركاب بأربعة محركات.

### بريغيه
طائرات مدنية من إنتاج بريغيه (بالإنجليزية: Breguet):
- بريغيه 14 - قاذفة قنابل، ذات سطحين، تم تحويلها إلى طائرة نقل بريد ونقل للركاب.
- بريغيه 26 تي - طائرة ركاب، ذات سطحين وبمحرك واحد.
- بريغيه 280 تي - طائرة ركاب، ذات سطحين وبمحرك واحد.
- بريغيه 393 تي - طائرة ركاب، ذات سطحين، بثلاثة محركات.
- بريغيه دوكس بونتس - طائرة ركاب ونقل، بطابقين، وأربعة محركات.
- Breguet 890 Mercure - طائرة نقل، بمحركان.

### بريستول
طائرات مدنية من إنتاج شركة طائرات بريستول (بالإنجليزية: Bristol):
- بريستول بادمينشن - طائرة سباق، ذات السطحين وبمقعد واحد.
- بريستول براوني - طائرة خفيفة جدا، أحادية السطح، من حقبة العشرينيات.
- بريستول كوبيه، بريستول تورير - طائرة مقاتلة، عدلت لتصبح طائرة ركاب صغيرة.
- بريستول بولمان - طائرة ركاب، ذات سطحين.
- بريستول نوع 62 عشرة مقاعد - طائرة ركاب، ذات سطحين.
- Bristol Type 72 Racer - طائرة سباق، أحادية السطح.
- بريستول طراز 143 - طائرة نقل ركاب، بمحركين.
- بريستول برابازون - طائرة ركاب، طويلة المدى.
- بريستول 170 - طائرة شحن ونقل منفعي، قصيرة المدى.
- Bristol 175 Britannia  [لغات أخرى]‏ - طائرة ركاب، طويلة المدى، تدفع بمحركات مرواح توربنيه

### براون يونغ
طائرات مدنية من إنتاج براون يونغ (بالإنجليزية: Brown-Young):
- Brown-Young BY-1

### البريطانية لصناعة الطائرات
طائرات مدنية من إنتاج البريطانية لصناعة الطائرات (بالإنجليزية: British Aircraft Manufacturing):
- British Aircraft Swallow - طائرة خفيفة جدا، أحادية السطح، بمقعدين.
- British Aircraft Eagle - طائرة أحادية السطح، بمقصورة ذات مقعدين.
- British Aircraft Double Eagle - طائرة أحادية السطح، بمحركان، وبمقصورة ذات ستة مقاعد.

### بريتن نورمان
طائرات مدنية من إنتاج بريتن نورمان (بالإنجليزية: Britten-Norman):
- بريتن نورمان بي إن-1 - طائرة خفيفة جدا، بمقعد واحد.
- بريتن نورمان ايلاندر - طائرة المسافر اليومي والنقل المنفعي الخفيف.
- بريتن نورمان تراي لاندير - طائرة ركاب للمسافر اليومي
- بريتن نورمان نيمث - طائرة خاصة، بأربعة مقاعد.

### بروشيه
طائرات مدنية من إنتاج بروشيه (بالإنجليزية: Brochet):
- Brochet MB.50 - طائرة خفيفة جدا، بمقعد واحد ومقصورة مفتوحة.
- Brochet MB.70 - طائرة أحادية السطح بمقصورة ذات مقعدين.
- Brochet MB.80 - طائرة أحادية السطح بمقصورة ذات مقعدين.
- Brochet MB.100 - طائرة أحادية السطح بمقصورة ذات ثلاثة مقاعد.

### برونر - وينكل
طائرات مدنية من إنتاج برونر - وينكل (بالإنجليزية: Brunner-Winkle):
- Brunner-Winkle Bird - طائرة ركاب، ذات سطحين، بقمرة قيادة مفتوحة وبسعة ثلاثة مقاعد.

### بوهل
طائرات مدنية من إنتاج بوهل (بالإنجليزية: Buhl):
- Buhl CA-1 Airster - طائرة رياضية ونقل بريد، أحادية السطح
- Buhl-Verville CA-3 Airster - طائرة للمنافع العامة، ذات سطحين، وبثلاثة مقاعد.
- Buhl Airsedan
- Buhl Bull Pup - طائرة رياضية أحادية السطح ذات مقعد واحد.

## C

### كاب
طائرات مدنية من إنتاج كاب (بالإنجليزية: CAB):
- CAB Minicab - طائرة أحادية السطح، ومقصورة بمقعدين.
- CAB Supercab - طائرة أحادية السطح، ومقصورة بمقعدين.

### كامز
طائرات مدنية من إنتاج كامز (بالإنجليزية: CAMS):
- CAMS 51 : طائرة قارب للركاب والبريد، بمحركان.
- CAMS 53 : طائرة قارب للركاب والبريد، بمحركان.
- CAMS 58 : طائرة قارب للركاب والبريد، بمحركان.

### كنداير
طائرات مدنية من إنتاج كنداير (بالإنجليزية: Canadair):
- كنداير غير نورث ستار - طائرة ركاب، مبنية على دوغلاس سي-54
- كنداير سي إل-44 - طائرة ركاب وشحن، مبنية على Bristol Britannia
- كنداير سي إل-215 - طائرة برمائية، لاطفاء الحرائق وللمنافع العامة.
- كنداير سي إل-415 - طائرة برمائية، لاطفاء الحرائق وللمنافع العامة.
- كنداير تشالنجر - نفاثة أعمال عريضة البدن.
- كنداير سي آر جيه 200 - طائرة تغذية وامداد بالركاب.
- كنداير سي آر جيه 700 - طائرة تغذية وامداد بالركاب.

### فيكرز الكندية
طائرات مدنية من إنتاج فيكرز الكندية (بالإنجليزية: Canadian Vickers):
- Canadian Vickers Vedette amphibious ذات السطحين forestry patrol طائرة قارب

### كاب افياشين
طائرات مدنية من إنتاج كاب افياشين (بالإنجليزية: CAP Aviation (now Apex Aircraft)):
- Mudry CAP 10 - طائرة تدريب واستعراضات جوية، بمقعدين.
- Mudry CAP 20/21  [لغات أخرى]‏ - طائرة سباق واستعراضات جوية، أحادية السطح.
- Mudry CAP 230/231/232  [لغات أخرى]‏ - طائرة استعراضات جوية، أحادية السطح، بمقعد واحد.

### كابليس
طائرات مدنية من إنتاج كابليس (بالإنجليزية: Capelis):
- Capelis XC-12 - طائرة ركاب، أحادية السطح، بمحركان، وسعة 12 راكب.

### كابروني
طائرات مدنية من إنتاج كابروني للطائرات (بالإنجليزية: Caproni):
- كابروني كا 100 - طائرة رياضية وللتدريب، ذات السطحين، ومقصورة مفتوحة بمقعدين.
- كابروني كا 101 - طائرة ركاب، أحادية السطح وبثلاثة محركات.
- كابروني كا 133 - طائرة ركاب، أحادية السطح وبثلاثة محركات.
- كابروني كا 308 بوريا - طائرة ركاب، أحادية السطح وبمحركين.
- كابروني كا 309 - طائرة عسكرية، بمحركين، استخدمت في وقت لآحق كطائرة ركاب.

### كاسا
طائرات مدنية من إنتاج كاسا (بالإنجليزية: CASA):
- كاسا سي-212 افيوكار - طائرة رحلات جوية إقليمية والنقل المنفعي، ذات إقلاع وهبوط قصير، تدفع بمحركات مرواح توربنيه
- كاسا سي أن-235 - طائرة رحلات جوية إقليمية ونقل منفعي ، بسعة 45 مقعد.

### كاودرون
طائرات مدنية من إنتاج كاودرون (بالإنجليزية: Caudron):
- Caudron C.61 طائرة ركاب، ثلاثية المحركات.
- Caudron Goéland - طائرة نقل ركاب بمحركين.
- Caudron Luciole - طائرة جولات وتدريب، ذات السطحين، وبمقعدين.
- Caudron Phalène utility monoplane - طائرة منافع، أحادية السطح.
- Caudron Simoun - طائرة نقل ركاب، بمحرك واحد.
- Caudron Typhon - طائرة سباق ونقل بريد، أحادية السطحن بمحركين.

### سنترال
طائرات مدنية من إنتاج سنترال (بالإنجليزية: Central Aircraft):
- Central Centaur IIA - طائرة ركاب، ذات السطحين، بمحركين.
- Central Centaur IV - طائرة ركاب، ذات السطحين، بمحرك واحد.

### سيسنا
طائرات مدنية من إنتاج سيسنا (بالإنجليزية: Cessna):
- سيسنا موديل إيه -طائرة ركاب، ورحلات سياحية، عالية الجناحين، وبسعة أربعة مقاعد.
- سيسنا سي آر-2 - طائرة سباق، أحادية السطح.
- سيسنا سي آر-3 - طائرة سباق، أحادية السطح.
- سيسنا سي-34, سي-37, سي-38, سي-145 & سي-165 إيرماستر - سلسلة من الطائرات الخفيفة المتعددة الأغراض.
- سيسنا تي-50 بوب كات/كرين - طائرة تدريب، متقدم، بمحركان.
- سيسنا 120 - طائرة خفيفة للمنافع العامة، ذات محرك واحد، ومقعدين.
- سيسنا 140 - طائرة خفيفة للمنافع العامة، ذات محرك واحد، ومقعدين.
- سيسنا 150 & سيسنا 152 - طائرة تدريب أساسي، واستعراضات جوية.
- سيسنا 162 سكاي كاتشر - طائرة خفيفة ورياضية، بمقعدين.
- سيسنا 170 - طائرة خفيفة، بأربعة مقاعد.
- سيسنا 172 سكاي هوك
- سيسنا 175 سكاي لارك - طائرة خفيفة، بأربعة مقاعد.
- سيسنا 177 كاردينال و كاردينال آر جي - طائرة خفيفة، متعددة الأغراض، بأربعة مقاعد.
- سيسنا 180 & سيسنا 185 سكاي واقون - طائرة خفيفة للأغراض العامة، بسعة 4 إلى 6 مقاعد.
- سيسنا 182 - طائرة خفيفة، بأربعة مقاعد.
- سيسنا 188 AGwagon, AGpickup, AGtruck, and AGhusky - طائرة زراعية خفيفة.
- سيسنا 205, 206 & 207 - طائرة متعددة الأغراض، بستة مقاعد.
- سيسنا 208 كارافان الأولى, غراند كارافان & كارقوماستر - طائرة نقل للأغراض العامة، تدفع بمحركات مرواح توربنيه.
- سيسنا 210 سينتيرون - طائرة خفيفة، بأربعة وستة مقاعد.
- سيسنا تي 303 كورسادير - طائرة خفيفة أحادية السطح، بمحركان وبمقصورة بستة مقاعد.
- سيسنا 310 - طائرة خفيفة، بمحركين مكبسيين وبسعة أربعة أو ستة مقاعد.
- سيسنا 320 سكاي نايت - طائرة خفيفة، بمحركين مكبسيين وبسعة أربعة أو ستة مقاعد.
- سيسنا 336 & 337 سكاي ماستر - طائرة خفيفة، بمحركين مكبسيين وبسعة ستة مقاعد.
- سيسنا 335 & 340 - طائرة نقل ركاب، بمحركين وستة مقاعد.
- سيسنا 350 & 400 - طائرة خفيفة، ذات أداء عالي، بأربعة مقاعد.
- سيسنا 401 & 402 - طائرة نقل خفيفة، بمحركين.
- سيسنا 404 تيتان - طائرة نقل وشحن للشركات، تتسع لعشرة ركاب.
- سيسنا 411 - طائرة أعمال، بمحركين وبسعة من 6 إلي 8 ركاب.
- سيسنا 414 pressurised six- to eight-seat cabin twin
- سيسنا 421 قولدن إيجل pressurised six- to eight-seat cabin twin
- سيسنا 425 كورس إير/كونغيست الأولى pressurised six- to eight-seat turboprop cabin twin
- سيسنا 441 كونكويست الثانية pressurised eight- to ten-seat turboprop cabin twin
- سيسنا 500 & 501 سايتيشن, سايتيشن I & سايتيشن I/SP نفاثة أعمال خفيفة.
- سيسنا 510 سايتيشن Mustang نفاثة أعمال خفيفة.
- سيسنا 525 CJ1, CJ2, CJ3 & CJ4 سايتيشنJet series نفاثة أعمال خفيفة.
- سيسنا 550 سايتيشن الثانية & 551 سايتيشن الثانية & برافو نفاثة أعمال خفيفة.
- سيسنا 560 سايتيشن V, Ultra & Ultra Encore نفاثة أعمال صغيرة إلى متوسطة الحجم.
- سيسنا 560XL سايتيشن Excel نفاثة أعمال.
- سيسنا 650 سايتيشن III, VI & VII نفاثة أعمال.
- سيسنا 680 سايتيشن Sovereign نفاثة أعمال.
- سيسنا 750 سايتيشن X نفاثة أعمالطويلة المدى.
- سيسنا 850 سايتيشن Columbus نفاثة أعمال دولية.
- سيسنا سايتيشن Longitude نفاثة أعمال دولية.

### تشامبيون
طائرات مدنية من إنتاج تشامبيون (بالإنجليزية: Champion):
- Champion Citabria  [لغات أخرى]‏ - سلسلة من طائرات الاستعراضات الجوية والخدمات، بأجنحة علوية، وذات مقاعد ثنائية مترادفة، وذات إقلاع وهبوط قصير.

### شيشستر - مايلز
طائرات مدنية من إنتاج شيشستر - مايلز (بالإنجليزية: Chichester-Miles):
- Chichester-Miles Leopard - طائرة خفيفة، بدفع نفاث، وعالية الأداء، بأربعة مقاعد.

### شيلتون
طائرات مدنية من إنتاج شيلتون (بالإنجليزية: Chilton):
- Chilton D.W.1 - طائرة رياضة، بمقعد واحد.

### كريزلا
طائرات مدنية من إنتاج كريزلا (بالإنجليزية: Chrislea):
- Chrislea Ace - طائرة خفيفة متعددة الأغراض، بأربعة مقاعد.
- Chrislea Super Ace - طائرة خفيفة متعددة الأغراض، بأربعة مقاعد.
- Chrislea Skyjeep - طائرة خفيفة متعددة الأغراض، بأربعة مقاعد.

### كريستين
طائرات مدنية من إنتاج كريستين (بالإنجليزية: Christen):
- Christen Eagle - طائرة استعراضات جوية، (تجميع منزلي)، والمبنية أستنادا على طائرة بيتس سبيشل

### سيرفا
طائرات مدنية من إنتاج سيرفا (بالإنجليزية: Cierva):
- سييرفا سي.19 2 seat open cockpit - طائرة أوتوجايرو (autogyro)، بمقعدين.
- Cierva C.24 - طائرة أوتوجايرو (autogyro)، بمقعدين.
- سيرفا سي.30 - طائرة أوتوجايرو (autogyro)، بمقعدين.
- Cierva C.29 - طائرة أوتوجايرو (autogyro)، بخمسة مقاعد.

### سيروس
طائرات مدنية من إنتاج سيروس (بالإنجليزية: Cirrus):
- Cirrus SR20/سيروس إس آر22 - طائرة خفيفة عالية الأداء، بأربعة مقاعد.
- Cirrus Vision SF50 - طائرة خفيفة، بمحرك نفاث، وبأربعة أو ستة مقاعد.

### سيفيليان
طائرات مدنية من إنتاج سيفيليان (بالإنجليزية: Civilian):
- Civilian Coupé - طائرة خاصة، أحادية السطح، بمحرك واحد ومقعدين.

### كوماك
طائرات مدنية من إنتاج كوماك (بالإنجليزية: COMAC):
- كوماك سي 919 - طائرة ضيقة البدن، صينية، تحت التطوير.

### روكويل
طائرات مدنية من إنتاج روكويل الدولية (بالإنجليزية: Rockwell):
- كوماندر 114 بي - طائرة خفيفة عالية الأداء، بأربعة مقاعد.
- كوماندر برايمر 115 - طائرة خفيفة عالية الأداء، بأربعة مقاعد.

### كوميرشل
طائرات مدنية من إنتاج كوميرشل (بالإنجليزية: Commercial):
- Commercial C-1 Sunbeam - طائرة ركاب، ذات سطحين وبمحرك واحد. صاحبة سجل قياسي.

### كومنولث (الولايات المتحدة)
طائرات مدنية من إنتاج كومنولث (الولايات المتحدة) (بالإنجليزية: Commonwealth (US)):
- Commonwealth Skyranger - طائرة منافع، أحادية السطح، بمقعدين.

### سي إيه سي (أستراليا)
طائرات مدنية من إنتاج شركة طائرات الكومنولث (أستراليا) (بالإنجليزية: Commonwealth Aircraft Corporation (Australia)):
- CAC Ceres -طائرة زراعية، طورت من طائرة التدريب Wirraway.

### كومبر
طائرات مدنية من إنتاج كومبر (بالإنجليزية: Comper):
- Comper Swift طائرة رياضية، ذات السطحين، بمحرك واحد، ومقعد واحد.
- Comper Mouse - طائرة أحادية السطح، ومقصورة بثلاثة مقاعد.
- Comper Streak - طائرة سباق، أحادية السطح، بمحرك واحد ومقعد واحد.
- Comper Kite - طائرة جولات، أحادية السطح، بمحرك واحد، ومقعدين.

### كونروي

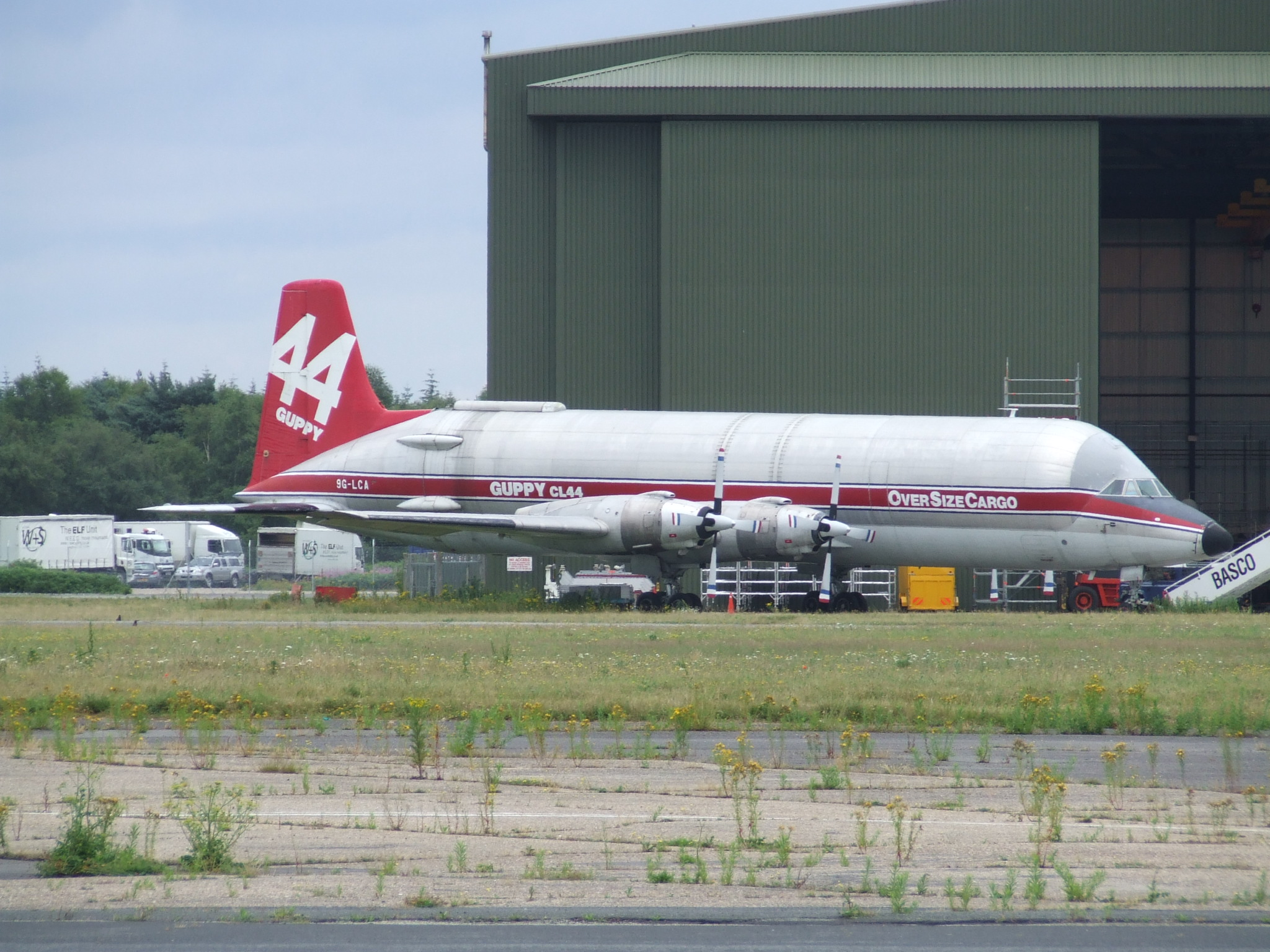
The Skymonster at Bournemouth when it was registered as 9G-LCA

طائرات مدنية من إنتاج كونروي (بالإنجليزية: Conroy):
- Conroy CL-44-0 Skymonster  [لغات أخرى]‏ - طائرة شحن ضخم جداً، مستمدة من Canadair CL-44.

### كونسوليتيد
طائرات مدنية من إنتاج كونسوليتيد (بالإنجليزية: Consolidated):
- Consolidated Commodore - طائرة قارب للركاب، بمحركان.
- Consolidated Fleetster - طائرة ركاب، أحادية السطح وبمحرك واحد.
- Consolidated Model 39 Liberator Liner - طائرة ركاب، أحادية السطح، بأربعة محركات.
- كونسوليديتد بي بي واي كاتالينا - طائرة قارب للركاب والنقل، بمحركان. تستخدم كقاذفة مياه (waterbomber) لإطفاء الحرائق.
- Consolidated PB4Y-2 Privateer - قاذفة قنابل، أعيد تهيئتها لتكون قاذفة مياه (waterbomber) لإطفاء الحرائق.

### كونفير
طائرات مدنية من إنتاج كونفير (بالإنجليزية: Convair):
- كونفير 240/340/440 - طائرة ركاب قصيرة المدى.
- كونفير سي في -540/580/600/640/5800 - طائرة ركاب، مروحية، قصيرة المدى.
- كونفير سي في -880/880 إم - طائرة ركاب نفاثة، بأربعة محركات.
- كونفير سي في -990/990 إيه - طائرة ركاب نفاثة، بأربعة محركات.

### كوزينت
طائرات مدنية من إنتاج كوزينت (بالإنجليزية: Couzinet):
- Couzinet 70 - طائرة ركاب ونقل بريد، ثلاثية المحركات.

### كرانويل
طائرات مدنية من إنتاج كرانويل (بالإنجليزية: Cranwell):
- Cranwell CLA.4 - طائرة خفيفة جدا، ذات سطحين، بمحرك واحد ومقعدين. (من عقد العشرينيات)

### كروفورد
طائرات مدنية من إنتاج كروفورد (بالإنجليزية: Crawford):
- Crawford CLM - طائرة أحادية السطح، وعالية الجناح، تم صنعها بالكامل من المعدن، باستخدام أجزاء طائرة يونكرز إف 13

### سي آر دي إيه
طائرات مدنية من إنتاج سي آر دي إيه (بالإنجليزية: C.R.D.A. CANT (Cantieri Aeronautici e Navali Triestini)):
- CANT 6 - طائرة قارب للركاب، ذات سطحين وثلاثة محركات وبسعة 11 راكب.
- CANT 10 - طائرة قارب للركاب، ذات السطحين وبمحرك واحد وبسعة 4 ركاب.
- CANT 18 - طائرة قارب للتدريب، بمحرك واحد.
- CANT 22 - طائرة قارب للركاب، بثلاثة محركات وبسعة 8-10 راكب.
- CANT Z.506 - طائرة عائمة للركاب والنقل، بثلاثة محركات وبسعة 12-14 راكب.
- CANT Z.509 - طائرة عائمة لنقل البريد، أحادية السطح، بثلاثة محركات.
- CANT Z.1010 - طائرة ركاب بمحرك واحد وبسعة خمسة ركاب.
- CANT Z.1012 - طائرة ركاب، ثلاثية المحركات، وبسعة 3 ركاب.

### كلفر
طائرات مدنية من إنتاج كلفر (بالإنجليزية: Culver):
- Culver Dart - طائرة رياضية، أحادية السطح، بمقعدان.
- Culver Cadet - طائرة رياضية، أحادية السطح، بمقعدان.
- Culver Model V - طائرة أحادية السطح، ومقصورة بمقعدين.

### كونليف - أووين
طائرات مدنية من إنتاج كونليف - أووين (بالإنجليزية: Cunliffe-Owen):
- Cunliffe-Owen Concordia - طائرة أمداد وتغذية بالركاب (feederliner)، بمحركين.
- Clyde Clipper  [لغات أخرى]‏ - طائرة ركاب ورفع، بمحركين.

### كننغهام - هول
طائرات مدنية من إنتاج كننغهام - هول (بالإنجليزية: Cunningham-Hall):
- Cunningham-Hall GA-21M
- Cunningham-Hall GA-36
- Cunningham-Hall PT-6

### كورتيس
طائرات مدنية من إنتاج كورتيس (بالإنجليزية: Curtiss):
- Curtiss JN-4 أو "Jenny" - طائرة تدريب، ذات السطحين، بقمرة قيادة مفتوحة ومقعدين، والمستخدمة على نطاق واسع في برنستورمينغ (barnstorming).
- Curtiss Carrier Pigeon - طائرة بريد.
- Curtiss Condor 18 - طائرة ركاب، ذات سطحين وبمحركين.
- Curtiss Eagle - طائرة ركاب، ذات سطحين.
- Curtiss Kingbird - طائرة ركاب، أحادية السطح وبمحركين.
- Curtiss Oriole - طائرة تدريب لمدارس الطيران.

### كورتيس كندا
طائرات مدنية من إنتاج كورتيس كندا (بالإنجليزية: Curtiss Canada):
- Curtiss JN-4 (Canadian) «كانوك» - طائرة تدريب، ذات السطحين، بقمرة قيادة مفتوحة وبمقعدين. والمستخدمة لبرنستورمينغ.

### كورتيس ريد
طائرات مدنية من إنتاج كورتيس ريد (بالإنجليزية: Curtiss-Reid):
- Curtiss-Reid Courier - طائرة رياضة، أحادية السطح، بمقعد واحد.

### كورتيس رايت
طائرات مدنية من إنتاج كورتيس رايت (بالإنجليزية: Curtiss-Wright):
(أستحوذت عليها Travel Air)
- Curtiss-Wright CW-1 Junior - طائرة رياضية خفيفة، أحادية السطح، بمقعدين.
- Curtiss-Wright CW-3 Duckling - طائرة برمائية بمقعدين.
- Curtiss CW-4/T-32 Condor II  [لغات أخرى]‏ - طائرة ركاب، ذات سطحين.
- Curtiss-Wright CW-6/6B  [لغات أخرى]‏ - طائرة منافع، أحادية السطح، بمقصورة بستة مقاعد.
- Curtiss-Wright CW-12 - طائرة تدريب ورياضة.
- Curtiss-Wright CW-19 - طائرة نقل.
- كورتيس سي-46 كوماندو - طائرة ركاب / شحن.

## د

### داسو
طائرات مدنية من إنتاج داسو (بالإنجليزية: Dassault):
- داسو فالكون 10 / فالكون 100 - نفاثة أعمال خفيفة.
- داسو فالكون 20 / فالكون 30 / فالكون 200 - نفاثة أعمال ونقل متعدد الأغراض.
- داسو فالكون 2000 - نفاثة أعمال ذات مدى عابر للقارات، ومتوسطة إلى كبيرة الحجم.
- داسو فالكون 50 - نفاثة أعمال طويلة المدى ومتوسطة الحجم.
- داسو فالكون 5 إكس - نفاثة أعمال متوسطة الحجم.
- داسو فالكون 7 إكس - نفاثة أعمال ذات مدى عابر للقارات.
- داسو فالكون 900 - نفاثة أعمال ذات مدى عابر للقارات.
- داسو ميركيور - طائرة نفاثة ضيقة البدن.

### ديفيس
طائرات مدنية من إنتاج ديفيس (بالإنجليزية: Davis):
- دافيس دي-1 - طائرة خفيفة، أحادية السطح بمظلة، وقمرة قيادة مفتوحة، بمقعدين.

### دي هافيلاند
طائرات مدنية من إنتاج دي هافيلاند (بالإنجليزية: de Havilland):
(انظر أيضا: إيركو)
- دي هافيلاند دي إتش 18 - طائرة ركاب، ذات سطحين.
- دي هافيلاند دي إتش 34 - طائرة ركاب، ذات سطحين.
- دي هافيلاند دي إتش 37 - طائرة رحلات ذات السطحين
- دي هافيلاند دي إتش 50 طائرة نقل، ذات سطحين.
- de Havilland DH.53 Humming Bird - طائرة خفيفة جدا، أحادية السطح، (من عقد العشرينيات من القرن العشرين).
- de Havilland DH.54 Highclere - طائرة ركاب، ذات سطحين.
- دي هافيلاند دي إتش.60 موث - طائرة رياضية، ذات السطحين، وبمقعدين.
- de Havilland DH.61 Giant Moth - طائرة ركاب، ذات سطحين.
- دي هافيلاند دي إتش 66 هرقل - طائرة ركاب، ثلاثية المحركات وذات سطحين.
- دي هافيلاند دي إتش.71 تايغر موث - طائرة سباق وتجارب، أحادية السطح.
- de Havilland DH.75 Hawk Moth - طائرة أحادية السطح، بمقصورة بسعة 6 مقاعد.
- de Havilland DH.80 Puss Moth - طائرة أحادية السطح، بمقصورة بسعة 3 مقاعد.
- دي هافيلاند تايغر موث - طائرة خفيفة، ذات السطحين، وبمقعدين.
- دي هافيلاند دي إتش 83 فوكس موث 4 seat cabin ذات السطحين
- دي هافيلاند دي إتش 84 دراغون طائرة ركاب، ذات سطحين وبمحركين.
- de Havilland DH.85 Leopard Moth - طائرة أحادية السطح، بمقصورة بسعة 3 مقاعد.
- de Havilland DH.86 Express  [لغات أخرى]‏ - طائرة ركاب، ذات سطحين، بأربعة محركات.
- de Havilland DH.87 Hornet Moth - طائرة ذات سطحين، ومقصورة بمقعدين.
- de Havilland DH.88 Comet - طائرة سباٌ، بمحركين، ومقعدين.
- دي هافيلاند دي إتش .89 دراغون رابيد 1930s طائرة ركاب، ذات سطحين.
- de Havilland DH.90 Dragonfly - طائرة، ذات سطحين، وبمحركين ومقصورة.
- de Havilland DH.91 Albatross - طائرة ركاب ونقل بريد، أحادية السطح، بأربعة محركات.
- de Havilland DH.95 Flamingo طائرة ركاب، أحادية السطح وبمحركين.
- دي هافيلاند دوف دي إتش.104 - طائرة ركاب (للنقل اليومي) ونقل تنفيذية، بثمانية مقاعد.
- دي هافيلاند دي إتش.106 كومت - أول طائرة ركاب تجارية نفاثة في العالم.
- de Havilland DH.114 Heron - طائرة ركاب (للنقل اليومي)، بسعة 14 مقعد.

### دي هافيلاند أستراليا
طائرات مدنية من إنتاج دي هافيلاند استراليا (بالإنجليزية: de Havilland Australia):
- de Havilland Australia DHA-3 Drover - أحادية السطح تستخدم في خدمة الطبيب الطائر.

### دي هافيلاند كندا
طائرات مدنية من إنتاج دي هافيلاند كندا (بالإنجليزية: de Havilland Canada):
- دي هافيلاند كندا دي إتش سي-1 تشيبمونك - طائرة خفيفة بمقعدين.
- دي هافيلاند كندا دي إتش سي -2 بيفر - طائرة نقل وخدمات، ذات إقلاع وهبوط قصير (STOL).
- دي هافيلاند كندا دي إتش سي 3 أوتر - طائرة نقل وخدمات، ذات إقلاع وهبوط قصير (STOL).
- de Havilland Canada DHC-4 Caribou - طائرة نقل وخدمات، ذات إقلاع وهبوط قصير (STOL).
- دي هافلاند كندا دي إتش سي - 5 - طائرة نقل وخدمات، ذات إقلاع وهبوط قصير (STOL).
- دي هافيلاند كندا دي إتش سي 6 توين أوتر - طائرة ركاب إقليمية، وطائرة نقل، ذات إقلاع وهبوط قصير (STOL)، تدفع بمحركات مرواح توربنيه، وبسعة 19 راكب.
- دي هافيلاند كندا داش 7 - طائرة رحلات جوية إقليمية، ذات إقلاع وهبوط قصير (STOL)، تدفع بأربعة محركات مرواح توربنيه.
- دي هافيلاند كندا داش 8 - طائرة رحلات جوية إقليمية تدفع بمحركان مرواح توربنيه.

### دين-ويلسون
طائرات مدنية من إنتاج دين-ويلسون افياشيون (بالإنجليزية: Dean-Wilson Aviation):
- Whitney Boomerang - طائرة رياضة / تدريب، بمقعدين.

### ديني
طائرات مدنية من إنتاج ديني (بالإنجليزية: Denney):
- Denney Kitfox - طائرة منافع خفيفة، أحادية السطح، بمقعدين.

### ديبريدوسين
طائرات مدنية من إنتاج ديبريدوسين (بالإنجليزية: Deperdussin (Société Pour L'Aviation et ses Dérivés)):
- Deperdussin 1910 monoplane - طائرة رياضة، أحادية السطح.
- Deperdussin 1912 Racing Monoplane - طائرة رياضة، أحادية السطح.
- Deperdussin Monocoque - طائرة سباق، أحادية السطح.

### دي سوتير
طائرات مدنية من إنتاج دي سوتير (بالإنجليزية: Desoutter):
- Desoutter - طائرة تاكسي جوي، أحادية السطح بمقصورة ذات ثلاثة مقاعد.

### ديويتاين
طائرات مدنية من إنتاج ديويتاين (بالإنجليزية: Dewoitine):
- Dewoitine D.30 - طائرة أحادية السطح، بمحرك واحد، وبعشرة مقاعد.
- Dewoitine D.33 - طائرة أحادية السطح الطائرات، تملك سجل قياسي في المسافات.
- Dewoitine D.332 - طائرة ركاب أحادية السطح ، ثلاثية المحركات.
- Dewoitine D.338 - طائرة ركاب أحادية السطح ، ثلاثية المحركات.
- Dewoitine D.342 - طائرة ركاب أحادية السطح ، ثلاثية المحركات.

### دايموند
طائرات مدنية من إنتاج دايموند (بالإنجليزية: Diamond):
- Diamond DA20 - طائرة خفيفة بمقعدين. والتدريب الاساسي.
- Diamond DA40 - - طائرة منافع وتدريب خفيفة، بأربعة مقاعد.
- دايموند دي إيه 42 - طائرة منافع وتدريب خفيفة، بمحركان ، وأربعة مقاعد.
- Diamond D-Jet - طائرة نفاثة، بمحرك واحد، وخمسة مقاعد.

### دورنير
طائرات مدنية من إنتاج دورنير للطائرات (بالإنجليزية: Dornier):
- Dornier Delphin - طائرة قارب للنقل، بمحرك واحد.
- Dornier Komet - طائرة ركاب أحادية السطح.
- Dornier Libelle - طائرة قارب
- Dornier Merkur - طائرة ركاب أحادية السطح.
- Dornier Spatz - لاند بلين (landplane)
- Dornier Superwal - طائرة قارب بأربعة محركات.
- دورنير دو جيه - طائرة قارب للنقل، بمحركين.
- دورنير دو إكس - طائرة قارب، بأتنى عشر محرك، عابرة للاطلنطي.
- دورنير دو 18 - طائرة قارب لنقل البريد، بمحركان.
- دورنير دو 27 - طائرة خفيفة للأغراض العامة، بسعة 4 إلى 6 مقاعد. وذات إقلاع وهبوط قصير (STOL).
- دورنير دو 28 & دورنير دو 128 - طائرة للأغراض العامة، وذات إقلاع وهبوط قصير (STOL).
- دورنير دو 228 - طائرة مروحية متعددة الأغراض وبسعة 19 مقعد.
- دورنير 328 - طائرة بمحركات توربينيه وتوربينية نفاثة.

### دوغلاس
طائرات مدنية من إنتاج دوغلاس (بالإنجليزية: Douglas):
(للأنواع التي صنعت لاحقا انظر ماكدونيل دوغلاس)
- Douglas M-1, 2, 3 & 4  [لغات أخرى]‏ - طائرة نقل بريد.
- دوغلاس دولفن - طائرة نقل تنفيذية وطائرة ركاب صغيرة
- Douglas DF - قارب طائر تجاري
- دوغلاس دي سي-1 - طائرة ركاب، أحادية السطح، بمحركين.
- دوغلاس دي سي-2 - طائرة ركاب، أحادية السطح، بمحركين.
- دوغلاس دي سي-3 - طائرة ركاب وشحن، أحادية السطح، بمحركين.
- دوغلاس دي سي-4 - طائرة ركاب وشحن، أحادية السطح، بأربعة محركات.
- دوغلاس دي سي-4 إي - طائرة ركاب وشحن أختبارية، أحادية السطح، بأربعة محركات.
- دوغلاس دي سي-5 - طائرة ركاب، أحادية السطح، بمحركين.
- دوغلاس دي سي-6 - طائرة ركاب وشحن، أحادية السطح، بأربعة محركات.
- دوغلاس دي سي-7 - طائرة ركاب وشحن، أحادية السطح، بأربعة محركات.
- دوغلاس دي سي-8 - طائرة ركاب وشحن، نفاثة.
- دوغلاس دي سي-9 - طائرة ركاب نفاثة.
- دوغلاس دي سي-10 - طائرة ركاب نفاثة، عريضة البدن بثلاثة محركات.

### دريغس
طائرات مدنية من إنتاج دريغس (بالإنجليزية: Driggs):
- دريقس دارت - طائرة رياضية، ذات سطحين، بمقعد واحد وبمقعدين.
- Driggs Skylark - طائرة رياضية، ذات سطحين، بمقعدين.

### دروين
طائرات مدنية من إنتاج دروين (بالإنجليزية: Druine):
- Druine Turbulent - طائرة خفيفة جدا، أحادية السطح، وذات مقعد واحد، (تجميع منزلي).
- Druine Turbi - طائرة أحادية السطح، بمقصورة مفتوحة ومقعدين، (تجميع منزلي).
- Druine Condor - طائرة تدريب ورياضة، أحادية السطح، بمقعدين.

### ديلي وباكلون
طائرات مدنية من إنتاج ديلي و باكلون (بالإنجليزية: Dyle et Bacalan):
- Dyle et Bacalan DB-70 - طائرة نقل ركاب، بثلاثة محركات.

## E

### ايستمان
طائرات مدنية من إنتاج ايستمان (بالإنجليزية: Eastman):
- Eastman E-2 Sea Roverlity - طائرة قارب للمنافع والخدمات، بسعة أثنين أو ثلاثة ركاب.

### إيكليبس إيروسبيس
طائرات مدنية من إنتاج إيكليبس إيروسبيس (بالإنجليزية: Eclipse Aerospace):
- Eclipse 400 - نفاثة خفيفة.
- Eclipse 500 - نفاثة خفيفة.
- Eclipse 550 - نفاثة خفيفة.

### إيدج
طائرات مدنية من إنتاج إيدج (بالإنجليزية: Edge):
- Edge 540 - طائرة سباق واستعراضات جوية.

### ايدجلي
طائرات مدنية من إنتاج إيدجلي (بالإنجليزية: Edgley):
- Edgley Optica - طائرة خفيفة.

### إي إتش للصناعات
طائرات مدنية من إنتاج إي إتش للصناعات (بالإنجليزية: EH Industries):
- أغستاوستلاند إيه دبليو 101 - مروحية للأغراض العامة.

### إنجلش إلكتريك
طائرات مدنية من إنتاج إنجلش إلكتريك (بالإنجليزية: English Electric):
- English Electric Wren - طائرة خفيفة جدا، أحادية السطح ذات مقعد واحد. (من عشرينيات القرن العشرين)

### إمبراير
طائرات مدنية من إنتاج إمبراير (بالإنجليزية: Embraer):
- امبراير اي إم بي 110 بانديرانتي - طائرة متعددة الأغراض، تدفع بمحركات مرواح توربنيه، وبسعة 15–18 مقعد.
- امبراير اي إم بي 120 برازيليا - طائرة رحلات جوية إقليمية، تدفع بمحركات مرواح توربنيه، وبسعة 30 مقعد.
- امبراير إي إم بي 121 شنجو - طائرة متعددة الأغراض، تدفع بمحركات مرواح توربنيه، وبسعة 8–9 مقعد.
- Embraer/FMA CBA 123 Vector - طائرة رحلات جوية إقليمية، تدفع بمحركات مرواح توربنيه، وبسعة 19 مقعد.
- امبراير إي آر جيه 135 - طائرة رحلات جوية إقليمية نفاثة، بسعة 37 مقعد.
- امبراير إي آر جيه 140 - طائرة رحلات جوية إقليمية نفاثة، بسعة 45 مقعد.
- امبراير إي آر جيه 145 - طائرة رحلات جوية إقليمية نفاثة، بسعة 50 مقعد.
- امبراير 170 - طائرة رحلات جوية نفاثة متوسطة المدى، بسعة 70 مقعد.
- امبراير 175 - طائرة رحلات جوية نفاثة متوسطة المدى، بسعة 78 مقعد.
- امبراير 190 - طائرة رحلات جوية نفاثة متوسطة المدى، بسعة 98 مقعد.
- امبراير 195 - طائرة رحلات جوية نفاثة متوسطة المدى، بسعة 108 مقعد.
- امبراير لاينيج 1000 - نفاثة أعمال مشتقة من الطائرة الإقليمية النفاثة من امبراير 190.
- امبراير ليجاسي 450 - نفاثة أعمال خفيفة - متوسطة.
- امبراير ليجاسي 500 - نفاثة أعمال متوسطة الحجم.
- امبراير ليجاسي 600 - نفاثة أعمال مشتقة من امبراير 145
- امبراير ليجاسي 650 - تطوير لطائرة رجال الأعمال ليجاسي 600
- امبراير فينوم 100 - طائرة رجال أعمال خفيفة جدا.
- امبراير فينوم 300 - طائرة رجال أعمال خفيفة.

### إيماه
طائرات مدنية من إنتاج إيماه (بالإنجليزية: Emigh):
- Emigh A-2 Trojan - طائرة أحادية السطح، بمحرك واحد، ومقعدين.

### إنستروم
طائرات مدنية من إنتاج إنستروم (بالإنجليزية: Enstrom):
- إنستروم إف-28 /280/480 - طائرة هليكوبتر خفيفة، بثلاثة أو خمسة مقاعد.

### إيركو
طائرات مدنية من إنتاج إيركو (بالإنجليزية: ERCO):
- ERCO Ercoupe - طائرة خفيفة بمقعدين والطائرات المشتقة منها.

### يوروبا
طائرات مدنية من إنتاج يوروبا (بالإنجليزية: Europa):
- Europa XS - طقم طائرة للتركيب، بمقعدين.

### يوروكوبتر
طائرات مدنية من إنتاج يوروكوبتر (بالإنجليزية: Eurocopter):
(انظر أيضا: إيروسباسيال)
- يوروكوبتر سوبر بوما - مروحية بمحركين متوسطة الحجم، للرفع المتوسط وللأغراض العامة.
- يوروكوبتر إيه إس 350 - مروحية خفيفة للأغراض العامة.
- يوروكوبتر إيه إس 355 - مروحية خفيفة للأغراض العامة، بمحركين.
- يوروكوبتر دوفين 2 & EC-155 : مروحية متوسطة الحجم للأغراض العامة وبمحركين.
- بي أو 105 & EC Super Five - مروحية خفيفة متعددة الأغراض، بخمسة مقاعد.
- يوروكوبتر إي سي 120 كوليبري - مروحية خفيفة للأغراض العامة بخمسة مقاعد.
- يوروكوبتر إي سي 135/635 - مروحية خفيفة للأغراض العامة، بمحركان توربنيان، وسبعة مقاعد.
- MBB/Kawasaki BK117  [لغات أخرى]‏ - مروحية للأغراض العامة، بمحركان.
- Evangel 4500 - طائرة للأغراض العامة، أحادية السطح، بمحركين.

### إكسترا
طائرات مدنية من إنتاج إكسترا للطائرات (بالإنجليزية: Extra Aircraft) الألمانية:
- إكسترا إي إيه-200 - طائرة استعراضات جوية.
- إكسترا إي إيه-230 - طائرة استعراضات جوية.
- إكسترا إي إيه-300 - طائرة استعراضات جوية.
- إكسترا 400 - طائرة نقل منفعي، بستة مقاعد.
- إكسترا 500 - طائرة نقل منفعي، بستة مقاعد.

## ف

### فيرتشايلد
طائرات مدنية من إنتاج فيرتشايلد للطيران (بالإنجليزية: Fairchild):
- فيرتشايلد 22 - طائرة أحادية السطح، بمظلة ومقعدين.
- فيرتشايلد ارغوس - طائرة أحادية السطح بمقصورة وبمحرك واحد.
- فيرتشايلد 51 - طائرة ركاب ونقل، أحادية السطح وبمحرك واحد.
- فيرتشايلد 71 - طائرة ركاب ونقل، أحادية السطح وبمحرك واحد.
- فيرتشايلد 91 - طائرة برمائية بمحرك واحد.
- فيرتشايلد 100 - طائرة ركاب ونقل، أحادية السطح وبمحرك واحد.
- فيرتشايلد إف سي-2 - طائرة ركاب ونقل، أحادية السطح وبمحرك واحد.
- فيرتشايلد كيه آر-34 - طائرة رياضة، ذات سطحين، وبمقعدين.

### فيرتشايلد كندا
طائرات مدنية من إنتاج فيرتشايلد للطائرات المحدودة (بالإنجليزية: Fairchild Canada):
- فيرتشايلد سوبر 71 - طائرة منافع، أحادية السطح، بمحرك واحد.
- فيرتشايلد 82 - طائرة منافع، أحادية السطح، بمحرك واحد.
- فيرتشايلد 45-80 - طائرة منافع، أحادية السطح، بمحركان.
- فيرتشايلد إف-11 - طائرة منافع، أحادية السطح، بمحرك واحد.

### فيرتشايلد دورنير/سويارينغن

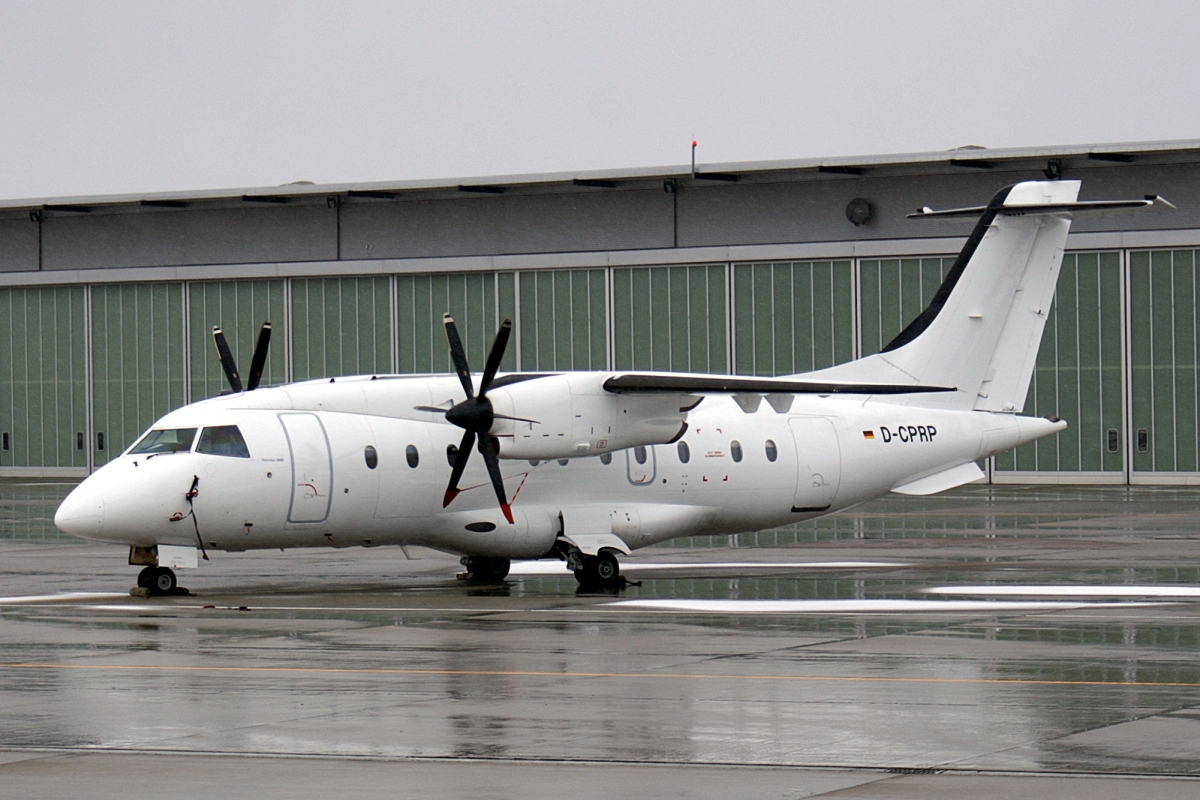
فيرتشايلد دورنير 328

طائرات مدنية من إنتاج فيرتشايلد دورنير / سويارينغن (بالإنجليزية: Fairchild Dornier/Swearingen):
- فيرتشايلد (سويارينغن) ميرلين - طائرة نقل للشركات بمحركات مروحية توربينيه.
- فيرتشايلد دورنير 228 - طائرة رحلات جوية إقليمية ونقل نفعي، ذات إقلاع وهبوط قصير، بسعة 15–19 مقعد.
- فيرتشايلد دورنير 328 - طائرة إقليمية للركاب، بسعة 30 مقعد. (turboprop)
- فيرتشايلد دورنير 328 جيه إي تي & 428 جيه إي تي- طائرة نفاثة إقليمية، بسعة 32 مقعد
- فيرتشايلد إيروسبيس إس إيه 226 ميترو الثانية & إس إيه 227 ميترو الثالثة & 23 - طائرة رحلات جوية إقليمية، بسعة 19 مقعد.

### فارمان
طائرات مدنية من إنتاج فارمان للطائرات (بالإنجليزية: Farman):
- فرمان إف 60 جالوت - طائرة ركاب، ذات سطحين وبمحركين.
- فرمان إف 90 - طائرة ركاب، ذات سطحين وبمحرك واحد.
- فرمان إف 120 - طائرة ركاب أحادية السطح ومحركات متعددة.
- فرمان إف 170 جابيرو - طائرة ركاب بمحرك واحد.
- فرمان إف 180 Oiseau Bleu - طائرة ركاب ثنائية المحرك.
- فرمان إف 190 - طائرة نقل، أحادية السطحن وبمحرك واحد.
- فرمان إف 200 - طائرة متعددة المهام، أحادية السطحن وبمحرك واحد.
- فرمان إف 230 - طائرة رياضة وتدريب وخدمات عامة، أحادية السطحن، بمقعدين.
- فرمان إف280 - طائرة نقل بريد، بثلاثة محركات.

### إف إف إيه
طائرات مدنية من إنتاج إف إف إيه (بالإنجليزية: FFA):
- اف اف أي أس-202 برافو - طائرة خفيفة للتدريب الأساسي والاستعراضات الجوية، ذات مقعدين.

### فيات
طائرات مدنية من إنتاج فيات (بالإنجليزية: Fiat):
- Fiat AS.1 - طائرة جولات ورياضة، أحادية السطح، بمقعدين.
- Fiat G.5 - طائرة للتدريب والرحلات والاستعراضات الجوية، ذات مقعدين.
- Fiat G.12 - طائرة ركاب، ثلاثية المحركات.
- Fiat G.18 - طائرة ركاب، ثنائية المحركات.
- Fiat G.212 - طائرة ركاب، ثلاثية المحركات.

### فليت
طائرات مدنية من إنتاج فليت (بالإنجليزية: Fleet):
- Fleet 50 Freighter - طائرة خدمات، ذات سطحين، بمحركين.
- Fleet 80 Canuck - طائرة رياضية ومنافع، أحادية السطح، بمقعدين.

### فوك-وولف

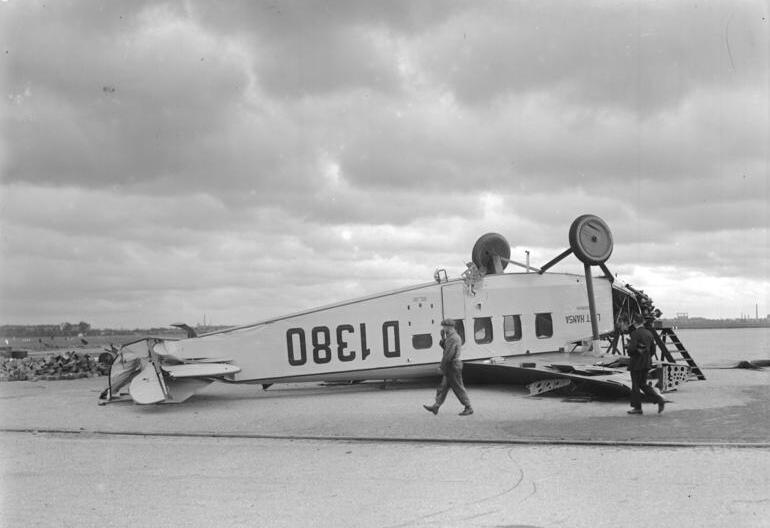
فوك وولف-A 17 في برلين تمبلهوف بعد تحطمها نتيجة عن العواصف في يوليو 1928

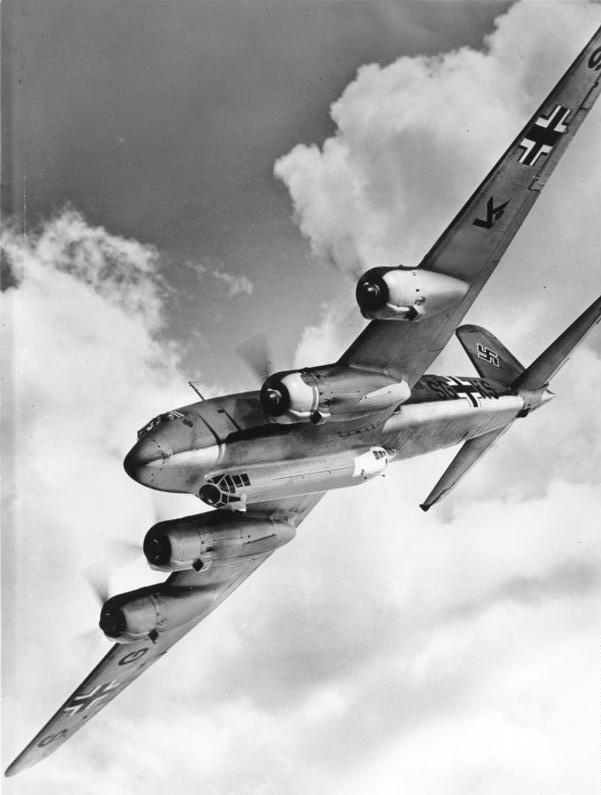
طائرة فوك وولف -200 C «كوندور» في الرحلة

طائرات مدنية من إنتاج فوك-وولف (بالإنجليزية: Focke-Wulf):
- Focke-Wulf A 16 - طائرة ركاب أحادية السطح، وبمحرك واحد، ومقصورة لأربعة ركاب.
- Focke-Wulf A 17 - طائرة ركاب، أحادية السطح وبمحرك واحد.
- Focke-Wulf GL 18 - طائرة ركاب أحادية السطح، وبمحرك واحد، ومقصورة لأربعة ركاب.
- Focke-Wulf A 32 - طائرة ركاب، أحادية السطح وبمحرك واحد.
- Focke-Wulf A 33 - طائرة ركاب، أحادية السطح وبمحرك واحد.
- Focke-Wulf A 38 - طائرة ركاب، أحادية السطح وبمحرك واحد.
- فوك-وولف أف دبليو 200 - طائرة ركاب، أحادية السطح، بأربعة محركات.
- Focke-Wulf Fw 206 - طائرة بمحركين، تم ألغاؤها، مشتقة من طراز فوك-وولف أف دبليو 200.

### فوكر
طائرات مدنية من إنتاج فوكر (بالإنجليزية: Fokker):
(للطائرات الأمريكية انظر: Atlantic Aircraft)
- فوكر إف الثانية - طائرة ركاب بمحرك واحد
- فوكر إف الثالثة - طائرة ركاب بمحرك واحد
- فوكر إف الخامسة - طائرة ركاب، يمكن تحويلها من طائرة ذات سطحين إلى طائرة أحادية السطح، والعكس.
- فوكر إف السابعة- طائرة نقل، ثلاثية المحركات.
- فوكر إف الثامنة - طائرة ركاب ثنائية المحرك.
- Fokker F.IX - طائرة ركاب، ثلاثية المحركات.
- Fokker F.XII - طائرة ركاب، ثلاثية المحركات.
- Fokker F.XVIII - طائرة ركاب، ثلاثية المحركات.
- Fokker F.XX - طائرة ركاب، ثلاثية المحركات.
- Fokker F.XXII - طائرة ركاب أحادية السطح، بأربعة محركات.
- Fokker F.XXXVI - طائرة ركاب أحادية السطح، بأربعة محركات.
- فوكر إف27 فريند شيب وفيرتشايلد إف-27 & FH-227 - طائرة رحلات جوية إقليمية
- فوكر إف 28 فلوشيب - طائرة نفاثة إقليمية
- فوكر 50 - طائرة رحلات جوية إقليمية (Turboprop)
- فوكر 70 - طائرة نفاثة إقليمية، بسعة 70 مقعد.
- فوكر 100 - طائرة نفاثة إقليمية، بسعة 100 مقعد.

### فوستر - ويكنر
طائرات مدنية من إنتاج فوستر - ويكنر (بالإنجليزية: Foster, Wikner):
- Foster Wikner Wicko - طائرة أحادية السطح، ومقصورة بمقعدين.

### فاوند بروذرز
طائرات مدنية من إنتاج فاوند بروذرز (بالإنجليزية: Found Brothers):
- Found FBA-1 - طائرة منافع، أحادية السطح، مع مقصورة بأربعة مقاعد.
- Found FBA-2 - طائرة منافع، أحادية السطح، مع مقصورة بخمسة مقاعد.
- Found Centennial 100 - طائرة منافع، أحادية السطح، مع مقصورة بخمسة مقاعد.

### فورنييه
طائرات مدنية من إنتاج فورنييه (بالإنجليزية: Fournier):
- Fournier RF-4 - طائرة شراعية، بمحرك ومقعد واحد.
- Fournier RF-7 - طائرة شراعية، بمحرك ومقعد واحد.

### فورد
طائرات مدنية من إنتاج فورد (بالإنجليزية: Ford):
- فورد ثلاثية المحرك

### فور ويندز
طائرات مدنية من إنتاج فور ويندز (بالإنجليزية: Four Winds):
- Four Winds FX-210 - طائرة خفيفة، بأربعة مقاعد.

### فريدريشسهافن
طائرات مدنية من إنتاج فريدريشسهافن للطائرات (بالإنجليزية: Friedrichshafen):
- Friedrichshafen FF.45 - طائرة ركاب وشحن، ذات سطحين، تم تحويلها من قاذفة قنابل.
- Friedrichshafen FF.49 - طائرة عائمة، ذات سطحين، تم أستخامها من قبل Lloyd-Luftverkehr.

### فوجي
طائرات مدنية من إنتاج فوجي للصناعات الثقيلة (بالإنجليزية: Fuji):
- Fuji FA200 Aero Subaru - طائرة خفيفة، بأربعة مقاعد.

## G

### مصانع الطائرات الحكومية
طائرات مدنية من إنتاج مصانع الطائرات الحكومية (بالإنجليزية: Government Aircraft Factories):
- GAF Nomad و (N22/N24) - طائرة نقل ومنافع، إقلاع وهبوط قصير (STOL)

### الطائرات العامة (UK)
طائرات مدنية من إنتاج الطائرات العامة (المملكة المتحدة) (بالإنجليزية: General Aircraft (UK)):
- General Aircraft Monospar - سلسلة من طائرات الأحادية السطح، وبمقصورة.
- General Aircraft Croydon - طائرة ركاب، أحادية السطح وبمحركين.
- General Aircraft Monospar ST-25 - طائرة نقل ومنافع، أحادية السطح وبمحركان.

### الطيران العام
طائرات مدنية من إنتاج الطيران العام (الولايات المتحدة) (بالإنجليزية: General Aviation (US)):
- General Aviation GA-43 - طائرة ركاب، أحادية السطح وبمحرك واحد.

### جيبسلاند
طائرات مدنية من إنتاج جيبسلاند للملاحة الجوية (بالإنجليزية: Gippsland Aeronautics):
- Gippsland GA200 ماهيندرا أيروسبيس "Fatman" - طائرة زراعية، بمقعدان.
- Gippsland GA8 ماهيندرا أيروسبيس "Airvan" - طائرة خفيفة للأغراض العامة، بثمانية مقاعد.
- Gippsland GA10 Airvan
- Gippsland GA18

### غلوستر
طائرات مدنية من إنتاج غلوستر (بالإنجليزية: Gloster):
- Gloster Gannet - طائرة خفيفة جدا، ذات سطحين، وبمقعد واحد.

### غرانفيل براذرز
طائرات مدنية من إنتاج غرانفيل براذرز (بالإنجليزية: Granville Brothers):
- Gee Bee Sportster (X, B, C, D, E, F)  [لغات أخرى]‏ - طائرة سباق، أحادية السطح.
- Gee Bee Senior Sportster - طائرة سباق، أحادية السطح.
- Gee Bee Model Z Super Sportster - طائرة سباق، أحادية السطح.
- Gee Bee Model R - طائرة سباق، أحادية السطح.
- Gee Bee Q.E.D. - طائرة سباق، أحادية السطح.

### قروب
طائرات مدنية من إنتاج قروب إيروسبيس (بالإنجليزية: Grob):
- قروب جي115 - طائرة للتدريب الأساسي والاستعراضات الجوية، ذات مقعدين.
- قروب جي إف 200 - طائرة خفيفة، عالية الأداء، بأربعة مقاعد.
- قروب جي 180 إس بيه إن - نفاثة أعمال، بمحركان وتسعة مقاعد.

### غرومان
طائرات مدنية من إنتاج غرومان (بالإنجليزية: Grumman):
- غرومان أمريكان إيه إيه-1 - طائرة خفيفة، بمقعدين.
- غرومان أمريكان إيه إيه-5 Traveler, Tiger & Cheetah - طائرة خفيفة، بأربعة مقاعد.
- غرومان غلف ستريم الأولى - نفاثة أعمال بثمانية مقاعد.
- Grumman G-44 Widgeon - طائرة خفيفة برمائية للمنافع العامة.
- Grumman G-73 Mallard - طائرة تغذية برمائية للمنافع العامة، بعشرة مقاعد.
- غرومان غلف ستريم الأولى - طائرة رحلات جوية إقليمية ونقل للشركات
- Grumman G-164 Ag-Cat - طائرة زراعية، ذات سطحين.
- غرومان جي-1159 غلف ستريم الثانية نفاثة أعمال كبيرة الحجم وطويلة المدى.
- غرومان تي بي إف آفنجرز - طائرة طوربيد، بمحرك واحد، تستخدم في أغراض أخرى مثل الإطفاء الجوي.
- غرومان إس-2 تراكر - طائرة حربية مضادة للغواصات، تستخدم في أغراض أخرى مثل الإطفاء الجوي.

### غلف ستريم
طائرات مدنية من إنتاج غلف ستريم (بالإنجليزية: Gulfstream):
- غلف ستريم الثالثة - نفاثة أعمال طويلة المدى.
- غلف ستريم أمريكان جي إيه-7 كوغر - طائرة خفيفة، بمحركين، وأربعة مقاعد.
- غلف ستريم الرابعة - نفاثة أعمال طويلة المدى.
- غلف ستريم الخامسة - نفاثة أعمال ذات مدى طويل جدا.
- غلف ستريم إيروسبيس جيت بروب و (توربو كوماندر) - طائرة نقل ومنافع وأعمال، ذات الدفع التوربيني المزدوج.
- غلف ستريم جي 100 - نفاثة أعمال بأربعة مقاعد وثنائية المحرك .
- غلف ستريم جي 150 - نفاثة أعمال 6-8 مقاعد.
- غلف ستريم جي200 - نفاثة أعمال متوسطة الحجم وثنائية المحرك.
- غلف ستريم جي280 - نفاثة أعمال متوسطة الحجم وثنائية المحرك.
- غلف ستريم جي 500 - نفاثة أعمال طويلة المدى، وبسعة 13-19 مقعد.
- غلف ستريم جي 550 - نفاثة أعمال خفيفة وطويلة المدى بثمانية مقاعد.
- غلف ستريم جي 650 - نفاثة أعمال طويلة المدى، بمحركان وبسعة 8-18 مقعد.

## H

### هامبرغر
طائرات مدنية من إنتاج هامبرغر للطائرات (بالإنجليزية: Hamburger Flugzeugbau):
- Hamburger Flugzeugbau HFB-320 Hansa Jet - طائرة نفاثة، طويلة المدى، بمحركان وبسعة 10 مقاعد.

### هاندلي بيج
طائرات مدنية من إنتاج هاندلي بيج (بالإنجليزية: Handley Page):
- هاندلي بيج تايب دبليو - طائرة رحلات جوية، ذات محركين، متوسطة المدى وذات سطحين.
- هاندلي بيج إتش بي 42 - طائرة رحلات جوية، بأربعة محركات، صنعت في الثلاثينات من القرن العشرين.
- هاندلي بيج هاليفاكس - طائرة نقل حولت من قاذفة قنابل.
- هاندلي بيج هاملت 2/3 - طائرة ركاب بمحركين، أو ثلاث محركات.
- هاندلي بيج دارت هيرالد - طائرة رحلات جوية وشحن مروحية.
- هاندلي بيج هيرميس - طائرة رحلات جوية، بأربعة محركات.
- هاندلي بيج جت ستريم - طائرة إقليمية بمحركان وبسعة 12 مقعد.
- هاندلي بيج ماراثون - طائرة رحلات جوية، بأربعة محركات.

### هاربين
طائرات مدنية من إنتاج هاربين (بالإنجليزية: Harbin):
- Harbin Y-11/12 - وسائل طائرة نقل للركاب ومرافق عامة.

### هارمون
طائرات مدنية من إنتاج هارمون (بالإنجليزية: Harmon):
- Harmon Mister America

### هوكر سايدلي
طائرات مدنية من إنتاج هوكر سايدلي (بالإنجليزية: Hawker Siddeley):
- هوكر سايدلي إتش أس 125 - طائرة رجال الأعمال.
- هوكر سايدلي إتش أس 141 - تصميم مقترح لطائرة (V/STOL).
- هوكر سايدلي إتش أس 748 -تعرف أيضا بـ (أفرو 748).
- هوكر سايدلي ترايدنت - طائرة رحلات جوية نفاثة، للمدى القصير والمتوسط.

### هيث
طائرات مدنية من إنتاج هيث (بالإنجليزية: Heath):
- Heath Parasol - طائرة خفيفة جدا، بأجنحة مظلية، وبمقعد وصناعة منزلية.

### هاينكل
طائرات مدنية من إنتاج هاينكل (بالإنجليزية: Heinkel):
- هنيكل إتش إي 12 - طائرة نقل بريد، بمحرك واحد، ومزودة بعوامات، وتطلق بواسطة منجنيق.
- هنيكل إتش دي 39 - طائرة توصيل صحف، ذات سطحين، وبمحرك واحد.
- هنيكل إتش دي 40 - طائرة توصيل صحف، ذات سطحين، وبمحرك واحد.
- هنيكل إتش إي 58 - طائرة نقل بريد، بمحرك واحد، ومزودة بعوامات، وتطلق بواسطة منجنيق.
- هنيكل إتش إي 64 - طائرة رحلات وجولات، أحادية السطح، بمحرك واحد ومقعدين.
- هاينكل إتش إي 70 - طائرة ركاب ونقل بريد بمحرك واحد.
- هنيكل إتش إي 111 - طائرة ركاب ونقل بريد، أحادية السطح وبمحركين.
- هنيكل إتش إي 116 - طائرة نقل بريد، طويلة المدى، بأربعة محركات.

### هيليو
طائرات مدنية من إنتاج هيليو (بالإنجليزية: Helio):
- Helio Courier طائرة ذات إقلاع وهبوط قصير متعددة الأغراض، بسعة 6 مقاعد.

### هيستون
طائرات مدنية من إنتاج هيستون (بالإنجليزية: Heston):
- Heston Phoenix - طائرة ركاب خفيفة، أحادية السطح، بمحرك واحد، وخمسة مقاعد.
- Napier-Heston Racer - طائرة سباق، أحادية السطح، بمقعد واحد.

### هيلر
طائرات مدنية من إنتاج هيلر للطائرات (بالإنجليزية: Hiller):
- هيلر او إتش-12 : مروحية خفيفة، للأغراض العامة.

### هندوستان
طائرات مدنية من إنتاج هندوستان (بالإنجليزية: Hindustan):
- هال دروف (مروحية) : مروحية متوسطة للأغراض العامة.

### هولسميت
طائرات مدنية من إنتاج هولسميت (بالإنجليزية: Hollsmidt):
- Hollsmidt 222 - طائرة منافع، أحادية السطح، بمحركان، ومقصورة بمقعدان، (تجميع منزلي).

### هوندا
طائرات مدنية من إنتاج هوندا (بالإنجليزية: Honda):
- هوندا إتش إيه-420 هوندا جيت نفاثة أعمال

### هوارد
طائرات مدنية من إنتاج هوارد (بالإنجليزية: Howard):
- Howard 500 - طائرة نقل لكبار الشخصيات، ذات محركان مروحيان.

طائرات مدنية من إنتاج هوارد (بالإنجليزية: Howard):
- Howard DGA-3 - طائرة سباق، أحادية السطح، بمقعد واحد.
- Howard DGA-4 - طائرة سباق، أحادية السطح، بمقعد واحد.
- Howard DGA-5 - طائرة سباق، أحادية السطح، بمقعد واحد.
- Howard DGA-6 - طائرة سباق، أحادية السطح، بمحرك واحد.
- Howard DGA-8, 9, 11 & 12  [لغات أخرى]‏ - طائرة منافع بمقصورة، أحادية السطح، بمحرك واحد.
- Howard DGA-15 - طائرة منافع بمقصورة، أحادية السطح، بمحرك واحد.

### هوريل-دوبوا
طائرات مدنية من إنتاج هوريل-دوبوا (بالإنجليزية: Hurel-Dubois):
- Hurel-Dubois HD.31, 32 & 34  [لغات أخرى]‏ - طائرة ركاب ثنائية المحرك.

## I

### آي إيه آي
طائرات مدنية من إنتاج شركة صناعات الفضاء الإسرائيلية (بالإنجليزية: IAI):
- آي إيه آي وادي عربة - طائرة نقل للخدمات العامة (STOL).
- آي إيه آي وست وند - نفاثة أعمال صغيرة إلى متوسطة الحجم.
- آي إيه آي إسترا / غلف ستريم جي 100 - نفاثة أعمال صغيرة إلى متوسطة الحجم.
- آي إيه آي غلاكسي / غلف ستريم جي 200 - طائرة نقل للشركات السوبر متوسطة الحجم.

### آي إيه آر
طائرات مدنية من إنتاج الرومانية للصناعات الجوية (بالإنجليزية: IAR):
- آي إيه آر-821، 822، 826 وآي إيه آر-827 - طائرة زراعية، أحادية السطح.
- آي إيه آر-823 - طائرة تدريب، أحادية السطح، وذات مقصورة بمقعدين.
- آي إيه آر-824 - طائرة نقل منفعي، بستة مقاعد.
- آي إيه آر-46 - طائرة تدريب، أحادية السطح، بمقعدين.

### آي سي إيه آر
طائرات مدنية من إنتاج آي سي إيه آر (بالإنجليزية: Interprindere Constructii Aeronautice Romane (ICAR)) الألمانية:
- آي سي إيه آر 36 - طائرة ركاب، أحادية السطح وبمحرك واحد وسعة 6 ركاب.

### إليوشن
طائرات مدنية من إنتاج إليوشن (بالإنجليزية: Ilyushin):
- إليوشن إي أل-12 - طائرة ركاب ونقل منفعي، ثنائية المحرك.
- إليوشن إي أل-14 - طائرة ركاب ونقل منفعي، ثنائية المحرك.
- إليوشن إي أل-18 - طائرة ركاب، متوسطة المدى، بمحركات مروحية تروبينيه.
- إليوشن إل-62 - طائرة ركاب، متوسطة إلى طويلة المدى، وبسعة اركاب متوسطة.
- إليوشن إي أل-76 - طائرة ركاب وشحن، متوسطة إلى طويلة المدى،
- إليوشن إي أل-86 - طائرة رحلات جوية متوسطة المدى، ذات بدن عريض
- إليوشن إي أل-96 - طائرة ركاب وشحن، ذات بدن عريض.
- إليوشن إي أل-103 - طائرة خفيفة بسعة من 2 إلى 5 مقاعد.
- إليوشن إي أل-114 - طائرة رحلات جوية إقليمية، ذات محركات مروحية توربينيه.

### إندونيسيا للفضاء
طائرات مدنية من إنتاج الفضائية الإندونيسية (بالإنجليزية: Indonesian Aerospace) الإندونيسية:
- إن-250 - طائرة رحلات جوية إقليمية، بمحركات مروحية توربينية، وبسعة 64/68 راكب.

### ايركوت
طائرات مدنية من إنتاج شركة الطائرات المتحدة (بالإنجليزية: Irkut):
- ايركوت إم إس-21 - طائرة ركاب (تحت التطوير)

## J

### يونكرز
طائرات مدنية من إنتاج يونكرز (بالإنجليزية: Junkers):
- يونكرز إيه 20 - طائرة بريد، بمحرك واحد.
- يونكرز إيه 35 - طائرة بريد، بمحرك واحد.
- يونكرز إيه 50 - طائرة رياضية بمقعدين.
- يونكرز كيه 16 - طائرة ركاب أحادية السطح، بمقصورة لراكبين.
- يونكرز إف 13 - طائرة ركاب، أحادية السطح وبمحرك واحد.
- يونكرز دبليو 33 - طائرة نقل، أحادية السطح، بمحرك واحد.
- يونكرز دبليو 34 - طائرة نقل، أحادية السطح، بمحرك واحد.
- يونكرز جي 24 - طائرة ركاب، أحادية السطح وبثلاثة محركات.
- يونكرز جي 31 - طائرة ركاب، أحادية السطح وبثلاثة محركات.
- يونكرز جي 38 - طائرة ركاب بأربعة محركات.
- يونكرز يو 46 - طائرة بريد، بمحرك واحد.
- يونكرز يو 52 - طائرة ركاب ونقل، بثلاثة محركات.
- يونكرز يو 60 - طائرة ركاب بمحرك واحد.
- يونكرز يو 86 - طائرة ركاب ثنائية المحرك.
- يونكرز يو 90 - طائرة ركاب بأربعة محركات.
- يونكرز يو 160 - طائرة ركاب بمحرك واحد.

## K

### كالينين
طائرات مدنية من إنتاج كالينين (بالإنجليزية: Kalinin):
- Kalinin K-3 - طائرة إسعاف جوي، أحادية السطح، وبمحرك واحد.
- Kalinin K-4 - طائرة ركاب، أحادية السطح وبمحرك واحد وسعة 4 ركاب.
- Kalinin K-5 - طائرة ركاب، أحادية السطح وبمحرك واحد وسعة 8 ركاب.

### كامان
طائرات مدنية من إنتاج كامان للطائرات (بالإنجليزية: Kaman Aircraft):
- كامان كيه - ماكس - مروحية رافعة وللأغراض العامة.

### كاموف
طائرات مدنية من إنتاج كاموف (بالإنجليزية: KamovKamov):
- كاموف كا-15 - مروحية صغيرة، للأغراض العامة.
- كاموف كا-18 - مروحية صغيرة، للأغراض العامة.
- كاموف كا-26 - 126 وكا-226 مروحية للأغراض العامة والتدريب.
- كاموف كا-27 - مروحية للأغراض العامة.
- كاموف كا-115 - مروحية للأغراض العامة، بسعة خمسة مقاعد.

### خاركوف
طائرات مدنية من إنتاج خاركوف (بالإنجليزية: Kharkov):
- Kharkov KhAI-1 - طائرة ركاب، أحادية السطح وبمحرك واحد.

### كاواساكي
طائرات مدنية من إنتاج كاواساكي للصناعات الثقيلة (بالإنجليزية: Kawasaki) اليابانية:
- Kawasaki KDC-2 - طائرة عائمة للركاب.
- Kawasaki KDC-5 - طائرة بريد سريعة.

### كيليت
طائرات مدنية من إنتاج كيليت (بالإنجليزية: Kellett):
- Kellett K-2, 3 & 4  [لغات أخرى]‏ - طائرة أوتوجايرو (autogyro)، بمقعدين.
- Kellett KD-1 - طائرة أوتوجايرو (autogyro) للركاب ونقل بريد، بمقعدين.

### كيستيرل
طائرات مدنية من إنتاج كيستيرل (بالإنجليزية: Kestrel):
- Kestrel K250 - طائرة منافع، بمحرك واحد، وبأربعة مقاعد.

### كيستون
طائرات مدنية من إنتاج كيستون (بالإنجليزية: Keystone):
- Keystone K-55 Pronto - طائرة بريد، ذات السطحين، بمحرك واحد، و 3 مقاعد.
- Keystone K-47 Pathfinder - طائرة ركاب، ذات سطحين، بثلاثة محركات، وبمقصورة.
- Keystone K-78 Patrician - طائرة ركاب، أحادية السطح، بثلاثة محركات، وبمقصورة.

### كيسستون-لونينغ
طائرات مدنية من إنتاج كيسستون-لونينغ (بالإنجليزية: Keystone-Loening):
- Keystone-Loening K-84 Commuter - طائرة برمائية للركاب، بمحرك واحد، ومقصورة.
- Keystone-Loening K-85 Air Yacht - طائرة برمائية للركاب، بمحرك واحد، ومقصورة.

### كليم
طائرات مدنية من إنتاج كليم (بالإنجليزية: Klemm):
- Klemm Kl 25 - طائرة خفيفة جدا، أحادية السطح، بمحرك واحد ومقصورة قيادة مفتوحة بمقعدين.
- Klemm Kl 32 - طائرة جولات، أحادية السطح، بمحرك واحد، ومقصورة مغلقة بثلاثة مقاعد.
- Klemm Kl 35 - طائرة رياضية وتدريب، أحادية السطح، بمحرك واحد، وبمقصورة مفتوحة وبسعة راكبين.

### كول هوفن
طائرات مدنية من إنتاج كول هوفن (بالإنجليزية: Koolhoven):
- Koolhoven F.K.30 - طائرة خفيفة جدا، أحادية السطح ذات مقعد واحد.
- Koolhoven F.K.43 - طائرة تاكسي جوي، أحادية السطح، بمحرك واحد، وأربعة مقاعد.
- Koolhoven F.K.48 - طائرة ركاب، أحادية السطح، وثنائية المحرك، تتسع لثمانية ركاب.
- Koolhoven F.K.50 - طائرة ركاب، أحادية السطح، وثنائية المحرك، تتسع لثمانية ركاب.

## L

### ليرد
طائرات مدنية من إنتاج ليرد (بالإنجليزية: Laird):
- Laird Solution - طائرة سباق، ذات سطحين.
- Laird Super Solution - طائرة سباق، ذات سطحين.
- Laird-Turner Meteor LTR-14 - طائرة سباق، أحادية السطح.

### ليك
طائرات مدنية من إنتاج ليك للطائرات (بالإنجليزية: Lake):
- Lake LA4 و (Buccaneer) و (Renegade)- طائرة خفيفة برمائية.

### لانكير
طائرات مدنية من إنتاج لانكير (بالإنجليزية: Lancair):
- لانكير كولومبيا - طائرة خفيفة، بأربعة مقاعد.
- لانكير 320 - طائرة خفيفة، أحادية السطح، بمقعدين.
- لانكير ليجاسي - طائرة خفيفة، أحادية السطح، بمقعدين.

### لاسكو
طائرات مدنية من إنتاج لاسكو (بالإنجليزية: Lasco):
- Lasco Lascoter - طائرة ركاب ونقل بريد، أحادية السطح، بمحرك واحد، تتسع لستة ركاب.

### لاتيكور
طائرات مدنية من إنتاج لاتيكور (بالإنجليزية: Latécoère):
- لاتيكور 15 - طائرة ركاب، أحادية السطح وبمحركين.
- لاتيكور 17 - طائرة ركاب بمحرك واحد.
- لاتيكور 25 - طائرة ركاب وبريد، أحادية السطح، بمحرك واحد.
- لاتيكور 26 - طائرة بريد، أحادية السطح، بمحرك واحد.
- لاتيكور 28 - طائرة ركاب وبريد، أحادية السطح، بمحرك واحد.
- لاتيكور 300 - طائرة قارب لنقل البريد، بمحركين.
- لاتيكور 350 - طائرة ركاب وبريد، أحادية السطح، بثلاث محركات.
- لاتيكور 380 - طائرة قارب لنقل البريد، بمحركين.
- لاتيكور 631 - طائرة قارب، عابرة للاطلنطي بستة محركات.

### لآفيل
طائرات مدنية من إنتاج لآفيل:
- Laville PS-89 - طائرة ركاب، أحادية السطح وبمحركين.

### لير
طائرات مدنية من إنتاج ليرجيت (بالإنجليزية: Lear):
- ليرجيت 23، 24، 25، 28 & 29 - نفاثة أعمال.
- ليرجيت 35، ليرجيت 36 وليرجيت 31 - نفاثة أعمال.

### ليت كونافيس
طائرات مدنية من إنتاج ليت كونافيس (بالإنجليزية: Let Kunovice):
- Let L-40 MetaSokol  [لغات أخرى]‏ - طائرة خفيفة، بثلاثة أو بأربعة مقاعد.
- ليت إل-410 تربوليت و (L-420) - طائرة رحلات جوية إقليمية، بمحركات مروحية توربينية، وبسعة 19 مقعد.
- Let L-610 - طائرة رحلات جوية إقليمية، بمحركات مروحية توربينية، وبسعة 40 مقعد.
- Let L-200 Morava - طائرة خفيفة، بمحركين، بأربعة أو خمسة مقاعد.

### ليتوف كيبلي
طائرات مدنية من إنتاج ليتوف كيبلي (بالإنجليزية: Letov Kbely):
- ليتوف ش-18 - طائرة تدريب، ذات سطحين، ذات مقصورة مفتوحة بمقعدين.
- Letov Š-19 - طائرة ركاب بمحرك واحد. وبسعة أربعة ركاب.
- Letov Š-32 - طائرة ركاب، أحادية السطح، وثلاثية المحركات وبسعة 6 ركاب.
- Letov Š-39 - طائرة رياضية مظلية، أحادية السطح، ذات مقصورة مفتوحة بمقعدين.

### لينكولن - بيج
طائرات مدنية من إنتاج لينكولن - بيج (بالإنجليزية: Lincoln-Page):
- Lincoln-Page PT - طائرة تدريب، ذات سطحين، بقمرة قيادة مفتوحة بمقعدين.

### ليورن وأوليفييه
طائرات مدنية من إنتاج ليورن و أوليفييه (بالإنجليزية: Lioré et Olivier):
- Lioré et Olivier LeO 21 - طائرة ركاب، ذات سطحين وبمحركين.
- Lioré et Olivier LeO H-190 - طائرة قارب للركاب، ذات سطحين، وبمحرك واحد.
- Lioré et Olivier LeO H-242 - طائرة قارب للركاب، أحادية السطح، بأربعة محركات.
- Lioré et Olivier LeO H-246 - طائرة قارب للركاب، أحادية السطح، بأربعة محركات.

### ليسونوف
طائرات مدنية من إنتاج ليسونوف (بالإنجليزية: Lisunov):
- Lisunov Li-2 - طائرة ركاب، (مبنية على أساس طائرة دوغلاس دي سي-3 بموجب ترخيص)

### لوكهيد
طائرات مدنية من إنتاج شركة لوكهيد (بالإنجليزية: Lockheed):
- لوكهيد فيغا - طائرة ركاب، أحادية السطح وبمحرك واحد.
- لوكهيد اير اكسبرس - طائرة ركاب، أحادية السطح وبمحرك واحد.
- لوكهيد نموذج 8 سيريوس - طائرة ركاب، أحادية السطح وبمحرك واحد.
- لوكهيد التير - طائرة رياضية.
- لوكهيد نموذج 9 أوريون - طائرة ركاب، أحادية السطح وبمحرك واحد.
- لوكهيد الكترا موديل 10 - طائرة ركاب، أحادية السطح وبمحركين.
- لوكهيد الكترا موديل 12 جونيور - طائرة ركاب، أحادية السطح وبمحركين.
- لوكهيد موديل 14 سوبر الكترا - طائرة ركاب، أحادية السطح وبمحركين.
- لوكهيد نموذج 18 لودستار - طائرة ركاب، أحادية السطح وبمحركين.
- لوكهيد فينتورا - طائرة قاذفة للقنابل بمحركين، أعيد بنائها كطائرة نقل تنفيذية.
- لوكهيد بيه-2 نبتون - طائرة دورية، وقاذفة قنابل، أعيد تهيئتها لتكون طائرة رش مياة لإطفاء حرائق.
- لوكهيد بيه-3 أوريون - طائرة دورية، وقاذفة قنابل، أعيد تهيئتها لتكون طائرة رش مياة لإطفاء حرائق.
- لوكهيد ساتورن - طائرة تغذية وامداد بالركاب، بمحركان.
- لوكهيد جيت ستار - طائرة أعمال كبيرة.
- لوكهيد 049/649/749 كونستليشن - طائرة ركاب، طويلة المدى، بمحركات ذات اسطوانة.
- لوكهيد إل-1049 سوبر كونستليشن - أكبر نموذج أنتج من طائرة كونستليشن.
- لوكهيد إل-1649 ستارلاينر - أخر نموذج أنتج من طائرة كونستليشن.
- لوكهيد إل-100 هيركوليز - طائرة شحن، بمحركات مروحية توربينيه.
- لوكهيد إل-188 اليكترا - طائرة ركاب طائرة ركاب وشحن، بأربع محركات، كانت أول طائرة بمحركات توربينية كبيرة تبنى في الولايات المتحدة.
- لوكهيد إل-1011 تراي ستار - طائرة رحلات جوية، ذات بدن عريض، ثلاثية المحركات.

### لوك سبايزر
طائرات مدنية من إنتاج لوك سبايزر (بالإنجليزية: Lockspeiser):
- Lockspeiser LDA-01 - طائرة نقل ومنافع تجريبية، ذات أجنحة جنبا إلى جنب.

### لونينق
طائرات مدنية من إنتاج لونينق (بالإنجليزية: Loening):
- Loening S-1 Flying Yacht - طائرة ركاب أحادية السطح، بمحرك واحد، ومقصورة قيادة مكشوفة.
- Loening C-2 Air Yacht - طائرة برمائية، ذات مقصورة، ومحرك واحد.

### لوسكومبي
طائرات مدنية من إنتاج لوسكومبي (بالإنجليزية: Luscombe):
- Luscombe Phantom - طائرة أحادية السطح بمقعدين.
- Luscombe 4 - طائرة أحادية السطح بمقعدين.
- Luscombe 8 Silvaire - طائرة أحادية السطح بمقعدين
- Luscombe 10 - طائرة رياضية، أحادية السطح بمقعد واحد.
- Luscombe 11 Sedan - طائرة أحادية السطح بأربعة مقاعد.

### لوتون
طائرات مدنية من إنتاج لوتون للطائرات (بالإنجليزية: Luton Aircraft):
- Luton Buzzard - طائرة خفيفة جدا، أحادية السطح وذات أجنحة منخفضة، وبمقعد واحد ومقصورة قيادة مفتوحة.
- Luton Major - طائرة أحادية السطح بمقصورة ذات مقعدين.
- Luton Minor - طائرة خفيفة جدا، بأجنحة علوية، وذات مقعد واحد.

### إل في جي
طائرات مدنية من إنتاج إل في جي (بالإنجليزية: Luftverkehrsgesellschaft m.b.H. (L.V.G. or LVG)) الألمانية:
- LVG C.V - طائرة ركاب وبريد، ذات السطحين، تم تحويرها من طائرات المراقبة
- LVG C.VI - طائرة ركاب وبريد، ذات السطحين، تم تحويرها من طائرات المراقبة

## م

### ماتشي
طائرات مدنية من إنتاج إيه إيه إس آي (بالإنجليزية: Macchi):
(انظر لأنواع اللاحقة: آيرماكي)
- Macchi M.16 - طائرة رياضة ذات سطحين، مقعد واحد.
- Macchi M.C.94 - طائرة قارب للركاب، أحادية السطح، بمحركين.
- Macchi M.C.100 - طائرة قارب للركاب، أحادية السطح، بثلاثة محركات.
- Macchi M.B.308- طائرة رياضية، بمقعدين.
- Macchi M.B.320 - طائرة أحادية السطح، بمقصورة ومحركين.

### مالمو
طائرات مدنية من إنتاج مالمو (بالإنجليزية: Malmö):
- Malmö MFI-9 - طائرة رياضية خفيفة، أحادية السطح، بمقعدين.

### مانسيو/مانشيو
طائرات مدنية من إنتاج مانسيو/مانشيو (بالإنجليزية: Mansyu/Manshu):
- Manshū Hayabusa - طائرة ركاب، أحادية السطح وبمحرك واحد.

### مارتن
طائرات مدنية من إنتاج مارتن (بالإنجليزية: Martin):
- مارتن إم-130 «نشاينا كاليبر» - طائرة قارب للركاب، طويلة المدى.
- مارتن جيه آر أم مارز - طائرة قاربعسكرية، أعيدت تهيئتها لتكون طائرة مكافحة للحرائق.
- مارتن 2-0-2 - طائرة رحلات جوية إقليمية، بمحركين مكبسيين، وبسعة 35 إلى 43 راكب.
- مارتن 4-0-4 - طائرة رحلات جوية إقليمية، بمحركين مكبسيين، وبسعة 40 راكب.

### مارتن بيكر
طائرات مدنية من إنتاج مارتن بيكر (بالإنجليزية: Martin-Baker):
- Martin-Baker MB 1 - طائرة أحادية السطح بأجنحة منخفضة قابلة للطي وذات مقعدين.

### مولي
طائرات مدنية من إنتاج مولي (بالإنجليزية: Maule):
- Maule M-4 إلى M-7 - طائرة ستول خفيفة، ذات إقلاع وهبوط قصير، بسعة من أربعة الي خمسة مقاعد.

### ماكدونل دوغلاس
طائرات مدنية من إنتاج ماكدونل دوغلاس (بالإنجليزية: McDonnell Douglas):
(للأنواع التي صنعت في وقت سابق، انظر : دوغلاس)
- ماكدونل دوغلاس دي سي-9 - طائرة ركاب نفاثه، متوسطة المدى، ذات سعه مقعديه تصل إلى 144 مقعد.
- ماكدونل دوغلاس دي سي-10 - طائرة ركاب نفاثه، متوسطة المدى، عريضة البدن وبثلاثة محركات.
- ماكدونل دوغلاس أم دي-11 - طائرة ركاب نفاثه، طويلة المدى عريضة البدن وبثلاثة محركات.
- ماكدونل دوغلاس إم دي-81/82/83/88 - طائرة ركاب نفاثه، قصيرة إلي متوسطة المدى.
- ماكدونل دوغلاس إم دي-87 - طائرة ركاب نفاثه، متوسطة المدى.
- ماكدونل دوغلاس إم دي-90 - طائرة ركاب نفاثه، متوسطة المدى.

### مروحيات إم دي
طائرات مدنية من إنتاج مروحيات إم دي (بالإنجليزية: MD Helicopters):
- إم دي هيليكوبترز إم دي 500 - مروحية خفيفة، للأغراض العامة.
- إم دي هيليكوبترز إم دي 600 - مروحية للأغراض العامة بثمانية مقاعد.
- إم دي هليكوبترز إم دي إكسبلورر 900 - مروحية خفيفة، بمحركين.

### إم دي إم
طائرات مدنية من إنتاج إم دي إم (بالإنجليزية: MDM):
- MDM-1 Fox طائرة شراعية، للاستعراضات جوية، ذات مقعدين.

### ماسرشميت
طائرات مدنية من إنتاج ماسرشميت (بالإنجليزية: Messerschmitt):
(للتصاميم السابقة انظر: BFW)
- ماسرشميت بي أف 108 - طائرة رياضية / المرافق، أحادية السطح.

### ماسرشميت-بولكو-بلوم
طائرات مدنية من إنتاج ماسرشميت-بولكو-بلوم (بالإنجليزية: Messerschmitt-Bölkow-Blohm):
- بي أو 105 - مروحية خفيفة، للأغراض العامة.
- MBB Bo 209 - طائرة منافع، أحادية السطح، بمقعدين.
- MBB 223 Flamingo - طائرة للتدريب والاستعراضات الجوية، أحادية السطح.
- MBB/Kawasaki BK 117 - مروحية للأغراض العامة.

### مايرز
طائرات مدنية من إنتاج مايرز (بالإنجليزية: Meyers):
- Meyers OTW - طائرة تدريب، ذات سطحين وبمقعدين.
- Meyers MAC-145- طائرة أحادية السطح بمقصورة ذات مقعدين.
- Meyers 200 - طائرة أحادية السطح، بمقصورة بأربعة مقاعد.

### ميل
طائرات مدنية من إنتاج ميل (بالإنجليزية: Mil):
- ميل مي-1 - مروحية خفيفة، للأغراض العامة.
- ميل مي-2 - مروحية للأغراض العامة.
- ميل مي-4 - مروحية للأغراض العامة.
- ميل مي-6 - مروحية للرفع الثقيل، وللأغراض العامة.
- ميل مي-17/8 - مروحية للأغراض العامة.
- ميل مي-26 - مروحية للرفع الثقيل، وللأغراض العامة.
- ميل مي-34 - مروحية خفيفة.

### مايلز

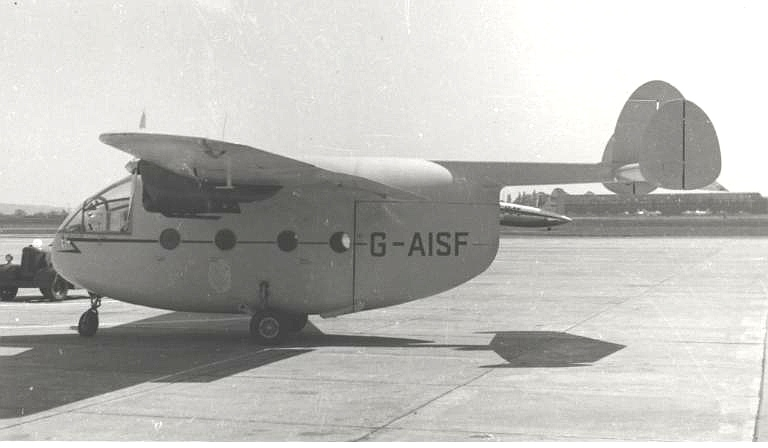
طائرة شحن جوي من نوع Aerovan 4 تابعة لجزر القنال في مطار رينقواي (Ringway)، في مانشستر مايو 1955

طائرات مدنية من إنتاج مايلز (بالإنجليزية: Miles):
- Southern Martlet - طائرة رياضية، ذات سطحين، أحادية المحرك- وذات مقعد واحد.
- Miles Satyr - طائرة استعراضات جوية، ذات سطحين وبمقعد واحد.
- Miles Hawk - طائرة خفيفة، أحادية السطح، ذات مقعدين ومقصورة قيادة مكشوفة.
- Miles Hawk Major - طائرة خفيفة، أحادية السطح، ذات مقعدين ومقصورة قيادة مكشوفة.
- Miles Falcon - طائرة أحادية السطح، ومقصورة تتسع لثلاثة أو أربعة مقاعد.
- Miles Merlin - طائرة أحادية السطح، ومقصورة تتسع لخمسة مقاعد.
- Miles Sparrowhawk - طائرة سباقات ورحلات، أحادية السطح، وبمقعد واحد.
- Miles Peregrine - طائرة ركاب أحادية السطح، بمحركين.
- Miles Whitney Straight - طائرة أحادية السطح، ومقصورة بمقعدين.
- Miles Mohawk - طائرة أحادية السطح، ومقصورة مغلقة بمقعدين مترادفين.
- Miles Hobby - طائرة سباق، أحادية السطح، وذات أجنحة منخفضة، بمحرك واحد، ومقعد واحد.
- Miles Monarch - طائرة جولات، أحادية السطح، ذات مقصورة بثلاثة مقاعد.
- Miles Mercury - طائرة جولات وتدريب، أحادية السطح، بمحرك واحد، وبأربعة مقاعد.
- مايلز ماسنجر - طائرة أحادية السطح، بمحرك واحد، ومقصورة بأربعة مقاعد.
- Miles Aerovan - طائرة نقل ومنافع، بمحركان، قصيرة المدى وسعر زهيد.
- Miles Gemini - طائرة جولات، أحادية السطح، بمحركان، وبأربعة مقاعد.
- Miles M.68 - طائرة شحن بالحاويات، بمحركأن.
- Miles Merchantman - طائرة منافع، بأربعة محركات.
- Miles Sparrowjet - طائرة سباق، بمحركان نفاثان، ومقعد واحد.

### ميليسير
طائرات مدنية من إنتاج ميليسير (بالإنجليزية: Millicer):
- Millicer M10 AirTourer - طائرة خفيفة للاستعراضات الجوية، ذات مقعدين.

### ميتسوبيشي
طائرات مدنية من إنتاج ميتسوبيشي (بالإنجليزية: Mitsubishi):
- ميتسوبيشي إم يو-2 - طائرة منافع، بمحركان توربنيان.
- هوكر 400 - نفاثة أعمال، بمحركان.
- ميتسوبيشي إم إتش 2000 - طائرة هيليكوبتر، بسعة 7-12 مقعد.
- ميتسوبيشي جيت (MRJ) - طائرة إقليمية للركاب، قصيرة إلي متوسطة المدى، بسعة 70–90 مقعد.

### مونوكوب
طائرات مدنية من إنتاج مونوكوب (بالإنجليزية: Monocoupe):
- مونوكوب موديل 22 - طائرة رياضية، أحادية السطح، بمقعدان.
- مونوكوب 70 - طائرة رياضية، أحادية السطح، بمقعدان.
- مونوكوب 90 - طائرة رياضية، أحادية السطح، بمقعدان.
- مونوكوب 110 / 110 سبيشل - طائرة رياضية، أحادية السطح، بمقعدان، وتوجد منها طرازات للسباق.

### موني
طائرات مدنية من إنتاج موني (بالإنجليزية: Mooney):
- Mooney M10 Cadet - طائرة رياضة أحادية السطح، بمقعدين.
- Mooney M-18 Mite - طائرة رياضة أحادية السطح، بمقعد واحد.
- Mooney M-20 - طائرة خفيفة، بأربعة مقاعد.
- Mooney M22 Mustang - طائرة نقل ركاب، بمحرك واحد، وخمسة مقاعد.

### مورين-سولنييه
طائرات مدنية من إنتاج مورين-سولنييه (بالإنجليزية: Morane-Saulnier):
(انظر أيضا: سوكاتا)
- Morane-Saulnier G - طائرة رياضية، أحادية السطح، بمقعدان، (من طائرات ماقبل الحرب العالمية الأولى).
- Morane-Saulnier H - طائرة سباق / رياضية، أحادية السطح، بمحرك بمقعد واحد، (من طائرات ماقبل الحرب العالمية الأولى).
- Morane-Saulnier MS.180 - طائرة أحادية السطح، رياضية وللتدريب البهلواني، بمقعدين وقمرة قيادة مفتوحة.
- Morane-Saulnier MS.230 - طائرة أحادية السطح، رياضية وللتدريب البهلواني، بمقعدين وقمرة قيادة مفتوحة.
- Morane-Saulnier MS.341 - طائرة أحادية السطح، رياضية وللتدريب البهلواني، بمقعدين وقمرة قيادة مفتوحة.
- Morane-Saulnier MS.560 - طائرة أحادية السطح ، للتدريب البهلواني، بمقعد واحد.
- Morane-Saulnier MS-700 Pétrel - طائرة أحادية السطح ، بمقصورة واربعة مقاعد.
- Morane-Saulnier MS.760 Paris - طائرة نفاثة تنفيذين بأربعة مقاعد.
- Morane-Saulnier MS-880 Rallye - طائرة خفيفة ن بمقعدين أو أربعة مقاعد.

### موريسي / شين / فارجا
طائرات مدنية من إنتاج موريسي / شين / فارجا (بالإنجليزية: Morrisey/Shinn/Varga):
- Morrisey 2150/Shinn 2150A/Varga 2150 Kachina  [لغات أخرى]‏ - طائرة أحادية السطح بأجنحة منخفضة مترادفة وذات مقعدين.

### موس براذرز
طائرات مدنية من إنتاج موس براذرز (بالإنجليزية: Moss Brothers):
- Moss M.A.1 - طائرة رياضية، أحادية السطح، بأجنحة منخفضة موزعة ترادافيا، وبمقعدين.
- Moss M.A.2 - طائرة رياضية، أحادية السطح، بأجنحة منخفضة موزعة جنبا إلى جنب، وبمقعدين.

### ميرفي
طائرات مدنية من إنتاج ميرفي للطائرات (بالإنجليزية: Murphy Aircraft):
- Murphy Elite - طائرة منافع، ذات إقلاع وهبوط قصير (STOL)، أحادية السطح، بثلاثة مقاعد، تورد في طقم تجميعي (kitplane).
- Murphy Rebel - طائرة منافع، ذات إقلاع وهبوط قصير (STOL)، أحادية السطح، بثلاثة مقاعد، تورد في طقم تجميعي (kitplane).
- Murphy Moose طائرة منافع، ذات إقلاع وهبوط قصير (STOL).

## N

### ناكاجيما
طائرات مدنية من إنتاج شركة ناكاجيما للطائرات (بالإنجليزية: Nakajima):
- Nakajima AT-2  [لغات أخرى]‏ : طائرة ركاب ثنائية المحرك.

### إن إيه إل
طائرات مدنية من إنتاج معامل الفضاء الوطنية (بالإنجليزية: National Aerospace Laboratories (NAL)) الهندية:
- NAL Saras - طائرة إقليمية للركاب، بمحركات توربيني’.
- NAL NM5

### إن في أي
طائرات مدنية من إنتاج صناعة الطائرات الوطنية (بالإنجليزية: Nationale Vliegtuig Industrie (NVI)) هولندية:
- NVI F.K.33 - طائرة ركاب، أحادية السطح وبثلاثة محركات.

### إن إيه إم سي
طائرات مدنية من إنتاج: شركة نيهون لتصنيع الطائرات (بالإنجليزية: NAMC - Nihon Aircraft Manufacturing Corporation): اليابانية
- NAMC YS-11 - طائرة رحلات جوية إقليمية، بمحركان توربينيان.

### نيو ستاندرد
طائرات مدنية من إنتاج شركة نيو ستاندرد للطائرات (بالإنجليزية: New Standard):
- New Standard D-25 - طائرة منافع ورش المحاصيل، ذات السطحين وبسعة 5 مقاعد.

### نيوبورت ونيوبورت دوليج
طائرات مدنية من إنتاج نيوبورت دوليج (بالإنجليزية: Nieuport & Nieuport-Delage):
- Nieuport II - طائرة سباق / رياضية، أحادية السطح، بمقعد واحد.
- Nieuport IV - طائرة سباق / رياضية، أحادية السطح، بمقعدين.
- Nieuport-Delage Sesquiplan - طائرة سباق ، أحادية السطح،
- Nieuport-Delage NiD 30 - طائرة ركاب، ذات سطحين وبمحرك واحد.
- Nieuport-Delage NiD 38 - طائرة بريد، ذات السطحين، وبمحرك واحد.
- Nieuport-Delage NiD 39 - طائرة بريد، ذات السطحين، وبمحرك واحد.
- Nieuport-Delage NiD 640 - طائرة ركاب، أحادية السطح وبمحرك واحد.

### نورداين
طائرات مدنية من إنتاج نورداين (بالإنجليزية: Noorduyn):
- Noorduyn Norseman - طائرة منافع.

### نورسك
طائرات مدنية من إنتاج نورسك لصناعات الطيران (بالإنجليزية: Norsk Flyindustri):
- Norsk Flyindustri Finnmark 5A - طائرة ركاب قارب برمائية، بمحركين، بسعة 12 راكب.

### نورث أمريكان
طائرات مدنية من إنتاج نورث أمريكان أفياشن (بالإنجليزية: North American):
- ايرو كوماندر 100 و (Darter/Lark Commander) - طائرة خفيفة، بأربعة مقاعد.
- North American/Ryan Navion - طائرة خفيفة، بأربعة وبخمسة مقاعد.
- North American Rockwell OV-10 Bronco - طائرة معدلة لمكافحة حرائق الغابات.

### نورثروب
طائرات مدنية من إنتاج نورثروب (بالإنجليزية: Northrop):
- نورثروب ألفا - طائرة ركاب ونقل بريد، أحادية السطح وبمحرك واحد.
- نورثروب دلتا - طائرة ركاب، أحادية السطح وبمحرك واحد.
- نورثروب غاما - طائرة نقل بريد، أحادية السطح وبمحرك واحد.

## O

### أوميغا
طائرات مدنية من إنتاج أوميغا للطائرات (بالإنجليزية: Omega Aircraft):
- Omega BS-12 - مروحية للأغراض العامة.

## P

### مجمع الطيران الباكستاني
طائرات مدنية من إنتاج مجمع الطيران الباكستاني (بالإنجليزية: Pakistan Aeronautical Complex):
- سوبر مشاق
- باك إم إف آي-17 مشكاك

### باسفيك ايروسبيس
طائرات مدنية من إنتاج باسفيك ايروسبيس (بالإنجليزية: Pacific Aerospace):
- Pacific Aerospace CT-4 Airtrainer  [لغات أخرى]‏ - طائرة تدريب أساسي، بمقعدين وبثلاثة مقاعد.
- Pacific Aerospace Fletcher FU-24  [لغات أخرى]‏ طائرة زراعية
- Pacific Aerospace Cresco  [لغات أخرى]‏ - طائرة زراعية ومرافق ومهام متعددة،
- Pacific Aerospace 750XL  [لغات أخرى]‏ - طائرة مرافق ومهام متعددة.

### باندر وصن
طائرات مدنية من إنتاج باندر و صن (بالإنجليزية: Pander & Son):
- Pander D - طائرة سباق / رياضية، أحادية السطح، بمقعد واحد.
- Pander E - طائرة رياضة وتدريب، ذات سطحين، بمقعدين
- Pander P-1 - طائرة سباق، أحادية السطح، بمقعدين.
- Pander S-4 Postjäger- طائرة بريد، أحادية السطح، بثلاث محركات.
- Pander Multipro - طائرة تدريب خفيفة، أحادية السطح، بمقعدين أو بثلاثة مقاعد.

### بارنال
طائرات مدنية من إنتاج بارنال (بالإنجليزية: Parnall):
- Parnall Heck - طائرة أحادية السطح، بمحرك واحد، ومقصورة بأربعة مقاعد.
- Parnall Imp - طائرة ذات سطحين، بمحرك واحد ومقعدين.
- Parnall Pixie طائرة خفيفة جدا، بمقعدين.
- Parnall Elf - طائرة رحلات، ذات سطحين، بمقعدين.

### بارتنيفيا
طائرات مدنية من إنتاج بارتنيفيا (بالإنجليزية: Partenavia):
- Partenavia P.53 Aeroscooter - طائرة خفيفة جدا، بمقعد واحد.
- Partenavia P.55 Tornado - طائرة عالية الأداء، أحادية السطح، وجناح في المنتصف، بمقعدين.
- Partenavia P.68 - طائرة خفيفة، بمحركان، وبستة أو سبعة مقاعد.

### برسيفال وهينتينغ برسيفال
طائرات مدنية من إنتاج برسيفال و هينتينغ برسيفال (بالإنجليزية: Percival & Hunting Percival):
- Percival Gull - طائرة أحادية السطح، بمحرك واحد، وبمقصورة ذات ثلاثة مقاعد.
- Percival Vega Gull - طائرة بمقصورة، أحادية السطح، بمحرك واحد، وأربعة مقاعد.
- Percival Mew Gull - طائرة سباق، أحادية السطح، بمقعد واحد.
- Percival Petrel - طائرة ركاب ثنائية المحرك.
- Percival Proctor - طائرة بمقصورة، أحادية السطح، بمحرك واحد، بثلاثة أو أربعة مقاعد.
- Percival Merganser - طائرة ركاب ثنائية المحرك.
- Percival Prince - طائرة ركاب ثنائية المحرك.

### فيزينت
طائرات مدنية من إنتاج شركة طائرات فيزينت (بالإنجليزية: Pheasant Aircraft Company):
- Pheasant H-10 - طائرة ذات سطحين، بقمرة قيادة مفتوحة ومقعدان.

### بياجيو
طائرات مدنية من إنتاج بياجيو (بالإنجليزية: Piaggio):
- Piaggio P.136 - طائرة منافع برمائية وقارب طائر، ذات المحركين
- Piaggio P.166 - طائرة ركاب ونقل ومرافق عامة.
- Piaggio P.180 Avanti - طائرة نقل تنفيذية بمحركين توربينيان.

### بيتينبول
طائرات مدنية من إنتاج بيتينبول (بالإنجليزية: Pietenpol):
- Pietenpol Air Camper - طائرة خفيفة جدا، بأجنحة مظلية، وبمقعدين. صناعة منزلية.

### بيلاتوس
طائرات مدنية من إنتاج بيلاتوس للطائرات (بالإنجليزية: Pilatus):
- بيلاتوس بي سي-6 - طائرة نقل متعددة المهام، ذات محرك توربيني واحد، وذات إقلاع وهبوط قصير.
- بيلاتوس بي سي-12 - طائرة رحلات جوية للركاب والشحن، إقليمية، ذات محرك توربيني واحد.

### بايبر
طائرات مدنية من إنتاج بايبر للطائرات (بالإنجليزية: Piper Aircraft):
- بايبر أيروستار - طائرة نقل خفيف، عالية الأداء، بمحركين، وستة مقاعد.
- بايبر كب - طائرة خفيفة بمقعدين
- بايبر بيه إيه-18 - طائرة خفيفة للأغراض العامة، بمقعدين.
- بايبر بيه إيه-20 بيسر & بايبر بيه إيه-22 تراي-بيسر / (Caribbean & Colt Two) - طائرة خفيفة، بأربعة مقاعد.
- بايبر بيه إيه-23 أباتشي / ازتيك - طائرة خفيفة، بمحركين وأربعة مقاعد.
- بايبر بيه إيه-24 كومانش - طائرة خفيفة، عالية الأداء، بأربعة مقاعد.
- بايبر بيه إيه-25 باوني - طائرة زراعية
- سلسلة بايبر بيه إيه-28 شيروكي - هي عائلة من الطائرات الخفيفة والمصممة للتدريب على الطيران، وللعمل كتاكسي جوي، والاستخدام الشخصي، بمقعدين أو بأربعة مقاعد.
- بايبر بيه إيه-28 آر شيروكي آروو - طائرة خفيفة، بأربعة مقاعد.
- بايبر بيه إيه-39/30 توين كومانش - طائرة خفيفة أحادية السطح، بمحركان، وبستة مقاعد.
- بايبر بيه إيه-31 نافاجوو (T-1040) و (T-1020) و (Mojave) - طائرة ركاب للمسافر اليومي (commuter) والنقل للشركات، بثمانية أو عشرة مقاعد.
- بايبر بيه إيه-31 نافاجو أو (نافاجو المكيفة الضغط) - طائرة ركاب للمسافر اليومي (commuter) والنقل للشركات، بستة أو بثمانية مقاعد.
- Piper PA-31T Cheyenne Twin turboprop corporate transports
- Piper PA-32 Cherokee Six, Lance & Saratoga. Six-seat high-performance light aircraft
- Piper PA-34 Seneca - طائرة خفيفة، بمحركان، وبستة مقاعد.
- Piper PA-36 Pawnee Brave - طائرة زراعية
- Piper PA-38 Tomahawk - طائرة خفيفة بمقعدين. والتدريب الاساسي.
- Piper PA-42 Cheyenne III, IIIA & 400LS twin turboprop corporate transports
- Piper PA-44 Seminole - طائرة خفيفة، بمحركان، وبأربعة مقاعد.
- Piper PA-46 Malibu, Malibu Mirage and Malibu Meridian six-seat corporate turboprop

### بيتكيرن / بيتكيرن-سيرفا
طائرات مدنية من إنتاج بيتكيرن / بيتكيرن-سيرفا (بالإنجليزية: Pitcairn/Pitcairn-Cierva):
- Pitcairn PA-1 Fleetwing - طائرة بريد، ذات سطحين، بسعة خمسة ركاب.
- Pitcairn PA-2 Sesquiwing - طائرة بريد، ذات سطحين.
- Pitcairn PA-3 Orowing - طائرة بريد، ذات سطحين.
- Pitcairn PA-4 Fleetwing II - طائرة رياضية، ذات سطحين.
- Pitcairn Mailwing - طائرة بريد، ذات سطحين.
- Pitcairn PA-18 - طائرة أوتوجايرو (autogyro)، بمقعدين.
- Pitcairn PA-19 - طائرة أوتوجايرو (autogyro)، بأربعة مقاعد.
- Pitcairn PAA-1/PA-20  [لغات أخرى]‏ - طائرة أوتوجايرو (autogyro)، بمقعدين.
- Pitcairn PCA-2/PA-21  [لغات أخرى]‏ - طائرة أوتوجايرو (autogyro)، بمقعدين.

### بوليكاربوف
طائرات مدنية من إنتاج بوليكاربوف (بالإنجليزية: Polikarpov):
- Polikarpov U-2 - طائرة منافع وزراعية، ذات سطحين. بقمرة قيادة مفتوحة.

### بورترفيلد
طائرات مدنية من إنتاج شركة طائرات بورترفيلد (بالإنجليزية: Porterfield Aircraft Corporation):
- Porterfield 35 - طائرة ذات أجنحة علوية، وبمقصورة بمقعدين.
- Porterfield Collegiate - طائرة ذات أجنحة علوية، وبمقصورة بمقعدين.

### بوتز
طائرات مدنية من إنتاج بوتز (بالإنجليزية: Potez):
- Potez 29 - طائرة ركاب، ذات سطحين وبمحرك واحد.
- Potez 43 - طائرة خفيفة للمنافع والجولات ، أحادية السطح، وبمحرك واحد.
- Potez 56 twin engine أجنحة منخفضة، monoplane passenger transport
- Potez 58 single engine light utility/touring monoplane
- Potez 60 two seat parasol utility/trainer monoplane
- Potez 62 طائرة ركاب، أحادية السطح وبمحركين.
- Potez 840 - طائرة نقل تنفيذية بأربعة محركات (turboprop)

### براغا
طائرات مدنية من إنتاج براغا (بالإنجليزية: Praga):
- Praga E.114 - طائرة رياضية، أحادية السطح، بمقعدان.

### بيه دبليو إس
طائرات مدنية من إنتاج بيه دبليو إس (بالإنجليزية: Podlaska Wytwórnia Samolotów (PWS)): البولندية
- PWS-21 - طائرة ركاب، أحادية السطح، بمحرك واحد، تتسع لأربعة ركاب.
- PWS-24 - طائرة ركاب، أحادية السطح، بمحرك واحد، تتسع لأربعة ركاب.
- PWS-54 - طائرة ركاب، أحادية السطح، بمحرك واحد، تتسع لثلاثة ركاب.

### بيه زد إل
طائرات مدنية من إنتاج بيه زد إل (بالإنجليزية: PZL (Państwowe Zakłady Lotnicze)): البولندية
- PZL.4: طائرة ركاب، أحادية السطح وبثلاثة محركات وسعة 10 راكب.
- PZL.5 - طائرة رياضة وتدريب، ذات سطحين، ومقصورة مفتوحة بمقعدين.
- PZL.16 - طائرة أحادية السطح، بمحرك واحد، بخمسة مقاعد.
- PZL.19 - طائرة رياضية، أحادية السطح، بثلاثة مقاعد.
- PZL.26 - طائرة رياضية، أحادية السطح، بثلاثة مقاعد.
- PZL.27 - طائرة ركاب ونقل بريد، أحادية السطح وبثلاثة محركات وسعة 5 راكب.
- PZL.44 Wicher - طائرة ركاب، بمحركين، بسعة 14 راكب.

### بيه زد إل ميليس
طائرات مدنية من إنتاج بيه زد إل ميليس (بالإنجليزية: PZL Mielec): البولندية
- بزل-ميلك م-18 درمادر - طائرة اطفاء حرائق ورش المحاصيل
- PZL M-20 Mewa صنعت بترخيص Piper PA-34 Seneca
- PZL M-28 Skytruck - طائرة مرافق ومهام متعددة.

### PZL Świdnik
طائرات مدنية من إنتاج (بالإنجليزية: PZL Świdnik):
- PZL Świdnik (ميل) مي-2 - مروحية للأغراض العامة، بمحركين ذات عمود دوارن.
- PZL Kania - مروحية للأغراض العامة، بمحركين ذات عمود دوارن.
- PZL W-3 Sokół - مروحية للأغراض العامة، بمحركين.
- PZL SW-4 Puszczyk - مروحية للأغراض العامة.

### PZL Warszawa-Okęcie
طائرات مدنية من إنتاج (بالإنجليزية: PZL Warszawa-Okęcie):
- PZL-101 Gawron - طائرة مرافق ومهام متعددة، بأربعة مقاعد.
- PZL-102 Kos - طائرة للرحلات السياحية والتدريب، أحادية السطح وبمقعدين.
- بيه زد إل-104 ويلقا - طائرة ستول ذات مهام متعددة، بأربعة مقاعد.
- PZL-105 Flaming - طائرة مرافق ومهام متعددة، أحادية السطح وأجنحة علوية، وبمحرك واحد، وتتسع لستة مقاعد.
- PZL-106 Kruk - طائرة زراعية، أحادية السطح.
- PZL-110 Koliber - طائرة بأربعة مقاعد.
- PZL-112 Junior - طائرة تدريب على الطيران، بمقعدين.

## Q

### كويست
طائرات مدنية من إنتاج كويست للطائرات (بالإنجليزية: Quest Aircraft):
- كويست كودياك - طائرة منافع، أحادية السطح، بدفع توربيني وبسعة 9 ركاب.

### كويست إير
طائرات مدنية من إنتاج كويست إير (بالإنجليزية: Questair):
- كويست إير فينشر - طائرة رياضية، أحادية السطح، بمقعدين.

## ر

### Rafaelyants/بوليكاربوف
طائرات مدنية من إنتاج Rafaelyants/بوليكاربوف (بالإنجليزية: Rafaelyants/Polikarpov):
- Rafaelyants PR-5 - طائرة ذات سطحين، بمحرك واحد ومقصورة. طورت من Polikarpov R-5.
- Rafaelyants PR-12 - طائرة أحادية السطح، بمقصورة، طورت من Polikarpov R-5.

### رانس
طائرات مدنية من إنتاج رانس (بالإنجليزية: Rans):
- Rans S-4 and S-5 Coyote  [لغات أخرى]‏ طائرة أحادية السطح، وعالية الجناحين وبمقعد واحد.
- Rans S-6 Coyote II - طائرة أحادية السطح، وعالية الجناحين وبمقعدين.
- Rans S-7 Courier - طائرة أحادية السطح، وعالية الجناحين بثلاثة محركات، وبمقعدين.
- Rans S-9 Chaos - طائرة أحادية السطح، ومتوسطة الجناحين وبمقعد واحد.
- Rans S-10 Sakota - طائرة أحادية السطح، ومتوسطة الجناحين وبمقعدين.
- Rans S-11 Pursuit - طائرة أحادية السطح، ومنخفضة الجناحين وبمقعد واحد.
- Rans S-12 and S-14 Airaile, S-17 Stinger and S-18  [لغات أخرى]‏ - طائرة خفيفة جدا، أحادية السطح، ذات أجنحة عالية، بمقعد واحد أو مقعدين.
- Rans S-16 Shekari - طائرة استعراضات جوية، أحادية السطح، ذات جناح منخفض، بمقعدين.
- Rans S-19 Venterra - طائرة أحادية السطح، ذات جناح منخفض، وبمقعدين.
- Rans S-20 Raven - طائرة أحادية السطح، وعالية الجناحين وبمقعدين.

### راودون براذرز
طائرات مدنية من إنتاج راودون براذرز (بالإنجليزية: Rawdon Brothers):
- Rawdon T-1 - طائرة منافع، أحادية السطح بأجنحة منخفضة، ومقصورة بمقعدين مترادفين.

### رايثيون
طائرات مدنية من إنتاج شركة طائرات رايثيون (بالإنجليزية: Raytheon):
- رايثيون 390 بريميير الأولى نفاثة أعمال خفيفة.
- بيتشكرافت 1900 - طائرة ركاب إقليمية ونقل للشركات.
- رايثيون بيتشكرافت بارون - طائرة منافع وأعمال وتدريب متقدم للطيارين، بمحركان، وبأربعة أو ستة مقاعد.
- رايثيون بيتشكرافت بونانزا - طائرة خفيفة عالية الأداء، وبأربعة أو ستة مقاعد.
- رايثيون بيتشكرافت سوبر كينغ إير 200 - طائرة ركاب ونقل للشركات، والمرافق العامة، ذات محركان بدفع التوربيني.
- رايثيون بيتشكرافت سوبر كينغ إير 300 & 350 - طائرة الشركات والمرافق، تعمل بطاقة دفع محركات توربينية.
- رايثيون بيتشكرافت كينغ إير 90 & 100 - طائرة الشركات والمرافق، تعمل بطاقة دفع محركات توربينية.
- رايثيون هوكر 400 إكس بي (تعرف سابقا بـ: بيتش جت 400) نفاثة أعمال خفيفة.
- رايثيون هوكر 800 (تعرف سابقا بـ: بريتش ايروسبيس 125) - طائرة نفاثة أعمال للشركات، متوسطة الحجم.
- رايثيون هوكر 1000 - طائرة نفاثة أعمال للشركات، متوسطة الحجم.
- رايثيون هوكر 4000 - طائرة نفاثة أعمال للشركات، متوسطة الحجم.

### آر بي في زي
طائرات مدنية من إنتاج آر بي في زي (بالإنجليزية: RBVZ (Russo Baltic Wagon Works)):
(للتصاميم التي تمت في وقت لاحق، انظر: سيكورسكي)
- سيكورسكي إيليا موروميتس - طائرة ركاب، ذات سطحين، بأربعة محركات. أستخدمت لآحقا كقاذفة قنابل.

### ريروين
طائرات مدنية من إنتاج ريروين (بالإنجليزية: Rearwin):
- ريروين كين رويس  [لغات أخرى]‏ - طائرة ذات سطحين. (1929)
- ريروين جونيور - طائرة صغيرة، أحادية السطح وعالية الجناحين.
- ريروين سبيدستر
- ريروين كلاودستر - طائرة أحادية السطح، بمقصورة مغلقة.
- ريروين سبورتستر
- ريروين سكاي رانجر

### رينارد
طائرات مدنية من إنتاج رينارد (بالإنجليزية: Renard):
- Renard R.17 - طائرة أحادية السطح، بمحرك واحد، ومقصورة بأربعة مقاعد. صنعت لتكون طائرة نقل وتوصيل زهور.
- Renard R.30 - طائرة ركاب، ثلاثية المحركات، بأربعة مقاعد.
- Renard R.35 - طائرة ركاب، ثلاثية المحركات، تتسع لعشرين راكب.

### ريمس
طائرات مدنية من إنتاج ريمس (بالإنجليزية: Reims):
(تصنع بترخيص من سيسنا/ سيسنا)
- ريمس إف 150 سيسنا 150
- ريمس إف 152 سيسنا 152
- ريمس إف 172 سيسنا 172
- ريمس إف 177 سيسنا 177
- ريمس إف 182 سيسنا 182
- ريمس إف 337 سيسنا 337
- ريمس - سيسنا إف 406 سيسنا 406

### ريببلك
طائرات مدنية من إنتاج ريببلك (بالإنجليزية: Republic):
- Republic RC-3 Seabee - طائرة خفيفة برمائية، بأربعة مقاعد.

### آر إف بي
طائرات مدنية من إنتاج آر إف بي (بالإنجليزية: RFB):
- Rhein Flugzeugbau RW 3 Multoplan - طائرة أحادية السطحن بمقعدين.

### روبن
طائرات مدنية من إنتاج روبن (بالإنجليزية: Robin):
- روبن دي آر 400 و (DR500) - طائرة خفيفة أربعة أو خمسة مقاعد.
- Robin R2000 وRobin HR200 - طائرة خفيفة للتدريب واستعراض بهلواني، ذات مقعدين.
- Robin R3000 - طائرة خفيفة، بمقعدين أو بأربعة مقاعد.
- Robin Aiglon - طائرة خفيفة، بأربعة مقاعد.

### روبنسون/ريدوينق
طائرات مدنية من إنتاج روبنسون/ريدوينق (بالإنجليزية: Robinson/Redwing):
- روبنسون ريدوينق - طائرة ذات سطحين، بمحرك واحد ومقعدين.

### روبنسون للمروحيات
طائرات مدنية من إنتاج روبنسون للمروحيات (بالإنجليزية: Robinson Helicopter):
- روبنسون آر22 - مروحية خفيفة، بمقعدين، ومحرك ترددي.
- روبنسون آر44 - مروحية خفيفة، بأربعة مقاعد، ومحرك ترددي.
- روبنسون آر66 - مروحية خفيفة، بأربعة مقاعد، ومحرك توربيني.

### روكويل
طائرات مدنية من إنتاج روكويل الدولية (بالإنجليزية: Rockwell):
- روكويل 500 وطرازات /520/560/680/685/720 - طائرة رجال الأعمال ومنافع.
- روكويل كوماندر 112 & 114 - طائرة خفيفة، بأربعة مقاعد.
- نورث أمريكان سابرلاينر - طائرة رجال الأعمال

### رورباك
طائرات مدنية من إنتاج رورباك (بالإنجليزية: Rohrbach):
- Rohrbach Rocco - طائرة قارب للركاب، أحادية السطح، بمحركين.
- Rohrbach Roland - طائرة ركاب، ثلاثية المحركات.
- Rohrbach Romar - طائرة قارب للركاب، أحادية السطح، بثلاثة محركات.
- Rohrbach Rostra - طائرة قارب لنقل البريد، أحادية السطح، بمحركين.

### روتورواي
طائرات مدنية من إنتاج روتورواي (بالإنجليزية: Rotorway):
- RotorWay Exec - طقم تجميعي (kit) لهليكوبتر بمقعدين.
- RotorWay Scorpion  [لغات أخرى]‏ - هليكوبتر تُبنى في المنزل.

### رومبلير
طائرات مدنية من إنتاج رومبلير (بالإنجليزية: Rumpler):
- Rumpler 5A 2 - طائرة ركاب ونقل بريد، ذات سطحين، تم تحويلها لطائرة استطلاع.

### روشماير
طائرات مدنية من إنتاج روشماير (بالإنجليزية: Ruschmeyer):
- Ruschmeyer R 90 - طائرة خفيفة عالية الأداء، بأربعة مقاعد.

### روتان
طائرات مدنية من إنتاج روتان (بالإنجليزية: Rutan):
(انظر أيضا: سكاليد كومبوزيت)
- Rutan VariViggen - طائرة ذات سطح أفقي كاذب (Canard)، بمقعدين.
- Rutan VariEze - طائرة ذات سطح أفقي كاذب (Canard)، بمقعدين.
- Rutan Defiant - طائرة ذات محركين وبمقصورة بأربعة مقاعد.
- Rutan Quickie - طائرة ذات أجنحة متراصة جنبا إلى جنب، وبمقعد واحد.
- Rutan Long-EZ - طائرة ذات سطح أفقي كاذب (Canard)، بمقعدين.
- روتان فوياجر - أول طائرة تدول حول الأرض بدون توقف وبدون تزود بالوقود.
- Rutan Solitaire - طائرة شراعية، ذات سطح أفقي كاذب (Canard).

### آر دبليو دي
طائرات مدنية من إنتاج آر دبليو دي (بالإنجليزية: RWD):
- آر دبليو دي 1، 2، 3، 4 and 7 طائرة رياضية، أحادية السطح وعالية الجناحين، ذات محرك واحد، وذات مقصورة مفتوحة وبمقعدين.
- RWD 5 - طائرة رياضية، أحادية السطح، بمقصورة بمقعدين.
- RWD 6 - طائرة رياضية، أحادية السطح، بمقصورة بمقعدين.
- RWD 8 two seat open cockpit parasol monoplane trainer
- RWD 9 - طائرة رياضية، أحادية السطح، بمقصورة بمقعدين.
- RWD 10 single seat open cockpit aerobatics monoplane
- RWD 11 6 passenger طائرة ركاب، أحادية السطح وبمحركين.
- RWD 13 - طائرة رياضية، أحادية السطح، بمقصورة بثلاثة مقاعد.
- RWD 15 - طائرة رياضية، أحادية السطح، بمقصورة بخمسة مقاعد.
- RWD 16 two seat - طائرة رياضية، أحادية السطح، بأجنحة منخفضة.
- RWD 17 two seat open cockpit aerobatics and training monoplane
- RWD-19 two-seat low-wing sports monoplane
- RWD 21 two-seat low-wing touring and sports monoplane

### ريان
طائرات مدنية من إنتاج ريان (بالإنجليزية: Ryan):
- Ryan M-1 & M-2  [لغات أخرى]‏ - طائرة بريد، أحادية السطح، بمحرك واحد.
- Ryan Brougham - طائرة ركاب، أحادية السطح، وبمحرك واحد.
- روح سانت لويس "Spirit of St. Louis" long distance flight record aircraft based on Brougham
- Ryan Foursome four seat cabin monoplane, scaled down from Brougham
- Ryan ST "Sports-Trainer" single engine two seat monoplane sports/trainer
- Ryan S-C "Sports-Coupe" single engine cabin monoplane

## س

### ساب
طائرات مدنية من إنتاج شركة ساب للطائرات (بالإنجليزية: Saab):
- ساب 90 سكانديا - طائرة ركاب، قصيرة إلى متوسطة المدى، ثنائية المحركات التوربينية، وبسعة 32 راكب.
- ساب 91 سفير - طائرة تدريب، بمحرك واحد.
- ساب 340 - طائرة رحلات جوية إقليمية، بمحركان مروحيان ذو دفع توربيني.
- ساب 2000 - طائرة رحلات جوية إقليمية، بمحركان مروحيان ذو دفع توربيني، وبسعة 50راكب.
- ساب سفاري - طائرة تدريب، بمحرك واحد.

### إس إيه بي سي إيه
طائرات مدنية من إنتاج إس إيه بي سي إيه (بالإنجليزية: SABCA):
- SABCA S.2: - طائرة ركاب، أحادية السطح وبمحرك واحد وسعة 4 ركاب.
- SABCA S.11 - طائرة ركاب، أحادية السطح وبثلاثة محركات وسعة 20 راكب.
- SABCA S.12 - طائرة ركاب، أحادية السطح وبثلاثة محركات.
- SABCA S.30 - طائرة خفيفة جدا، بجناح مظلة.

### سابلاتنيغ
طائرات مدنية من إنتاج سابلاتنيغ (بالإنجليزية: Sablatnig):
- Sablatnig P.I - طائرة ركاب، ذات سطحين، بأربعة مقاعد. حولت من قاذفة قنابل.
- Sablatnig P.III - طائرة ركاب، ذات سطحين، تتسع لستة ركاب.

### سادلر
طائرات مدنية من إنتاج سادلر (بالإنجليزية: Sadler):
- Sadler Vampire - طائرة خفيفة رياضية، ب- مقعدين.

### سالمسون
طائرات مدنية من إنتاج سالمسون (بالإنجليزية: Salmson):
- Salmson Phrygane, Phryganet & Phrygane Major  [لغات أخرى]‏ - طائرة أحادية السطح، بمقصورة بمقعدين أو ثلاثة مقاعد.
- Salmson CriCri & CriCri Major - طائرة أحادية السطح، واجنحة مظلية، وبقمرة قيادة مفتوحة، تتسع لمقعدين.

### سوندرز
طائرات مدنية من إنتاج سوندرز (كندا) (بالإنجليزية: Saunders (Canada)):
- Saunders ST-27 - طائرة تغذية وامداد بالركاب، بمحركين، طورت من دي هافيلاند هيرون

### سوندرز (المملكة المتحدة)
طائرات مدنية من إنتاج سوندرز (المملكة المتحدة) (بالإنجليزية: Saunders-Roe/Saro (UK)):
- Saro Cutty Sark - طائرة برمائية، وتدريب، ومرافق عامة، بمحركين.
- Saro Cloud - طائرة ركاب برمائية ثنائية المحرك.
- Saro Windhover - طائرة ركاب برمائية، ثلاثية المحركات.
- سوندرز رو برينسيس: طائرة قارب للركاب، أحادية السطح، بعشرة محركات. أكبر طائرة قارب بنيت من المعادن في التاريخ.

### سافويا-ماركيتي
طائرات مدنية من إنتاج سافويا-ماركيتي (بالإنجليزية: Savoia-Marchetti):
(انظر أيضا إس أي إيه أي-ماركيتي)
- Savoia-Marchetti S.55 - طائرة قارب لنقل الأغراض العامة، أحادية السطح، بمحركين.
- Savoia-Marchetti S.56 - طائرة رياضية، ذات سطحين ومحرك واحد.
- Savoia-Marchetti S.66 - طائرة قارب للركاب، بثلاثة محركات.
- Savoia-Marchetti S.71 - طائرة ركاب، أحادية السطح وبثلاثة محركات وسعة 8 راكب.
- Savoia-Marchetti S.73 - طائرة ركاب، أحادية السطح وبثلاثة محركات.
- Savoia-Marchetti S.74 - طائرة ركاب، أحادية السطح، بأربعة محركات، وبسعة 24 راكب.
- Savoia-Marchetti SM.75 Marsupiale - طائرة ركاب، ثلاثية المحركات.
- Savoia-Marchetti SM.80 - طائرة برمائية رياضية ومنافع عامة، بمقعدين.
- Savoia-Marchetti SM.83 - طائرة ركاب، أحادية السطح وبثلاثة محركات.
- Savoia-Marchetti SM.84 - طائرة ركاب، أحادية السطح وبمحركين. (تم إعادة استخدام نفس المسمى لطائرة عسكرية مهاجمة، ليست لها أي علاقة بهذه الطائرة).
- Savoia-Marchetti SM.87 -طائرة ركاب عائمة، أحادية السطح وبثلاثة محركات.
- Savoia-Marchetti SM.95 - طائرة ركاب، أحادية السطح، بأربعة محركات.
- Savoia-Marchetti SM.102 - طائرة ركاب ثنائية المحرك.

### سكاليد كومبوزيت
طائرات مدنية من إنتاج سكاليد كومبوزيت (بالإنجليزية: Scaled Composites):
(انظر أيضا: روتان)
- Scaled Composites White Knight  [لغات أخرى]‏ - طائرة تجريبية نفاثة، تحلق على أرتفاعات عالية، صممت لحمل وإطلاق طائرة شيب ون
- سكاليد كومبوزيت سبيس شيب وان - طائرة فضائية تجريبية.

### شايبه
طائرات مدنية من إنتاج شايبه (بالإنجليزية: Scheibe):
- Scheibe Bergfalke - طائرة شراعية، مع أجنحة مثبتة في الوسط ، وبمقعدين
- شايبه شباتز - طائرة شراعية، عالية الأداء، وبمقعد واحد.
- Scheibe Zugvogel طائرة شراعية، عالية الأداء، وبمقعد واحد.
- شايبه إس إف-23 سبيرلنغ - طائرة أحادية السطح، عالية الجناح، اثنين مقعد بمقصورة ذات مقعدين.
- Scheibe SF-24 Motor Spatz - طائرة شراعية، بمحرك، ومقعد واحد.
- Scheibe SF-25 Falke - طائرة شراعية، بمحرك، وبمقعدين.
- Scheibe SF-26[2]
- شايبه إس إف-27 - طائرة شراعية، بمقعد واحد.
- Scheibe SF-28 Tandem Falke - طائرة شراعية، بمحرك، وبمقعدين.
- شايبه إس إف-34- طائرة شراعية، بمقعدين.
- شايبه إس إف-36 - طائرة شراعية، بمحرك، وبمقعدين.
- شايبه إس إف-40 - طائرة خفيفة جدا، بمقعدين.

### شيمب-هيرث
طائرات مدنية من إنتاج شيمب-هيرث (بالإنجليزية: Schempp-Hirth):
- Göppingen Gö 1 وولف الأولى - طائرة شراعية، بمقعد واحد.
- Göppingen Gö 3 مينيموا - طائرة شراعية، بمقعد واحد.
- Göppingen Gö 4 - طائرة شراعية للتدريب، بمقعدين.
- Göppingen Gö 5 - طائرة شراعية للتدريب، بمقعد واحد.
- Schempp-Hirth Standard Austria - طائرة شراعية للاستعراضات الجوية، بمقعد واحد.
- Schempp-Hirth Cirrus - طائرة شراعية، عالية الأداء، وبمقعد واحد.
- Schempp-Hirth Standard Cirrus - طائرة شراعية، عالية الأداء، وبمقعد واحد.
- Schempp-Hirth Discus - طائرة شراعية، عالية الأداء، وبمقعد واحد.
- Schempp-Hirth Discus-2 - طائرة شراعية، عالية الأداء، وبمقعد واحد.
- Schempp-Hirth Ventus - طائرة شراعية، عالية الأداء، وبمقعد واحد.
- Schempp-Hirth Ventus-2 - طائرة شراعية، عالية الأداء، وبمقعد واحد.
- Schempp-Hirth Nimbus - طائرة شراعية، عالية الأداء، وبمقعد واحد.
- Schempp-Hirth Nimbus-2 - طائرة شراعية، عالية الأداء، وبمقعد واحد.
- Schempp-Hirth Nimbus-3 - طائرة شراعية، عالية الأداء، وبمقعد واحد.
- Schempp-Hirth Nimbus-4 - طائرة شراعية ذاتية الإطلاق، عالية الأداء، وبمقعد واحد.
- Schempp-Hirth Mini-Nimbus - طائرة شراعية، عالية الأداء، وبمقعد واحد.
- Schempp-Hirth Janus - طائرة شراعية، عالية الأداء، وبمقعدين.
- Schempp-Hirth Duo Discus - طائرة شراعية، عالية الأداء، وبمقعدين.

### شلايشر
طائرات مدنية من إنتاج شلايشر (بالإنجليزية: Schleicher):
- Schleicher Luftkurort Poppenhausen - طائرة شراعية، للتدريب الأساسين بمقعدين.
- Schleicher Ka 2 Rhönschwalbe - طائرة تدريب شراعية، بمقعدين.
- Schleicher Ka 3 - طائرة شراعية، بمقعد واحد.
- Schleicher Ka-4 Rhönlerche II - طائرة تدريب شراعية، بمقعدين.
- Schleicher Ka 6 - طائرة شراعية، بمقعد واحد.
- Schleicher K7 Rhönadler - طائرة شراعية، بمقعدين.
- Schleicher K 8 - طائرة شراعية، بمقعد واحد.
- Schleicher ASW 12 - طائرة شراعية، عالية الأداء، وبمقعد واحد.
- Schleicher ASK 13 - طائرة تدريب شراعية، بمقعدين.
- Schleicher ASK 14 - طائرة شراعية، مدفوعة بمحرك، وبمقعد واحد.
- Schleicher ASW 15 - طائرة شراعية، عالية الأداء، وبمقعد واحد.
- Schleicher ASK 16 - طائرة شراعية، مدفوعة بمحرك، وبمقعدين.
- Schleicher ASW 17 - طائرة شراعية، عالية الأداء، وبمقعد واحد.
- Schleicher ASK 18 - طائرة تدريب شراعية، بمقعد واحد.
- Schleicher ASW 19 - طائرة شراعية، عالية الأداء، وبمقعد واحد.
- Schleicher ASW 20 - طائرة شراعية، عالية الأداء، وبمقعد واحد.
- شلايشر إيه إس كيه 21 - طائرة تدريب شراعية، بمقعدين.
- شلايشر إيه إس دبليو 22 - طائرة شراعية، عالية الأداء، وبمقعد واحد.
- شلايشر إيه إس كيه 23 - طائرة شراعية، عالية الأداء، وبمقعد واحد.
- شلايشر إيه إس دبليو 24 - طائرة شراعية، عالية الأداء، وبمقعد واحد.
- شلايشر إيه إس إتش 25 - طائرة شراعية، عالية الأداء، وبمقعدين.
- شلايشر إيه إس إتش 26 - طائرة شراعية، عالية الأداء، وبمقعد واحد.
- شلايشر إيه إس دبليو 27 - طائرة شراعية، عالية الأداء، وبمقعد واحد.
- شلايشر إيه إس دبليو 28 - طائرة شراعية، عالية الأداء، وبمقعد واحد.
- شلايشر إيه إس جي 29 - طائرة شراعية، عالية الأداء، وبمقعد واحد.

### شنايدر (أستراليا)
طائرات مدنية من إنتاج: شنايدر (أستراليا)، (بالإنجليزية: Schneider (Australia)):
- Schneider ES-52 Kookaburra - طائرة تدريب شراعية، بمقعدين.
- Schneider ES-59 - طائرة شراعية، عالية الأداء، وبمقعد واحد.
- Schneider ES-65 - طائرة تدريب شراعية، بمقعدين.

### شفايتزر
طائرات مدنية من إنتاج شفايتزر للطائرات (بالإنجليزية: Schweizer):
- Schweizer SGS 1-23 - طائرة شراعية للسباقات، بمقعد.
- Schweizer SGS 1-26 - طائرة شراعية للسباقات، بمقعد.
- Schweizer SGS 2-32 - طائرة تدريب وسباقات شراعية، بمقعدين.
- Schweizer SGS 2-33 - طائرة تدريب شراعية، بمقعدين.
- Schweizer Ag Cat - طائرة زراعية، صنعت بترخيص من شركة غرومان.
- شفايتزر 300 - مروحية خفيفة للأغراض العامة.
- شفايتزر 333 - مروحية خفيفة للأغراض العامة بمحرك توربيني.

### سكوتيش افياشين
طائرات مدنية من إنتاج سكوتيش افياشين (بالإنجليزية: Scottish Aviation):
- سكوتيش افياشين جت ستريم - طائرة إقليمية للركاب، بمحركان ذات مرواح تروبينية، بسعة 12 مقعد.
- Scottish Aviation Twin Pioneer - طائرة نقل نفعي وخدمات.

### شنغهاي / شنشى
طائرات مدنية من إنتاج شنغهاي / شنشى (بالإنجليزية: Shanghai/Shaanxi):
- أنتونوف أن-2 - النسخة التطويرية الصينية من طائرة أنتونوف أن-2
- Shaanxi Y-7  [لغات أخرى]‏ - النسخة التطويرية الصينية من طائرة أنتونوف أن-24
- Shaanxi Y-8 - النسخة التطويرية الصينية من طائرة أنتونوف أن-12
- Shaanxi Y-10  [لغات أخرى]‏ - نسخة صينية من طائرة بوينغ 707، الغي تطويرها.
- Shaanxi Y-12 - طائرة نقل خفيفة، بمحركين.

### شافروف
طائرات مدنية من إنتاج شافروف (بالإنجليزية: Shavrov):
- Shavrov Sh-2 - طائرة برمائية، أحادية السطح، بمحرك واحد.

### شورت براذرز

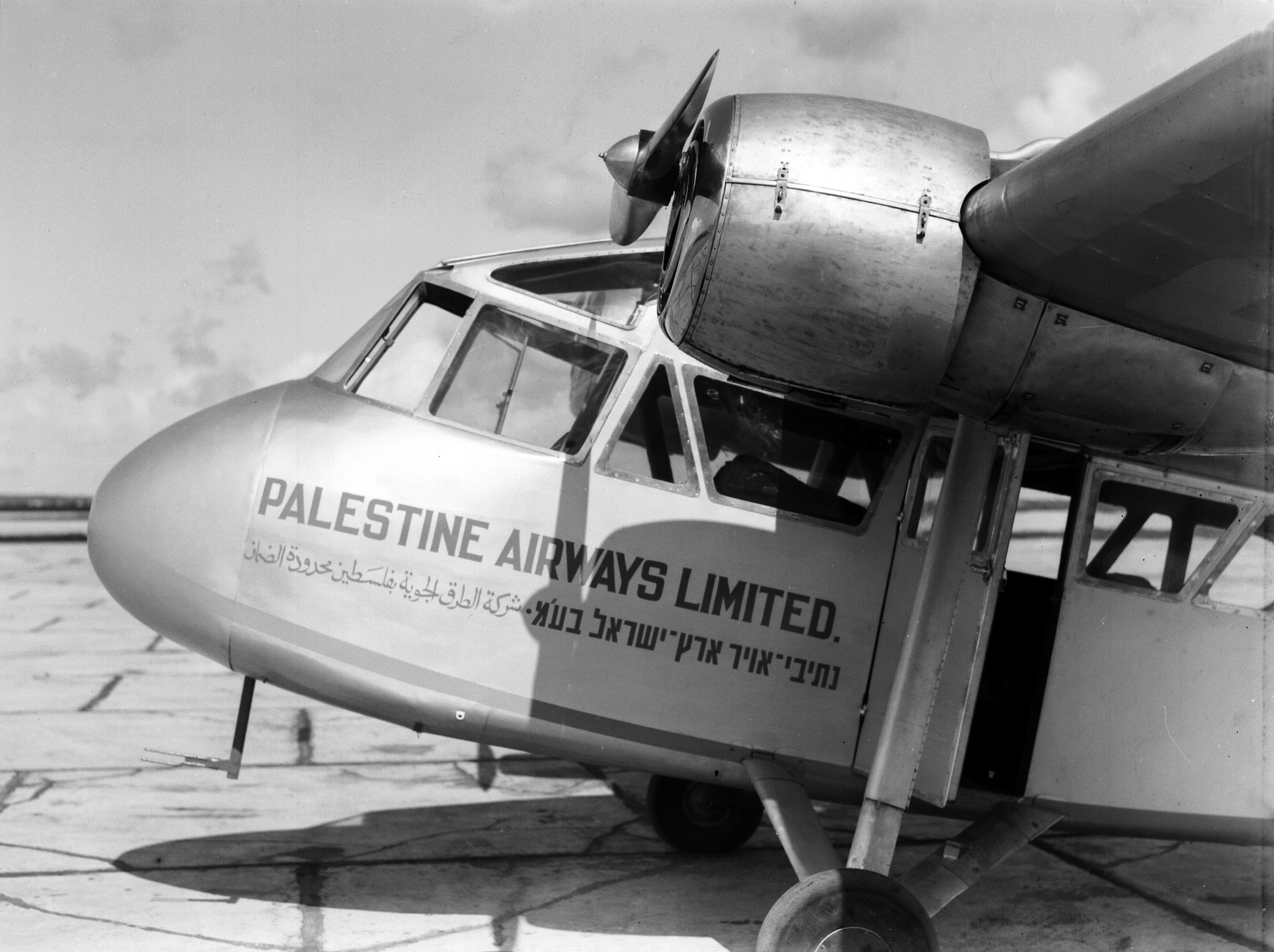
طائرة من طراز (Pobjoy Short Scion) تابعة لخطوط فلسطين الجوية، في عام 1938

طائرات مدنية من إنتاج شورت براذرز (بالإنجليزية: Short Brothers):
- Short S.8 Calcutta - طائرة قارب للركاب، ثلاثية المحركات وذات سطحين.
- Short S.16 Scion - طائرة ركاب، أحادية السطح وبمحركين.
- Short S.17 Kent - طائرة قارب للركاب، ذات سطحين، بأربعة محركات.
- Short L.17 Scylla - طائرة ركاب، ذات سطحين، بأربعة محركات.
- Short S.22 Scion Senior - طائرة ركاب، أحادية السطح، بأربعة محركات.
- Short Mayo Composite - مزيج اطائرة مائية وطائرة قارب لنقل البريد، وطويلة المدى.
- شورت إمباير - طائرة قارب للركاب والنقل، أحادية السطح، بأربعة محركات.
- Short Solent - طائرة قارب للركاب، أحادية السطح، بأربعة محركات.
- Short Sealand - طائرة ركاب برمائية، أحادية السطح وبمحركين.
- شورت بلفاست - طائرة شحن للاوزان الثقيلة، بمحركات مراوح توربينية.
- شورت سكاي فان - إقليمية للنقل والمرافق ذات أقلاع وهبوط قصير.
- شورت 330 - طائرة ركاب وشحن إقليمية، بسعة 30 مقعد.
- شورت 360 - طائرة رحلات جوية إقليمية، بسعة 36 مقعد.

### إس أي إيه أي-ماركيتي
طائرات مدنية من إنتاج إس أي إيه أي-ماركيتي (بالإنجليزية: SIAI-Marchetti):
(للتصاميم في وقت سابق انظر: سافويا-ماركيتي)
- SIAI-Marchetti S.205 وSIAI-Marchetti S.208 - طائرة خفيفة، بمحرك واحد، وأربعة مقاعد.
- SIAI-Marchetti S.210 - طائرة أحادية السطح، بمحركين، ومقصورة بستة مقاعد.
- SIAI-Marchetti FN.333 Riviera - طائرة برمائية، بمحرك واحد، وأربعة مقاعد.

### سيبيل
طائرات مدنية من إنتاج سيبيل (بالإنجليزية: Siebel):
- Siebel Fh 104 - طائرة نقل، بمحركين.
- Siebel Si 202 - طائرة رياضية، أحادية السطح، بمقعدين.

### سيكورسكي
طائرات مدنية من إنتاج سيكورسكي للطائرات (بالإنجليزية: Sikorsky):
(للأنواع التي صنعت في وقت سابق، انظر : RBVZ)
- سيكورسكي إس-38 - طائرة نقل ركاب برمائية، بمحركين، وبسعة 8 مقاعد.
- سيكورسكي إس-39 - طائرة نقل ركاب برمائية، بمحرك واحد.
- سيكورسكي إس-40 - طائرة قارب للركاب، ذات مدى طويل، بأربعة محركات.
- سيكورسكي إس-42 - طائرة قارب للركاب، ذات مدى طويل، بأربعة محركات.
- سيكورسكي إس-43 - طائرة ركاب برمائية، ثنائية المحرك.
- سيكورسكي في إس-44 - طائرة قارب للركاب، ذات مدى طويل، بأربعة محركات.
- سيكورسكي إس-51 - مروحية خفيفة للأغراض العامة.
- سيكورسكي إس 55 & ويستلاند وايرل ويند - مروحية للأغراض العامة.
- سيكورسكي إتش-34 - مروحية للأغراض العامة.
- سيكورسكي إس-61إل & S61N - مروحية للأغراض العامة.
- سيكورسكي إس-62 - مروحية للأغراض العامة.
- سيكورسكي إس-64 سكاي كرين - مروحية للرفع الثقيل.
- سيكورسكي إس-76 - مروحية للأغراض العامة.
- سيكورسكي إس-92 - مروحية للركاب و (helibus) وللأغراض العامة.

### سينو سويارينغن
طائرات مدنية من إنتاج سينو سويارينغن (بالإنجليزية: Sino Swearingen):
- Sino Swearingen SJ30-2 - نفاثة أعمال خفيفة.

### إس أي بيه إيه
طائرات مدنية من إنتاج إس أي بيه إيه (بالإنجليزية: SIPA (Société Industrielle Pour l'Aéronautique)):
- SIPA S.50
- SIPA S.70 - طائرة ركاب ثنائية المحرك بسعة 8 ركاب.
- SIPA S.90 - طائرة جولات وتدريب، أحادية السطح، بمقعدين.
- SIPA S.200 Minijet - طائرة خفيفة رياضية نفاثة، بمقعدين.
- SIPA Antilope - طائرة جولات، أحادية السطح، بدفع مرواح توربينية، وبمقصورة تتسع لأربعة أو خمسة ركاب.
- SIPA Anjou  [لغات أخرى]‏ - طائرة منافع، أحادية السطح، بمحركين، ومقصورة تتسع لأربعة ركاب.
- SIPA Coccinelle  [لغات أخرى]‏ - طائرة منافع مدنية، أحادية السطح، بمقعدين.

### الصناعة الجوية الاسكندنافية
طائرات مدنية من إنتاج الصناعة الجوية الاسكندنافية (بالإنجليزية: Skandinavisk Aero Industri (SAI)):
- SAI KZ II - طائرة رياضة، أحادية السطح، ذات مقعدين.
- SAI KZ IV - طائرة نقل خفيفة وإسعاف جوي، بمحركين.
- SAI KZ VII Lærke - طائرة منافع، أحادية السطح، ومقصورة بأربعة مقاعد.
- SAI KZ VIII - طائرة العاب بهلوانية، أحادية السطح، وبمقعد واحد.

### سلينغبي
طائرات مدنية من إنتاج سلينغبي (بالإنجليزية: Slingsby):
- Slingsby T-67 Firefly - طائرة تدريب أساسي، بمقعدين.

### إس إن سي إيه سي/ايروسنتر
طائرات مدنية من إنتاج إس إن سي إيه سي / ايروسنتر (بالإنجليزية: SNCAC/Aérocentre (Société Nationale de Constructions Aéronautiques du Centre)):
- SNCAC NC.700 Martinet Siebel Si 204 - طائرة نقل بمحركان.
- SNCAC NC.840 Chardonneret - طائرة أحادية السطح، ومقصورة بأربعة مقاعد.
- SNCAC NC.850 Norvigie - طائرة أحادية السطح، ومقصورة بمقعدين أو أربعة مقاعد.
- SNCAC NC.860 - طائرة أحادية السطح، بمحركين، ومقصورة بأربعة مقاعد.

### إس إن سي إيه إن/نورد
طائرات مدنية من إنتاج إس إن سي إيه إن/نورد (بالإنجليزية: SNCAN/Nord (Société Nationale de Constructions Aéronautiques du Nord)):
- نورد إن 262 - طائرة ركاب ، بمحركات توربينية، بسعة 29 راكب.
- Nord 1200 Norécrin - طائرة أحادية السطح، بمقصورة بسعة 2-4 راكب.
- Nord 1300 Grunau Baby - طائرة شراعية للتدريب.
- Nord-2000 DFS Olympia Meise - طائرة شراعية.
- Nord 2100 Norazur - طائرة ركاب، ثنائية المحركات، بسعة عشرة ركاب.
- نورد 2500 نوراطلس - طائرة شحن، ثنائية المحركات.

### سنكيس/سود-يست
طائرات مدنية من إنتاج سنكيس/سود-يست (بالإنجليزية: SNCASE/Sud-Est (Société Nationale de Constructions Aéronautiques du Sud Est)):
- أس اي 161 لانغدوك - طائرة ركاب بأربعة محركات. بسعة 33 راكب.
- SNCASE SE-200 Amphitrite - طائرة قارب للركاب، أحادية السطح، بستة محركات وبسعة 48 راكب.
- سود أفياسيون كارافيل - طائرة ركاب بمحركين. بسعة 80-140 راكب.
- SNCASE SE-2010 Armagnac - طائرة ركاب بأربعة محركات. بسعة 78-160 راكب.
- SNCASE SE-2100 - طائرة جولات، أحادية السطح، بدون ذيل.
- SNCASE SE-2300 - طائرة جولات، أحادية السطح، بمقصورة بمقعدين أو ثلاثة مقاعد.
- SNCASE SE-2310 - طائرة جولات، أحادية السطح، بمقصورة بثلاثة مقاعد.
- إيروسباسيال ألويت 2 - مروحية للأغراض العامة.
- إيروسباسيال ألويت الثالثة - مروحية للأغراض العامة.

### إس إن سي إيه إس أو/سود-اويست
طائرات مدنية من إنتاج إس إن سي إيه إس أو/سود-اويست (بالإنجليزية: SNCASO/Sud-Ouest (Société Nationale de Constructions Aéronautiques du Sud-Ouest)):
- SNCASO SO.30 Bretagne - طائرة ركاب ثنائية المحرك. بسعة 30-43 راكب.
- SNCASO SO.80 Biarritz [3]
- Sud-Ouest SO.94 Corse II - طائرة ركاب ونقل بريد، ثنائية المحرك. بسعة 10 راكب.
- SNCASO SO.3050[4] - طائرة أحادية السطح، بمقصورة ومقعدين.
- SNCASO SO.7010 Pégase - طائرة نقل تنفيذية وخدمات عامة بمحرك واحد
- SNCASO SO.7060 Deauville - طائرة خفيفة، أحادية السطح، بمقصورة بمقعدين، أو ثلاث مقاعدز

### سوكاتا
طائرات مدنية من إنتاج سوكاتا (بالإنجليزية: SOCATA):
(للأنواع التي صنعت في وقت سابق، انظر : مورين-سولنييه)
- SOCATA GY-80 Horizon & ST 10 Diplomate  [لغات أخرى]‏ - طائرة خفيفة، بأربعة مقاعد.
- SOCATA Rallye series  [لغات أخرى]‏ - طائرة خفيفة، بمقعدين أو بأربعة مقاعد.
- SOCATA TB تامبيكو / توباغو / ترينيداد - طائرات خفيفة، بأربعة وخمسة مقاعد
- SOCATA TBM 700 & 850  [لغات أخرى]‏ - طائرة للشركات، بمحرك توربيني واحدز

### سبويث
طائرات مدنية من إنتاج سبويث (بالإنجليزية: Sopwith):
- Sopwith 1914 Schneider Racer - طائرة ذات سطحين، وبمحرك واحد.
- Sopwith Antelope - طائرة ركاب ونقل بثلاث مقاعد.
- Sopwith Gnu - طائرة جولات، ذات سطحين، بمحرك واحد وثلاثة مقاعد.
- Sopwith Grasshopper - طائرة جولات، ذات سطحين، بمقصورة مفتوحة ومقعدين.
- Sopwith Rainbow - طائرة عائمة للسباقات، وذات سطحين.

### إس بيه سي إيه
طائرات مدنية من إنتاج إس بيه سي إيه (بالإنجليزية: SPCA (Société Provençale de Construction Aéronautique)):
- SPCA Météore 63 - طائرة قارب للركاب، ذات سطحين، وبسعة 6 ركاب.
- SPCA VII/40T/41T/218  [لغات أخرى]‏ - طائرة يريد، أحادية السطح، وعالية الجناح.
- SPCA 60T - طائرة قارب بمحركان وبسعة 4 ركاب.[5]
- SPCA 90/91T  [لغات أخرى]‏ - طائرة ركاب ونقل بضائع، أحادية السطح وعالية الجناح.

### سبيكتريم
طائرات مدنية من إنتاج سبيكتريم (بالإنجليزية: Spectrum):
- Spectrum Beaver - طائرة خفيفة جدا، بمقعد واحد أو بمقعدين.

### سبارتن
طائرات مدنية من إنتاج شركة سبارتن للطائرات (الولايات المتحدة) (بالإنجليزية: Spartan Aircraft Company(US)):
- Spartan C2 - طائرة رياضية خفيفة، أحادية السطح، بمقعدين.
- Spartan C3 - طائرة ذات سطحين، بقمرة قيادة مفتوحة وثلاثة مقاعد.
- Spartan C4 - طائرة أحادية السطح، أجنحة علوية، بمقصورة بأربعة مقاعد.
- Spartan C5 - طائرة أحادية السطح، أجنحة علوية، بمقصورة بخمسة مقاعد.
- Spartan Executive - طائرة رجال الأعمال الفاخرة، أحادية السطح، وذات محرك واحد.

### سبارتن (المملكة المتحدة)
طائرات مدنية من إنتاج سبارتن للطائرات المحدودة (المملكة المتحدة) (بالإنجليزية: Spartan Aircraft Ltd (UK)):
- Simmonds Spartan - طائرة ذات سطحين، وبمحرك واحد، وقمرة قيادة مفتوحة بمقعدين.
- Spartan Arrow - طائرة ذات سطحين، وبمحرك واحد، وقمرة قيادة مفتوحة بمقعدين.
- Spartan Clipper - طائرة جولات، أحادية السطح، بمحرك واحد، ومقعدين.
- Spartan Cruiser - طائرة ركاب، أحادية السطح، ثلاثية المحركات.
- Spartan Three Seater - طائرة ذات سطحين، وبمحرك واحد، وقمرة قيادة مفتوحة.

### إس تي-جست
طائرات مدنية من إنتاج إس تي-جست (بالإنجليزية: St-Just):
- St-Just Cyclone - صناعة منزلية وطراز مطور من سيسنا 180
- St-Just Super-Cyclone - صناعة منزلية وطراز مطور من سيسنا 180

### سانت لويس
طائرات مدنية من إنتاج سانت لويس (بالإنجليزية: St. Louis):
- St. Louis C2 Cardinal, Senior Cardinal & Super Cardinal  [لغات أخرى]‏ - طائرة أحادية السطح، عالية الجناح، ومقصورة بمقعدين.

### ستامب وفيرتونقين
طائرات مدنية من إنتاج ستامب و فيرتونقين (بالإنجليزية: Stampe et Vertongen):
- Stampe et Vertongen RSV.32 - طائرة تدريب، ذات السطحين، بقمرة قيادة مفتوحة بمقعدين.
- Stampe SV.4 - طائرة أستعرضات جوية وتدريب، ذات السطحين، بقمرة قيادة مفتوحة بمقعدين.

### ستار
طائرات مدنية من إنتاج ستار (بالإنجليزية: Star):
- Star Cavalier - طائرة أحادية السطح بمقصورة ذات مقعدين.

### ستيرمان
طائرات مدنية من إنتاج ستيرمان للطائرات (بالإنجليزية: Stearman Aircraft):
(أستحوذت عليها بوينغ)
- Stearman LT-1 - طائرة ركاب ونقل بريد، ذات سطحين
- Stearman M-2 Speedmail - طائرة نقل بريد، ذات سطحين وبمحرك واحد.
- Stearman C3 - طائرة نقل بريد وخدمات نفعية، ذات سطحين وبمحرك واحد.
- Stearman Junior Speedmail - طائرة نقل بريد وخدمات نفعية، ذات سطحين وبمحرك واحد.
- Stearman 4 Speedmail - طائرة نقل بريد وخدمات نفعية، ذات سطحين وبمحرك واحد.
- Stearman Senior Speedmail - طائرة نقل بريد وخدمات نفعية، ذات سطحين وبمحرك واحد.

### ستينسون
طائرات مدنية من إنتاج ستينسون (بالإنجليزية: Stinson):
- Stinson SB-1 Detroiter - طائرة نقل ركاب، ذات السطحين بمحرك واحد ومقصورة.
- Stinson SM Detroiter - طائرة نقل ركاب، أحادية السطح، بمحرك واحد ومقصورة.
- Stinson Junior - طائرة نقل ركاب، أحادية السطح، بمحرك واحد ومقصورة.
- Stinson Reliant - طائرة بمقصورة، أحادية السطح، وأجنحة عالية، وبمحرك واحد.
- Stinson Model O - طائرة أحادية السطح، وبمحرك واحد، وقمرة قيادة مفتوحة بمقعدين.
- Stinson Model T - طائرة ركاب، أحادية السطح، عالية الأجنحة، وبثلاثة محركات.
- Stinson Model U - طائرة ركاب، أحادية السطح، عالية الأجنحة، وبثلاثة محركات.
- Stinson Model A - طائرة ركاب، أحادية السطح، بأجنحة منخفضة، وبثلاثة محركات.
- Stinson Voyager - طائرة رياضية، بمحرك واحد.
- ستينسون 108 - طائرة رياضية، بمحرك واحد.

### ستيتس
طائرات مدنية من إنتاج ستيتس (بالإنجليزية: Stits):
- Stits DS-1 Baby Bird - طائرة أحادية السطح، وبمقعد واحد، مصممة لتكون أصغر طائرة في العالم، (صناعة منزلية).
- Stits SA-2A Sky Baby - طائرة ذات السطحين، وبمقعد واحد، مصممة لتكون أصغر طائرة في العالم، (صناعة منزلية).
- Stits SA-3A Playboy - طائرة أحادية السطح، بأجنحة منخفضة، وبمقعد واحد (صناعة منزلية).
- Stits SA-4A Executive - طائرة أحادية السطح، بأجنحة منخفضة، وبثلاثة مقاعد (صناعة منزلية).
- Stits SA-5 Flut-R-Bug - طائرة أحادية السطح وجناح في المنتصف، بمقعد واحد أو مقعدين.(صناعة منزلية)
- Stits SA-7 Sky-Coupe - طائرة عالية الجناح، أحادية السطح، بمقعدين (صناعة منزلية).
- Stits SA-8 Skeeto - طائرة خفيفة جدا، بجناح مظلة، وبمقعد واحد.
- Stits SA-11A Playmate - طائرة أحادية السطح بأجنحة منخفضة وذات مقعدين.

### سوخوي
طائرات مدنية من إنتاج سوخوي (بالإنجليزية: Sukhoi):
- سوخوي اس يو -26 - طائرة استعراضات جوية.
- سوخوي اس يو -29 - طائرة استعراضات جوية.
- سوخوي اس يو -31 - طائرة استعراضات جوية.
- سوخوي سوبرجت 100 - طائرة ركاب، متوسطة المدى.

### سوبرمارين
طائرات مدنية من إنتاج سوبرمارين (بالإنجليزية: Supermarine):
- Supermarine Channel - طائرة قارب للركاب، ذات سطحين، بأربعة مقاعد ومقصورة مكشوفة.
- Supermarine Sea Eagle - طائرة ركاب برمائية، ذات سطحين.
- Supermarine Air Yacht - طائرة قارب للركاب، مبنية حسب الطلب.
- Supermarine Walrus - طائرة استطلاع وإنقاذ، ذات سطحين، تستخدم للرصد خلال صيد الحيتان والنقل المنفعي.
- Supermarine Stranraer - طائرة قارب دورية، أعيد استخدامها للركاب وللنقل العام.

### سوالو
طائرات مدنية من إنتاج سوالو (بالإنجليزية: Swallow):
- Swallow TP - طائرة رياضة / تدريب، ذات السطحين، بقمرة قيادة مفتوحة.

### سويارينغن
طائرات مدنية من إنتاج سويارينغن (بالإنجليزية: Swearingen):
- سويارينغن ميرلين - طائرة نقل تنفيذية بمحركين (feederliner)
- سويارينغن ميترو - طائرة أمداد وتغذية بالركاب، بمحركان توربينيان، وبسعة 19 مقعد.
- Swearingen SA-30/Swearingen-Jaffe SJ30  [لغات أخرى]‏ - طائرة نقل تنفيذية بسعة ستة ركاب.
- Swearingen SX-300 - طائرة بمقصورة ذات مقعدين (صناعة منزلية).

## T

### تاتشيكاوا
طائرات مدنية من إنتاج تاتشيكاوا (بالإنجليزية: Tachikawa):
- Tachikawa Ki-54 : طائرة ركاب ثنائية المحرك.

### صناعة الطيران التركية
طائرات مدنية من إنتاج صناعة الطيران التركية (بالإنجليزية: Turkish Aviation Industry):
- TAI Hürkuş - طائرة ذات دفع توربيني.

### تاترا
طائرات مدنية من إنتاج تاترا (بالإنجليزية: Tatra):
- Tatra T.101 - طائرة رياضية حاملة أرقام قياسية، أحادية السطح، وبمقعدين.

### تيلوركرافت
طائرات مدنية من إنتاج تيلوركرافت (بالإنجليزية: Taylorcraft):
- Taylor Cub
- Taylorcraft B - طائرة أحادية السطح بمقصورة ذات مقعدين.
- Taylorcraft D - طائرة أحادية السطح بمقصورة ذات مقعدين.
- Taylorcraft 20 - طائرة أحادية السطح، بمقصورة بأربعة مقاعد
- Taylorcraft F-21 - طائرة أحادية السطح بمقصورة ذات مقعدين.

### تكنوافيا
طائرات مدنية من إنتاج تكنوافيا (بالإنجليزية: Technoavia):
- Technoavia SM92 Finist - طائرة منافع ذات إقلاع وهبوط قصير.

### تيكنام
طائرات مدنية من إنتاج تيكنام (بالإنجليزية: Tecnam) الأمريكية:
- Tecnam P92 - طائرة خفيفة، بمحرك واحد، ومقعدين.
- Tecnam P2006T - طائرة خفيفة، بمحركان ، وبأربعة مقاعد.

### مصنع الطائرة
طائرات مدنية من إنتاج مصنع الطائرة (بالإنجليزية: The Airplane Factory):
- The Airplane Factory Sling طائرة رياضية خفيفة، بمقعدين.

### ثروكستون
طائرات مدنية من إنتاج ثروكستون (بالإنجليزية: Thruxton):
- Thruxton Jackaroo - طائرة ركاب ذات السطحين، يأربعة مقاعد، معدلة من دي هافيلاند تايجر موث.

### ثورستون
طائرات مدنية من إنتاج ثورستون (بالإنجليزية: Thurston):
- Thurston Teal - طائرة برمائية، بمقعدين.

### تيبسي/افيونس فارى
طائرات مدنية من إنتاج تيبسي/افيونس فارى (بالإنجليزية: Tipsy/Avions Fairey):
- Avions Fairey Tipsy B  [لغات أخرى]‏ - طائرة أحادية السطح، بقمرة قيادة مفتوحة، وبمقعدين.
- Tipsy Nipper - طائرة إستعراض وعروض بهلوانية، أحادية السطح، ذات مقعد واحد.
- Avions Fairey Tipsy S & S.2  [لغات أخرى]‏ - طائرة خفيفة جدا، أحادية السطح، بمقعد واحد.
- Avions Fairey Junior - طائرة أحادية السطح، بقمرة قيادة مفتوحة، وبمقعد واحد.
- Avions Fairey Belfair - طائرة أحادية السطح بمقصورة ذات مقعدين.
- Avions Fairey Tipsy M/Fairey Primer  [لغات أخرى]‏ - طائرة تدريب أساسي، أحادية السطح، بمقاعد مترادفة.

### تويوتا
طائرات مدنية من إنتاج تويوتا (بالإنجليزية: Toyota) اليابانية:
- Toyota TA-1 - نموذج طائرة، بمحرك واحد، وبسعة أربعة مقاعد.

### ترانسافيا

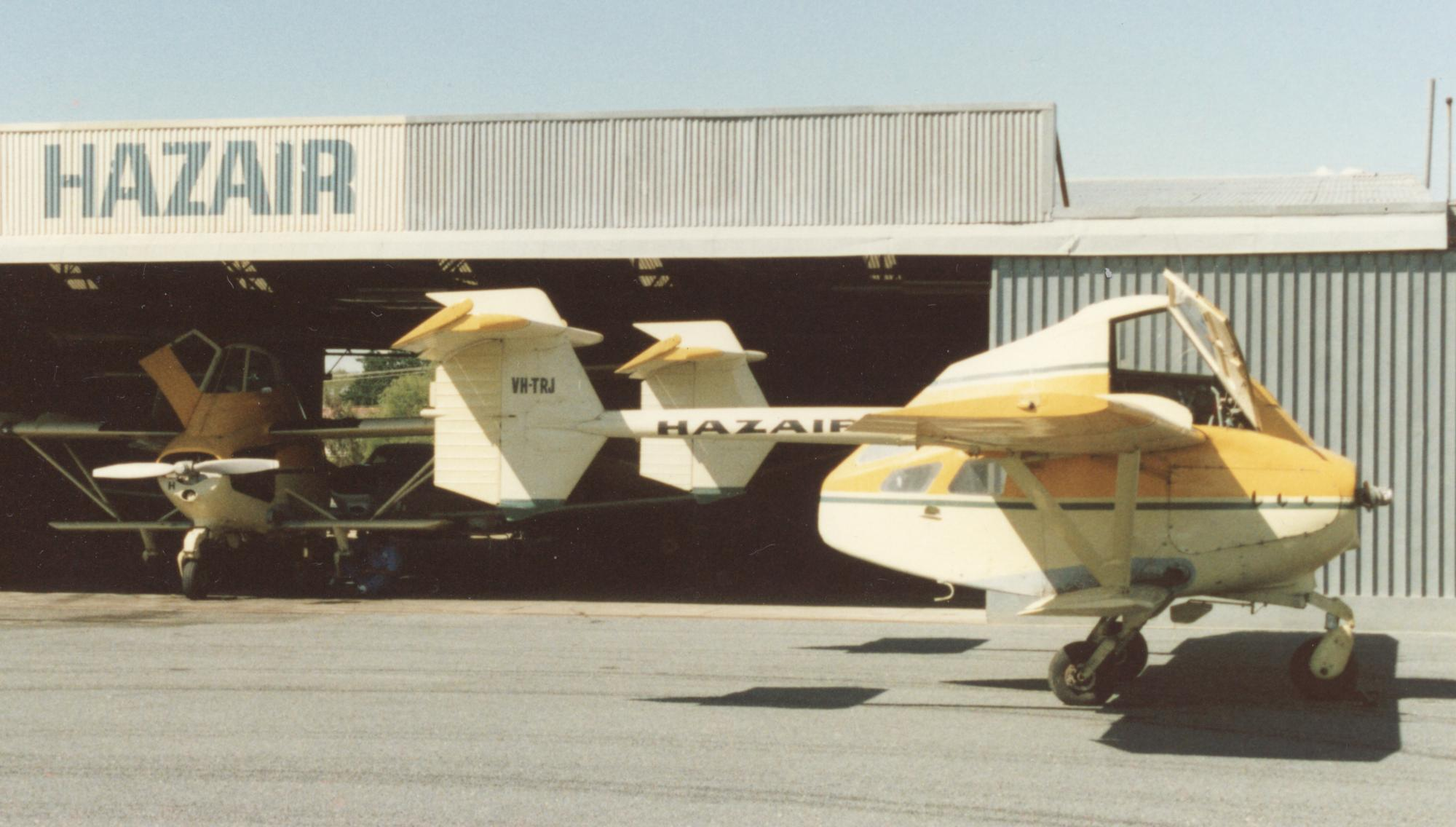
ترانسافيا PL-12 Airtruks من حضير في البوري، نيو ساوث ويلز، مارس 1988

طائرات مدنية من إنتاج ترانسافيا (بالإنجليزية: Transavia) الأسترالية:
- Transavia Airtruk - طائرة زراعية
- Transavia Skyfarmer - طائرة زراعية

### ترفل إير
طائرات مدنية من إنتاج ترفل إير (بالإنجليزية: Travel Air) الأمريكية:
- Travel Air 1000 - طائرة منافع، ذات السطحين، بمحرك واحد، وقمرة قيادة مفتوحة بثلاثة مقاعد.
- Travel Air 2000, 3000 and 4000 - طائرة منافع، ذات السطحين، بمحرك واحد، وقمرة قيادة مفتوحة بثلاثة مقاعد.
- Travel Air 5000 - طائرة ركاب، أحادية السطح وبمحرك واحد.
- Travel Air 6000 - طائرة ركاب، أحادية السطح وبمحرك واحد.

### توبوليف
طائرات مدنية من إنتاج توبوليف (بالإنجليزية: Tupolev):
- توبوليف إيه إن تي-9 - طائرة ركاب، أحادية السطح وبثلاثة محركات وسعة 9 راكب.
- توبوليف إيه إن تي-14 - طائرة ركاب، أحادية السطح، بأربعة محركات، بسعة 36 راكب.
- توبوليف إيه إن تي-20 - «مكسيم غوركي» (Maxim Gorky)- أكبر طائرة في عقد الثلاثينات من القرن العشرين.
- توبوليف إيه إن تي-35 - طائرة ركاب، أحادية السطح وبمحركين، بسعة 10 راكب.
- توبوليف تو-104 - طائرة ركاب، متوسطة المدى، بمحركين نفاثين، وبسعة 50–115 راكب.
- توبوليف تو-110 - طائرة ركاب، باربعة محركات نفاثة، وبسعة 100 راكب.
- توبوليف تو-114 - طائرة ركاب، طويلة المدى، باربعة محركات مروحية توربينية، وبسعة 120–220 راكب.
- توبوليف تو-95 - طائرة ركاب، بديل مؤقت لقاذفة القنابل توبوليف تو-95.
- توبوليف تي يو 124 - طائرة ركاب نفاثة، قصيرة المدى، ثنائية المحرك، بسعة 56 راكب.
- توبوليف تي يو 134 - طائرة ركاب نفاثة، قصيرة المدى، ثنائية المحرك، بسعة 72–84 راكب.
- توبوليف تي يو 144 - طائرة ركاب أسرع من الصوت.
- توبوليف تو 154 - طائرة ركاب ، متوسطة المدى.
- توبوليف تي يو-204 / تي يو-214 - طائرة ركاب، طويلة المدى، وبمحركين نفاثين، وبسعة 210 راكب.
- توبوليف تو-334 - طائرة ركاب، متوسطة / طويلة المدى (تحت التطوير).
- توبوليف تو-334 - مشروع طائرة مهجور، بنيت على أساس قاذفة القنابل توبوليف تو-22.
- توبوليف تو-414 - طائرة ركاب، متوسطة المدى (تحت التطوير).

## U

### يوديت
طائرات مدنية من إنتاج يوديت (بالإنجليزية: Udet):
- Udet U 8 Limousine - طائرة ركاب، أحادية السطح وبمحرك واحد وسعة 3 ركاب.
- Udet U 11 Kondor - طائرة أحادية السطح، بأربعة محركات.
- Udet U 12 Flamingo - طائرة رياضية وللتدريب والاستعراضات الجوية، ذات السطحين، بمحرك واحد، ومقعدين.

## V

### فالميت
طائرات مدنية من إنتاج فالميت (بالإنجليزية: Valmet):
- Valmet L-70 Vinka
- Valmet L-90 Redigo

### فانز
طائرات مدنية من إنتاج فانز (بالإنجليزية: Van's):
- Van's RV-3 - طائرة أحادية السطح، بجناح منخفض، ذات محرك واحد ومقعد واحد. (صناعة منزلية).
- Van's RV-4 - طائرة أحادية السطح، بجناح منخفض، ذات محرك واحد بمقعدين مترادفين. (صناعة منزلية).
- Van's RV-6 - طائرة أحادية السطح، بجناح منخفض، ذات محرك واحد بمقعدين جنبا إلى جنب. (صناعة منزلية).
- Van's RV-7 - طائرة أحادية السطح، بجناح منخفض، ذات محرك واحد بمقعدين جنبا إلى جنب. (صناعة منزلية).
- Van's RV-8 - طائرة أحادية السطح، بجناح منخفض، ذات محرك واحد بمقعدين مترادفين. (صناعة منزلية).
- Van's RV-9 - طائرة أحادية السطح، بجناح منخفض، ذات محرك واحد بمقعدين جنبا إلى جنب. (صناعة منزلية).
- Van's RV-10 - طائرة بجناح منخفض، ذات محرك واحد، وبأربعة مقاعد. (صناعة منزلية).
- Van's RV-11 - مشروع طائرة شراعية، مدفوعة بمحرك.
- Van's RV-12 - طائرة أحادية السطح، بجناح منخفض، ذات محرك واحد بمقعدين جنبا إلى جنب. (صناعة منزلية).
- Van's RV-14 - طائرة أحادية السطح، بجناح منخفض، ذات محرك واحد بمقعدين جنبا إلى جنب. (صناعة منزلية).

### في إي بي
طائرات مدنية من إنتاج في إي بي (بالإنجليزية: VEB):
- باده 152 - طائرة ركاب نفاثة، والمعروفة بطائرة درسدن 152.

### في إف دبليو - فوكر

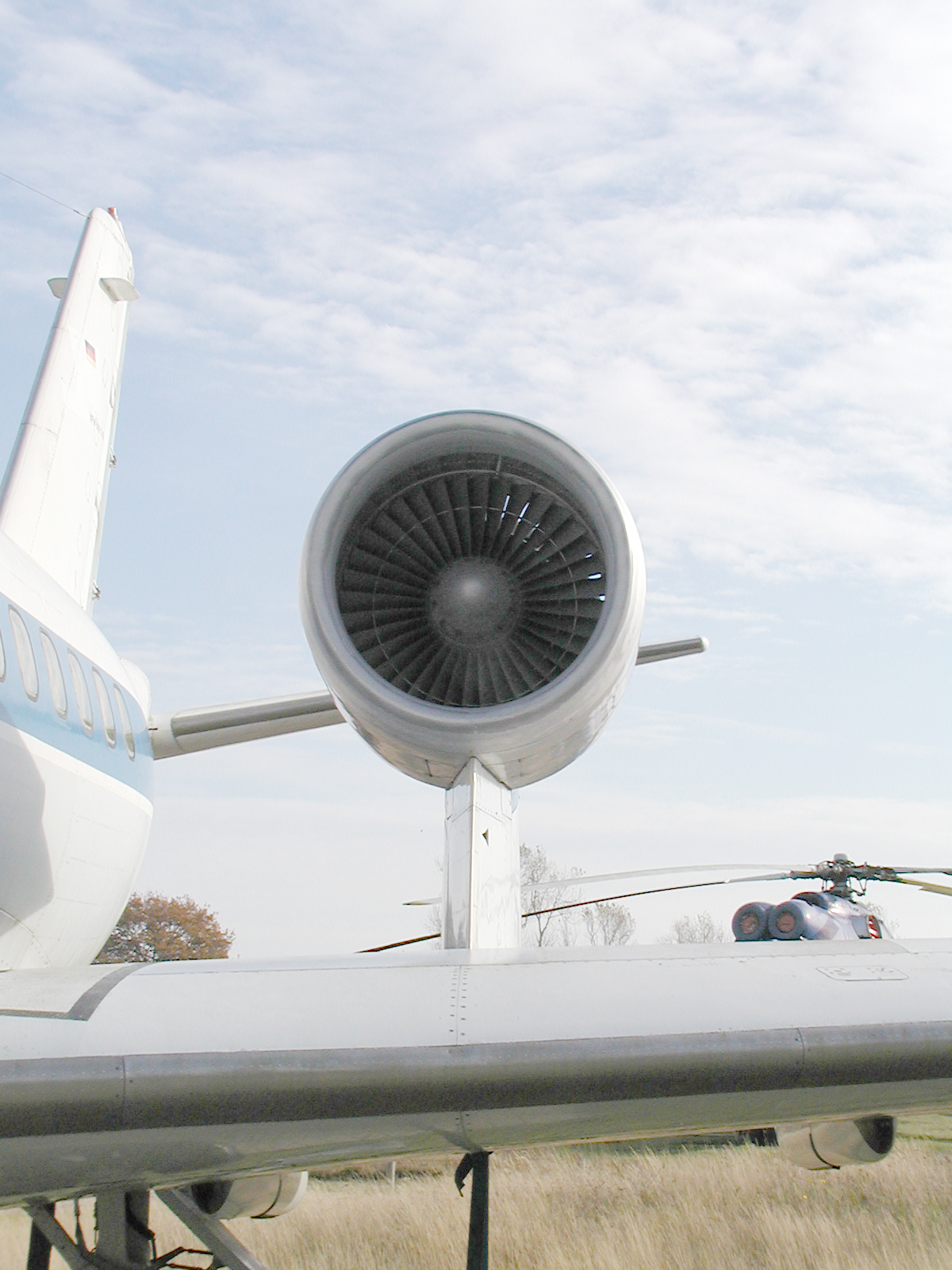
محركات رولز رويس، على محمل مثبت فوق جناح طائرة في إف دبليو - فوكر 614

طائرات مدنية من إنتاج في إف دبليو - فوكر (بالإنجليزية: VFW-Fokker):
- في إف دبليو-فوكر 614 - طائرة تغذية وامداد بالركاب، بمحركين.

### فيكرز أرمسترونغس
طائرات مدنية من إنتاج فيكرز أرمسترونغس (بالإنجليزية: Vickers-Armstrongs):
- فيكرز تايب 170 فانقارد طائرة ركاب، ذات سطحين وبمحركين.
- فيكرز فانقارد - طائرة ركاب turboprop
- فيكرز في سي 1 فايكنغ - طائرة ركاب ثنائية المحرك.
- فيكرز في سى 10 - طائرة ركاب نفاثة.
- فيكرز فيلور - طائرة شحن، ذات السطحين ومحرك واحد.
- فيكرز فياسترا - طائرة ركاب، أحادية السطح وبثلاثة محركات.
- فيكرز فايكنغ - طائرة قارب بمحرك واحد.
- فيكرز فيمي التجارية - طائرة ركاب، ذات سطحين وبمحركين.
- فيكرز فولكان - طائرة ركاب، ذات سطحين وبمحرك واحد.
- فيكرز فيسكونت - طائرة ركاب وشحن، Turboprop

### فيكتا
طائرات مدنية من إنتاج فيكتا (بالإنجليزية: Victa):
- Victa Aircruiser - طائرة خفيفة، بأربعة مقاعد.
- Victa Airtourer  [لغات أخرى]‏ - طائرة خفيفة بمقعدين.

### فيجن إير
طائرات مدنية من إنتاج فيجن إير (بالإنجليزية: VisionAire):
- VisionAire Vantage - طائرة رجال أعمال نفاثة، بمحرك واحد.

### فولمر
طائرات مدنية من إنتاج فولمر (بالإنجليزية: Volmer):
- Volmer Sportsman - طائرة برمائية، بممقعد (صناعة منزلية).

### فولتي
طائرات مدنية من إنتاج فولتي (بالإنجليزية: Vultee):
- Vultee V-1 - طائرة ركاب، أحادية السطح وبمحرك واحد.

## و

### واكو
طائرات مدنية من إنتاج واكو (بالإنجليزية: Waco):
- Waco 9 - طائرة رياضبة، ذات السطحين، بقمرة قيادة مفتوحة بثلاث مقاعد.
- Waco 10 - طائرة رياضبة، ذات السطحين، بقمرة قيادة مفتوحة بثلاث مقاعد.
- Waco Mailplanes - طائرة بريد، ذات السطحين، بقمرة قيادة مفتوحة ومقعد واحد.
- Waco A series - طائرة رياضبة، ذات السطحين، بمقعدين.
- Waco F series - طائرة رياضبة، ذات السطحين، بقمرة قيادة مفتوحة بثلاث مقاعد.
- Waco Standard Cabin series - طائرة جولات، ذات السطحين، وبمقصورة.
- Waco Custom Cabin series - طائرة جولات، ذات السطحين، وبمقصورة.
- Waco N series - طائرة جولات، ذات السطحين، وبمقصورة.
- Waco E series - طائرة جولات، ذات السطحين، وبمقصورة.
- Waco Aristocraft - طائرة ذات السطحين.

### وازمر
طائرات مدنية من إنتاج وازمر (بالإنجليزية: Wassmer):
- Wassmer Javelot I, II and Super Javelot  [لغات أخرى]‏ - طائرة شراعية للسباقات، بمقعد واحد.
- Wassmer Squale, Squale Marfa and Espadon  [لغات أخرى]‏ - طائرة شراعية للسباقات، بمقعد واحد.
- Wassmer Bijave - طائرة تدريب شراعية، بمقعدين.
- Wassmer WA-40 Super IV, Sancy, Baladou and Prestige  [لغات أخرى]‏ - طائرة أحادية السطح، بمحرك واحد، وبمقصورة بخمسة مقاعد.
- Wassmer WA-50, 51 Pacific, 52 Europa, 53 and 54 Atlantic  [لغات أخرى]‏ - طائرة أحادية السطح، بمحرك واحد، وبمقصورة بخمسة مقاعد.
- Wassmer WA-80 Piranha - طائرة أحادية السطح، بمقصورة بمقعدين أو ثلاثة مقاعد.
- Wassmer D.120 Paris-Nice - طراز بديل لطائرة Jodel D.11 أحادية السطح.

### ويثرلي
طائرات مدنية من إنتاج ويثرلي (بالإنجليزية: Weatherly):
- Weatherly 201 - طائرة زراعية.
- Weatherly 620 - طائرة زراعية.

### ويدل ويليامز
طائرات مدنية من إنتاج ويدل ويليامز (بالإنجليزية: Wedell-Williams):
- Wedell-Williams Model 22, McRobertson racer and We-Will Jr.  [لغات أخرى]‏ - طائرة سباق، أحادية السطح، بمقعد واحد.
- Wedell-Williams Model 44, We-Will, We-Winc & 44 Special  [لغات أخرى]‏ - طائرة سباق، أحادية السطح، بمقعد واحد.
- Wedell-Williams Model 45 - طائرة سباق، أحادية السطح، بمقعد واحد.

### ويركسبور
طائرات مدنية من إنتاج ويركسبور (بالإنجليزية: Werkspoor):
- Werkspoor Jumbo - طائرة شحن، ذات سطحين، وبمحرك واحد.

### ويستلاند
طائرات مدنية من إنتاج ويستلاند هليكوبتر (بالإنجليزية: Westland):
- ويستلاند دراقون فلاي - طائرة هليكوبتر (المرخص لها والمعدلة من مروحية: سيكورسكي إس-51)
- Westland Dreadnought - طائرة بريد تجريبية، أحادية السطح، مخلوطة الجناح.
- ويستلاند غازيل - طائرة هليكوبتر (بالتعاون مع إيروسباسيال).
- Westland Limousine - طائرة ركاب بمحرك واحد.
- Westland Woodpigeon - طائرة خفيفة جدا، ذات السطحين، بمحرك واحد ومقعدين.
- Westland Widgeon طائرة خفيفة جدا، ذات السطحين، بمحرك واحد ومقعدين.
- ويستلاند ويسيكس - طائرة هليكوبتر (المرخص لها والمعدلة من مروحية: سيكورسكي إتش-34)
- Westland Wessex and IV  [لغات أخرى]‏ - طائرة ركاب، ثلاثية المحركات.
- ويستلاند وايرل ويند - طائرة هليكوبتر (المرخص لها والمعدلة من مروحية: سيكورسكي إس-55)
- ويستلاند ويجن - مروحية.

### ويبولت
طائرات مدنية من إنتاج ويبولت (بالإنجليزية: Wibault):
- Wibault 280 طائرة ركاب، أحادية السطح وبثلاثة محركات.
- Wibault 360 طائرة ركاب، أحادية السطح وبمحرك واحد.

### وايدرو
طائرات مدنية من إنتاج وايدرو (بالإنجليزية: Widerøe):
- Widerøe/Honningstad C.5 Polar - طائرة منافع، أحادية السطح، سعة خمسة ركاب.

## Y

### ياكوفليف
طائرات مدنية من إنتاج ياكوفليف (بالإنجليزية: Yakovlev):
- ياكوفليف ياك-12 - طائرة متعددة المهام، أحادية السطحن، بأربعة مقاعد. STOL
- ياكوفليف ياك-18 تي - طائرة خفيفة، بأربعة مقاعد.
- ياكوفليف ياك-40 - طائرة نفاثة إقليمية.
- ياكوفليف ياك-42 - طائرة ركاب قصيرة المدى.
- ياكوفليف ياك-52 - طائرة تدريب خفيفة، بمقعدين.
- ياكوفليف ياك-58 - طائرة أحادية السطحن، ذات ستة مقاعد.
- ياكوفليف ياك-112 - طائرة خفيفة للمرافق العامة، أحادية السطحن، ذات ثلاث مقاعد.

### يومن
طائرات مدنية من إنتاج يومن (بالإنجليزية: Yeoman):
- Yeoman Cropmaster - طائرة زراعية، أحادية السطح

## ز

### زبلين
طائرات مدنية من إنتاج زيبيلين-ستاكين (بالإنجليزية: Zeppelin):
- Zeppelin-Staaken E-4/20 (1919)- طائرة ركاب، أحادية السطح، بأربعة محركات.

### زيان
طائرات مدنية من إنتاج زيان (بالإنجليزية: Xi'an):
- شيآن إم إيه 60 - طائرة إقليمية للركاب. (turboprop) صناعة صينية .
- شيآن إم إيه 600 - طائرة إقليمية للركاب، (turboprop)، بسعة 60 مقعد، صناعة صينية. تطوير لطائرة شيآن إم إيه 60

### زيفكو
طائرات مدنية من إنتاج زيفكو (بالإنجليزية: Zivko):
- Zivko Edge 540 - غير محدد.

### زلين
طائرات مدنية من إنتاج زلين للطائرات (بالإنجليزية: Zlin Aircraft) تشيكوسلوفاكيا:
- Zlin Trener - طائرة بهلوانية وتدريب، أحادية السطح.
- Zlin Z-37 Cmelak - طائرة زراعية، بمقعدين.
- زلين زد 42، زلين زد 43، زد 142، زد 242 & زد 143 - طائرة خفيفة، بمقعدين أو بأربعة مقاعد.
- زلين زد - 50 - طائرة سباق، وأستعراض جوي، أحادية السطح، بمقعد واحد.

### زينيث
طائرات مدنية من إنتاج زينيث (بالإنجليزية: Zenith):
- Zenith Zodiac CH 601 - طائرة خفيفة ذات مقعدين.

## وصلات خارجية
- Airliners.net (All initial list entries and summaries credit)
- Flugzeuginfo.net
- Air Britain Photographic Images Collection